# Schnellfahrstrecke Köln–Rhein/Main
| | |                                                              |                                                              |
| Streckennummer (DB): | 2651 Köln-Deutz (h)–Köln Steinstr 2660 Köln-Deutz (t)–Köln Gummersb Str 2690 Köln Steinstr–Frankf(M) Stadion 3509 Breckenheim–Wiesb.-Kinzenberg 3656 Frankf(M) Flughfn–Zeppelinheim |                                                              |                                                              |
| Kursbuchstrecke (DB): | 472 |                                                              |                                                              |
| Streckenlänge: | 180 km |                                                              |                                                              |
| Spurweite: | 1435 mm (Normalspur) |                                                              |                                                              |
| Streckenklasse: | D4 |                                                              |                                                              |
| Stromsystem: | 15 kV 16,7 Hz ~ |                                                              |                                                              |
| Maximale Neigung: | 40 ‰ |                                                              |                                                              |
| Minimaler Radius: | 3348 m |                                                              |                                                              |
| Streckengeschwindigkeit: | 300 km/h |                                                              |                                                              |
| Zugbeeinflussung: | LZB, PZB |                                                              |                                                              |
| Zweigleisigkeit: | durchgehend |                                                              |                                                              |
| | |                                                              |                                                              |
| \| \| \| Strecken von Mainz, Aachen und Krefeld \| \| \| \| \| Köln Hbf \| \| \| \| \| Hohenzollernbrücke \| \| \| \| 0,0 \| Köln Messe/Deutz von Köln-Mülheim \| Köln Messe/Deutz von Köln-Mülheim \| \| \| \| Strecke nach Köln-Mülheim \| \| \| \| \| Köln Posthof (Abzw) \| \| \| \| \| S-Bahnstrecke nach Köln-Mülheim \| \| \| \| 1,2 \| Köln Gummersbacher Str. (Abzw) \| Köln Gummersbacher Str. (Abzw) \| \| \| \| \| \| \| \| 1,9 \| Köln Trimbornstr. Güterstrecke von der Südbrücke \| Köln Trimbornstr. Güterstrecke von der Südbrücke \| \| \| \| \| \| \| \| 2,2 \| Köln-Kalk (ehem. PV) \| Köln-Kalk (ehem. PV) \| \| \| \| Güterstrecke Gremberg–Köln-Kalk Nord \| \| \| \| 3,9 \| Köln Vingst (Abzw) \| Köln Vingst (Abzw) \| \| \| \| Köln Flughafen Nordost (Abzw) \| \| \| \| \| \| \| \| \| \| zur Strecke nach Overath, Flughafenschleife (S-Bahn) \| \| \| \| \| \| \| \| \| 4,5 \| Köln Flughafen Nordwest (Abzw) \| Köln Flughafen Nordwest (Abzw) \| \| \| \| Flughafenschleife (Fernverkehr) \| \| \| \| 6,1 \| Köln Airport Businesspark \| Köln Airport Businesspark \| \| \| \| \| \| \| \| 8,0 \| Köln Steinstr. Umgehungsstrecke von der Südbrücke \| Köln Steinstr. Umgehungsstrecke von der Südbrücke \| \| \| \| \| \| \| \| 9,2 7,8 \| Köln Steinstr. Abzw (heute Beginn SFS) \| Köln Steinstr. Abzw (heute Beginn SFS) \| \| \| \| Güterstrecke von Gremberg \| \| \| \| \| Gremberg Süd (Abzw) \| \| \| \| 9,6 \| Porz (Rhein) Hp \| Porz (Rhein) Hp \| \| \| 9,6 \| Porz (Rhein) \| Porz (Rhein) \| \| \| \| Flughafenschleife (Fernverkehr) \| \| \| \| \| Flughafenschleife (S-Bahn) \| \| \| \| 12,4 \| Porz-Wahn \| Porz-Wahn \| \| \| 15,6 \| Porz-Wahn Süd (Abzw) \| Porz-Wahn Süd (Abzw) \| \| \| \| A 59 \| \| \| \| 16,9 \| Spich \| Spich \| \| \| \| Kleinbahn Siegburg–Zündorf \| \| \| \| \| Tunnel Troisdorf (627 m) \| \| \| \| 18,0 \| Troisdorf Vorbf \| Troisdorf Vorbf \| \| \| 18,4 \| Troisdorf Nord (Abzw) \| Troisdorf Nord (Abzw) \| \| \| 19,7 \| Troisdorf \| Troisdorf \| \| \| \| \| \| \| \| \| Rechte Rheinstrecke (ehem. Verbindungskurve) \| \| \| \| \| \| \| \| \| \| Agger \| \| \| \| 26,0 24,3 \| Siegburg/Bonn Stadtbahn nach Bonn \| Siegburg/Bonn Stadtbahn nach Bonn \| \| \| \| \| \| \| \| \| nach Siegen Beginn der Neubaustrecke \| \| \| \| \| \| \| \| \| 27,4 →00 \| Siegauentunnel (2.502 m) \| Siegauentunnel (2.502 m) \| \| \| 37,6 \| Talbrücke Hasenpohl (127 m) \| Talbrücke Hasenpohl (127 m) \| \| \| 39,2 \| Ittenbachtunnel (1.145 m) \| Ittenbachtunnel (1.145 m) \| \| \| 40,6 \| Trogbauwerk Landschaftsbrücke (255 m) \| Trogbauwerk Landschaftsbrücke (255 m) \| \| \| 41,1 \| Logebachtalbrücke (173 m) \| Logebachtalbrücke (173 m) \| \| \| 41,3 \| Aegidienbergtunnel (1.240 m) \| Aegidienbergtunnel (1.240 m) \| \| \| 42,9 \| Kluse-Tunnel (198 m)[3] \| Kluse-Tunnel (198 m)[3] \| \| \| 43,1 \| Kochenbachtalbrücke (150 m) \| Kochenbachtalbrücke (150 m) \| \| \| 44,5 \| Rottbitzetunnel (990 m) \| Rottbitzetunnel (990 m) \| \| \| \| Landesgrenze NW–RP \| \| \| \| 46,6 \| Kreuzungsbauwerk Windhagen (400 m) \| Kreuzungsbauwerk Windhagen (400 m) \| \| \| 47,8 \| Talbrücke Fischerhaus (344 m) \| Talbrücke Fischerhaus (344 m) \| \| \| 48,6 \| Günterscheidtunnel (1.130 m) \| Günterscheidtunnel (1.130 m) \| \| \| 50,0 \| Hallerbachtalbrücke (992 m) \| Hallerbachtalbrücke (992 m) \| \| \| 51,4 \| Bahnstrecke Linz (Rhein)–Flammersfeld \| Bahnstrecke Linz (Rhein)–Flammersfeld \| \| \| \| unter der Wiedtalbrücke (387 m) \| \| \| \| 53,0 \| Ammerichtunnel (755 m), A 3 \| Ammerichtunnel (755 m), A 3 \| \| \| 53,8 \| Fernthaltunnel (1.555 m), A 3 \| Fernthaltunnel (1.555 m), A 3 \| \| \| 58,8 \| Dasbachtalbrücke (218 m) \| Dasbachtalbrücke (218 m) \| \| \| \| Scheitelpunkt \| 370 m \| \| \| 61,5 \| Willroth (Üst) \| Willroth (Üst) \| \| \| 75,6 \| Kutscheid-Talbrücke (67 m) \| Kutscheid-Talbrücke (67 m) \| \| \| 76,4 \| Deesen-Tunnel (338 m) \| Deesen-Tunnel (338 m) \| \| \| 78,2 \| Oberhaider-Wald-Tunnel (1.270 m) \| Oberhaider-Wald-Tunnel (1.270 m) \| \| \| 83,1 \| Bahnstrecke Engers–Au \| Bahnstrecke Engers–Au \| \| \| 83,8 \| Dernbacher Tunnel (3.285 m), A 48 und A 3 \| Dernbacher Tunnel (3.285 m), A 48 und A 3 \| \| \| \| von Siershahn \| \| \| \| 89,1 \| Montabaur (ehemaliger / neuer Bf) \| Montabaur (ehemaliger / neuer Bf) \| \| \| \| \| \| \| \| \| nach Wallmerod nach Limburg \| \| \| \| \| \| \| \| \| 89,9 \| Himmelbergtunnel (2.395 m) \| Himmelbergtunnel (2.395 m) \| \| \| 92,5 \| Wahnscheidtunnel (735 m) \| Wahnscheidtunnel (735 m) \| \| \| 93,3 \| Dickheck-Tunnel (570 m) \| Dickheck-Tunnel (570 m) \| \| \| 93,9 \| Eisenbachtalbrücke (138 m) \| Eisenbachtalbrücke (138 m) \| \| \| 94,1 \| Eichheidetunnel (1.750 m) \| Eichheidetunnel (1.750 m) \| \| \| 96,2 \| Wiesengrund-Talbrücke (338 m) \| Wiesengrund-Talbrücke (338 m) \| \| \| 96,7 \| Eichen-Diekenscheid-Tunnel (400 m) \| Eichen-Diekenscheid-Tunnel (400 m) \| \| \| 97,5 \| Lange Issel (1.015 m), A 3 \| Lange Issel (1.015 m), A 3 \| \| \| \| Landesgrenze RP–HE \| \| \| \| 100,4 \| Tunnel Elzer Berg (1.110 m), A 3 \| Tunnel Elzer Berg (1.110 m), A 3 \| \| \| \| \| \| \| \| 105,8 \| von Limburg nach Siershahn und nach Altenkirchen \| von Limburg nach Siershahn und nach Altenkirchen \| \| \| \| \| \| \| \| 106,8 \| Limburger Tunnel (2.395 m), A 3 \| Limburger Tunnel (2.395 m), A 3 \| \| \| 109,2 \| Lahntalbrücke (438 m) \| Lahntalbrücke (438 m) \| \| \| \| Lahn \| \| \| \| \| Lahntalbahn \| \| \| \| 110,5 \| Limburg Süd \| Limburg Süd \| \| \| 113,0 \| Lindenholzhausen (Üst) \| Lindenholzhausen (Üst) \| \| \| 115,3 \| Wörsbachtalbrücke (528 m) \| Wörsbachtalbrücke (528 m) \| \| \| 126,9 \| Kreuzungsbauwerk Hessenweiler (368 m), A 3 \| Kreuzungsbauwerk Hessenweiler (368 m), A 3 \| \| \| 128,6 \| Roter-Graben-Talbrücke (132 m) \| Roter-Graben-Talbrücke (132 m) \| \| \| 129,3 \| Wallbachtalbrücke (534 m) \| Wallbachtalbrücke (534 m) \| \| \| 130,6 \| Wörsdorfer Tunnel (525 m), A 3 \| Wörsdorfer Tunnel (525 m), A 3 \| \| \| 133,8 \| Idsteintunnel (2.069 m) \| Idsteintunnel (2.069 m) \| \| \| 137,0 \| Idstein (Üst) \| Idstein (Üst) \| \| \| 138,0 \| Niedernhausener Tunnel (2.765 m), A 3 \| Niedernhausener Tunnel (2.765 m), A 3 \| \| \| 141,6 \| Theißtalbrücke (484 m) \| Theißtalbrücke (484 m) \| \| \| 142,9 \| Hellenbergtunnel (552 m) \| Hellenbergtunnel (552 m) \| \| \| \| Ländchesbahn Wiesbaden–Niedernhausen \| \| \| \| 145,4 \| Schulwaldtunnel (4.500 m), A 3 \| Schulwaldtunnel (4.500 m), A 3 \| \| \| 151,4 \| Tunnel Breckenheim (1.150 m) \| Tunnel Breckenheim (1.150 m) \| \| \| 152,6 \| Breckenheim (Abzw) \| Breckenheim (Abzw) \| \| \| \| Strecke nach Wiesbaden \| \| \| \| \| A 66 \| \| \| \| 156,1 \| Wallauer Spange (geplant) \| Wallauer Spange (geplant) \| \| \| \| Taunusbahn Wiesbaden–Frankfurt \| \| \| \| \| Mainbrücke Eddersheim (324 m) \| \| \| \| \| Ticonabrücke (167 m) \| \| \| \| \| \| \| \| \| 161,5 \| Raunheim Caltex (Abzw) Strecke nach Raunheim Brunnenschneise \| Raunheim Caltex (Abzw) Strecke nach Raunheim Brunnenschneise \| \| \| \| \| \| \| \| \| Caltex-Brücke (351 m), Mainbahn (s. u.) \| \| \| \| \| \| \| \| \| 163,4 \| Raunheim Mönchhof (Abzw) Strecke von Raunheim Mönchwald \| Raunheim Mönchhof (Abzw) Strecke von Raunheim Mönchwald \| \| \| \| \| \| \| \| 167,1 \| Kelsterbach-Tunnel (994 m) \| Kelsterbach-Tunnel (994 m) \| \| \| \| Flughafenschleife Frankfurt (von Mainbahn, s. o.) \| \| \| \| 0,0 168,8 \| (Beginn Zweigstrecke nach Zeppelinheim) \| (Beginn Zweigstrecke nach Zeppelinheim) \| \| \| 0,5 169,3 \| Frankfurt am Main Flughafen Fernbf \| Frankfurt am Main Flughafen Fernbf \| \| \| \| Frankfurt (Main) Flughafen Regionalbf \| \| \| \| \| Flughafenschleife Frankfurt (zur Mainbahn) \| \| \| \| 1,5 170,3 \| Frankfurter-Kreuz-Tunnel (1.559 bzw. 1.883 m) \| Frankfurter-Kreuz-Tunnel (1.559 bzw. 1.883 m) \| \| \| 171,4 \| Frankfurter Kreuz (Üst), (A 3 und A 5) \| Frankfurter Kreuz (Üst), (A 3 und A 5) \| \| \| \| \| \| \| \| 4,8 173,6 \| Riedbahn Zeppelinheim–Frankfurt Stadion \| Riedbahn Zeppelinheim–Frankfurt Stadion \| \| \| \| \| \| \| Quellen: [4][5] \| \| \| \| | |                                                              |                                                              |
| Abzweig geradeaus, von links und von rechts · Abzweig geradeaus und von links | | Strecken von Mainz, Aachen und Krefeld                       | Strecken von Mainz, Aachen und Krefeld                       |
| Bahnhof · S-Bahnhof | | Köln Hbf                                                     | Köln Hbf                                                     |
| Brücke über Wasserlauf · Brücke über Wasserlauf | | Hohenzollernbrücke                                           | Hohenzollernbrücke                                           |
| Strecke von links · Turmbahnhof geradeaus oben · S-Bahn-Turmhaltepunkt geradeaus oben | 0,0 | Köln Messe/Deutz von Köln-Mülheim                            | Köln Messe/Deutz von Köln-Mülheim                            |
| Strecke · Abzweig geradeaus und nach links · Kreuzung geradeaus oben | | Strecke nach Köln-Mülheim                                    | Strecke nach Köln-Mülheim                                    |
| Strecke · Strecke · Blockstelle | | Köln Posthof (Abzw)                                          | Köln Posthof (Abzw)                                          |
| Strecke · Strecke · Abzweig geradeaus und nach links | | S-Bahnstrecke nach Köln-Mülheim                              | S-Bahnstrecke nach Köln-Mülheim                              |
| Abzweig ehemals geradeaus und nach links · Abzweig geradeaus und von rechts · Strecke | 1,2 | Köln Gummersbacher Str. (Abzw)                               | Köln Gummersbacher Str. (Abzw)                               |
| | |                                                              |                                                              |
| Abzweig ehemals geradeaus und von rechts · Strecke | 1,9 | Köln Trimbornstr. Güterstrecke von der Südbrücke             | Köln Trimbornstr. Güterstrecke von der Südbrücke             |
| | |                                                              |                                                              |
| Dienststation / Betriebs- oder Güterbahnhof · Dienststation / Betriebs- oder Güterbahnhof · Dienststation / Betriebs- oder Güterbahnhof | 2,2 | Köln-Kalk (ehem. PV)                                         | Köln-Kalk (ehem. PV)                                         |
| Kreuzung geradeaus oben und links (Strecke geradeaus außer Betrieb) · Kreuzung geradeaus oben · Kreuzung geradeaus oben | | Güterstrecke Gremberg–Köln-Kalk Nord                         | Güterstrecke Gremberg–Köln-Kalk Nord                         |
| Strecke (außer Betrieb) · Abzweig geradeaus und von links · Abzweig geradeaus und nach rechts | 3,9 | Köln Vingst (Abzw)                                           | Köln Vingst (Abzw)                                           |
| Strecke (außer Betrieb) · Strecke · Blockstelle | | Köln Flughafen Nordost (Abzw)                                | Köln Flughafen Nordost (Abzw)                                |
| | |                                                              |                                                              |
| Strecke (außer Betrieb) · Strecke · Abzweig geradeaus und nach links | | zur Strecke nach Overath, Flughafenschleife (S-Bahn)         | zur Strecke nach Overath, Flughafenschleife (S-Bahn)         |
| | |                                                              |                                                              |
| Strecke (außer Betrieb) · Blockstelle · Strecke | 4,5 | Köln Flughafen Nordwest (Abzw)                               | Köln Flughafen Nordwest (Abzw)                               |
| Strecke (außer Betrieb) · Abzweig geradeaus und nach links · Kreuzung geradeaus unten | | Flughafenschleife (Fernverkehr)                              | Flughafenschleife (Fernverkehr)                              |
| Strecke (außer Betrieb) · Strecke · S-Bahn-Halt | 6,1 | Köln Airport Businesspark                                    | Köln Airport Businesspark                                    |
| | |                                                              |                                                              |
| Abzweig ehemals geradeaus und von rechts · Strecke · S-Bahn-Halt | 8,0 | Köln Steinstr. Umgehungsstrecke von der Südbrücke            | Köln Steinstr. Umgehungsstrecke von der Südbrücke            |
| | |                                                              |                                                              |
| Abzweig geradeaus und nach links · Abzweig geradeaus, nach links und von rechts · Abzweig geradeaus und von rechts | 9,2 7,8 | Köln Steinstr. Abzw (heute Beginn SFS)                       | Köln Steinstr. Abzw (heute Beginn SFS)                       |
| Abzweig geradeaus und von rechts · Strecke · Strecke | | Güterstrecke von Gremberg                                    | Güterstrecke von Gremberg                                    |
| Blockstelle · Strecke · Strecke | | Gremberg Süd (Abzw)                                          | Gremberg Süd (Abzw)                                          |
| Strecke · Strecke | 9,6 | Porz (Rhein) Hp                                              | Porz (Rhein) Hp                                              |
| Dienststation / Betriebs- oder Güterbahnhof · Strecke · ehemaliger Bahnhof | 9,6 | Porz (Rhein)                                                 | Porz (Rhein)                                                 |
| Strecke · Abzweig geradeaus und von links · Kreuzung geradeaus unten | | Flughafenschleife (Fernverkehr)                              | Flughafenschleife (Fernverkehr)                              |
| Strecke · Strecke · Abzweig geradeaus und von links | | Flughafenschleife (S-Bahn)                                   | Flughafenschleife (S-Bahn)                                   |
| ehemaliger Dienststation / Betriebs- oder Güterbahnhof · Strecke · S-Bahnhof | 12,4 | Porz-Wahn                                                    | Porz-Wahn                                                    |
| Strecke · Blockstelle · Strecke | 15,6 | Porz-Wahn Süd (Abzw)                                         | Porz-Wahn Süd (Abzw)                                         |
| Strecke mit Straßenbrücke · Strecke mit Straßenbrücke · Strecke mit Straßenbrücke | | A 59                                                         | A 59                                                         |
| ehemalige Blockstelle · Strecke · S-Bahn-Halt | 16,9 | Spich                                                        | Spich                                                        |
| Kreuzung geradeaus oben (Querstrecke außer Betrieb) · Kreuzung geradeaus oben (Querstrecke außer Betrieb) · Kreuzung geradeaus oben (Querstrecke außer Betrieb) | | Kleinbahn Siegburg–Zündorf                                   | Kleinbahn Siegburg–Zündorf                                   |
| Strecke · Strecke (im Tunnel) · Strecke | | Tunnel Troisdorf (627 m)                                     | Tunnel Troisdorf (627 m)                                     |
| Abzweig geradeaus und nach links · Kreuzung mit oberirdischer Strecke (im Tunnel) · Abzweig geradeaus und von rechts | 18,0 | Troisdorf Vorbf                                              | Troisdorf Vorbf                                              |
| Abzweig geradeaus und von links · Kreuzung mit oberirdischer Strecke (im Tunnel) · Abzweig geradeaus und nach rechts | 18,4 | Troisdorf Nord (Abzw)                                        | Troisdorf Nord (Abzw)                                        |
| Bahnhof mit S-Bahn-Halt · Strecke geradeaus (im Tunnel) · Bahnhof mit S-Bahn-Halt | 19,7 | Troisdorf                                                    | Troisdorf                                                    |
| | |                                                              |                                                              |
| Abzweig ehemals quer und nach rechts · Kreuzung (Querstrecke außer Betrieb) · Abzweig geradeaus und ehemals von rechts | | Rechte Rheinstrecke (ehem. Verbindungskurve)                 | Rechte Rheinstrecke (ehem. Verbindungskurve)                 |
| | |                                                              |                                                              |
| Brücke über Wasserlauf · Brücke über Wasserlauf | | Agger                                                        | Agger                                                        |
| Turmbahnhof mit U-Bahn geradeaus oben | 26,0 24,3 | Siegburg/Bonn Stadtbahn nach Bonn                            | Siegburg/Bonn Stadtbahn nach Bonn                            |
| | |                                                              |                                                              |
| Tunnelanfang · Strecke nach links | | nach Siegen Beginn der Neubaustrecke                         | nach Siegen Beginn der Neubaustrecke                         |
| | |                                                              |                                                              |
| Tunnelende | 27,4 →00 | Siegauentunnel (2.502 m)                                     | Siegauentunnel (2.502 m)                                     |
| Brücke über Wasserlauf | 37,6 | Talbrücke Hasenpohl (127 m)                                  | Talbrücke Hasenpohl (127 m)                                  |
| Tunnel | 39,2 | Ittenbachtunnel (1.145 m)                                    | Ittenbachtunnel (1.145 m)                                    |
| Tunnel | 40,6 | Trogbauwerk Landschaftsbrücke (255 m)                        | Trogbauwerk Landschaftsbrücke (255 m)                        |
| Brücke | 41,1 | Logebachtalbrücke (173 m)                                    | Logebachtalbrücke (173 m)                                    |
| Tunnel | 41,3 | Aegidienbergtunnel (1.240 m)                                 | Aegidienbergtunnel (1.240 m)                                 |
| Tunnel | 42,9 | Kluse-Tunnel (198 m)                                         | Kluse-Tunnel (198 m)                                         |
| Brücke über Wasserlauf | 43,1 | Kochenbachtalbrücke (150 m)                                  | Kochenbachtalbrücke (150 m)                                  |
| Tunnel | 44,5 | Rottbitzetunnel (990 m)                                      | Rottbitzetunnel (990 m)                                      |
| Grenze | | Landesgrenze NW–RP                                           | Landesgrenze NW–RP                                           |
| Tunnel | 46,6 | Kreuzungsbauwerk Windhagen (400 m)                           | Kreuzungsbauwerk Windhagen (400 m)                           |
| Brücke | 47,8 | Talbrücke Fischerhaus (344 m)                                | Talbrücke Fischerhaus (344 m)                                |
| Tunnel | 48,6 | Günterscheidtunnel (1.130 m)                                 | Günterscheidtunnel (1.130 m)                                 |
| Brücke über Wasserlauf | 50,0 | Hallerbachtalbrücke (992 m)                                  | Hallerbachtalbrücke (992 m)                                  |
| Kreuzung Anfang Hochstrecke (Querstrecke außer Betrieb) | 51,4 | Bahnstrecke Linz (Rhein)–Flammersfeld                        | Bahnstrecke Linz (Rhein)–Flammersfeld                        |
| Strecke unter Wasserlauf Ende Hochstrecke | | unter der Wiedtalbrücke (387 m)                              | unter der Wiedtalbrücke (387 m)                              |
| Tunnel | 53,0 | Ammerichtunnel (755 m), A 3                                  | Ammerichtunnel (755 m), A 3                                  |
| Tunnel | 53,8 | Fernthaltunnel (1.555 m), A 3                                | Fernthaltunnel (1.555 m), A 3                                |
| Brücke über Wasserlauf | 58,8 | Dasbachtalbrücke (218 m)                                     | Dasbachtalbrücke (218 m)                                     |
| Kulminations-/Scheitelpunkt | | Scheitelpunkt                                                | 370 m                                                        |
| Überleitstelle / Spurwechsel | 61,5 | Willroth (Üst)                                               | Willroth (Üst)                                               |
| Brücke | 75,6 | Kutscheid-Talbrücke (67 m)                                   | Kutscheid-Talbrücke (67 m)                                   |
| Tunnel | 76,4 | Deesen-Tunnel (338 m)                                        | Deesen-Tunnel (338 m)                                        |
| Tunnel | 78,2 | Oberhaider-Wald-Tunnel (1.270 m)                             | Oberhaider-Wald-Tunnel (1.270 m)                             |
| Kreuzung geradeaus oben | 83,1 | Bahnstrecke Engers–Au                                        | Bahnstrecke Engers–Au                                        |
| Tunnel | 83,8 | Dernbacher Tunnel (3.285 m), A 48 und A 3                    | Dernbacher Tunnel (3.285 m), A 48 und A 3                    |
| Strecke von links (außer Betrieb) · Kreuzung (Querstrecke außer Betrieb) · Abzweig geradeaus und ehemals nach rechts | | von Siershahn                                                | von Siershahn                                                |
| Bahnhof (Strecke außer Betrieb) · Bahnhof · Bahnhof | 89,1 | Montabaur (ehemaliger / neuer Bf)                            | Montabaur (ehemaliger / neuer Bf)                            |
| | |                                                              |                                                              |
| Strecke nach links (außer Betrieb) · Kreuzung (Querstrecke außer Betrieb) · Kreuzung links (Querstrecke außer Betrieb) | | nach Wallmerod nach Limburg                                  | nach Wallmerod nach Limburg                                  |
| | |                                                              |                                                              |
| Tunnel | 89,9 | Himmelbergtunnel (2.395 m)                                   | Himmelbergtunnel (2.395 m)                                   |
| Tunnel | 92,5 | Wahnscheidtunnel (735 m)                                     | Wahnscheidtunnel (735 m)                                     |
| Tunnel | 93,3 | Dickheck-Tunnel (570 m)                                      | Dickheck-Tunnel (570 m)                                      |
| Brücke über Wasserlauf | 93,9 | Eisenbachtalbrücke (138 m)                                   | Eisenbachtalbrücke (138 m)                                   |
| Tunnel | 94,1 | Eichheidetunnel (1.750 m)                                    | Eichheidetunnel (1.750 m)                                    |
| Brücke | 96,2 | Wiesengrund-Talbrücke (338 m)                                | Wiesengrund-Talbrücke (338 m)                                |
| Tunnel | 96,7 | Eichen-Diekenscheid-Tunnel (400 m)                           | Eichen-Diekenscheid-Tunnel (400 m)                           |
| Tunnel | 97,5 | Lange Issel (1.015 m), A 3                                   | Lange Issel (1.015 m), A 3                                   |
| Grenze | | Landesgrenze RP–HE                                           | Landesgrenze RP–HE                                           |
| Tunnel | 100,4 | Tunnel Elzer Berg (1.110 m), A 3                             | Tunnel Elzer Berg (1.110 m), A 3                             |
| | |                                                              |                                                              |
| Kreuzung geradeaus oben · Abzweig quer und nach rechts | 105,8 | von Limburg nach Siershahn und nach Altenkirchen             | von Limburg nach Siershahn und nach Altenkirchen             |
| | |                                                              |                                                              |
| Strecke geradeaus (im Tunnel) | 106,8 | Limburger Tunnel (2.395 m), A 3                              | Limburger Tunnel (2.395 m), A 3                              |
| Tunnelende | 109,2 | Lahntalbrücke (438 m)                                        | Lahntalbrücke (438 m)                                        |
| Strecke unter Wasserlauf | | Lahn                                                         | Lahn                                                         |
| Kreuzung Ende Hochstrecke | | Lahntalbahn                                                  | Lahntalbahn                                                  |
| Bahnhof | 110,5 | Limburg Süd                                                  | Limburg Süd                                                  |
| Überleitstelle / Spurwechsel | 113,0 | Lindenholzhausen (Üst)                                       | Lindenholzhausen (Üst)                                       |
| Brücke | 115,3 | Wörsbachtalbrücke (528 m)                                    | Wörsbachtalbrücke (528 m)                                    |
| Tunnel | 126,9 | Kreuzungsbauwerk Hessenweiler (368 m), A 3                   | Kreuzungsbauwerk Hessenweiler (368 m), A 3                   |
| Brücke | 128,6 | Roter-Graben-Talbrücke (132 m)                               | Roter-Graben-Talbrücke (132 m)                               |
| Brücke über Wasserlauf | 129,3 | Wallbachtalbrücke (534 m)                                    | Wallbachtalbrücke (534 m)                                    |
| Tunnel | 130,6 | Wörsdorfer Tunnel (525 m), A 3                               | Wörsdorfer Tunnel (525 m), A 3                               |
| Tunnel | 133,8 | Idsteintunnel (2.069 m)                                      | Idsteintunnel (2.069 m)                                      |
| Überleitstelle / Spurwechsel | 137,0 | Idstein (Üst)                                                | Idstein (Üst)                                                |
| Tunnel | 138,0 | Niedernhausener Tunnel (2.765 m), A 3                        | Niedernhausener Tunnel (2.765 m), A 3                        |
| Brücke über Wasserlauf | 141,6 | Theißtalbrücke (484 m)                                       | Theißtalbrücke (484 m)                                       |
| Tunnel | 142,9 | Hellenbergtunnel (552 m)                                     | Hellenbergtunnel (552 m)                                     |
| Kreuzung geradeaus oben | | Ländchesbahn Wiesbaden–Niedernhausen                         | Ländchesbahn Wiesbaden–Niedernhausen                         |
| Tunnel | 145,4 | Schulwaldtunnel (4.500 m), A 3                               | Schulwaldtunnel (4.500 m), A 3                               |
| Tunnel | 151,4 | Tunnel Breckenheim (1.150 m)                                 | Tunnel Breckenheim (1.150 m)                                 |
| Blockstelle | 152,6 | Breckenheim (Abzw)                                           | Breckenheim (Abzw)                                           |
| Abzweig geradeaus und nach rechts | | Strecke nach Wiesbaden                                       | Strecke nach Wiesbaden                                       |
| Brücke | | A 66                                                         | A 66                                                         |
| Abzweig geradeaus und ehemals von rechts | 156,1 | Wallauer Spange (geplant)                                    | Wallauer Spange (geplant)                                    |
| Kreuzung geradeaus oben | | Taunusbahn Wiesbaden–Frankfurt                               | Taunusbahn Wiesbaden–Frankfurt                               |
| Brücke über Wasserlauf | | Mainbrücke Eddersheim (324 m)                                | Mainbrücke Eddersheim (324 m)                                |
| Brücke | | Ticonabrücke (167 m)                                         | Ticonabrücke (167 m)                                         |
| | |                                                              |                                                              |
| Blockstelle | 161,5 | Raunheim Caltex (Abzw) Strecke nach Raunheim Brunnenschneise | Raunheim Caltex (Abzw) Strecke nach Raunheim Brunnenschneise |
| | |                                                              |                                                              |
| Strecke nach links und von halbrechts · Kreuzung geradeaus oben und links · Strecke nach halblinks und von rechts | | Caltex-Brücke (351 m), Mainbahn (s. u.)                      | Caltex-Brücke (351 m), Mainbahn (s. u.)                      |
| | |                                                              |                                                              |
| Blockstelle | 163,4 | Raunheim Mönchhof (Abzw) Strecke von Raunheim Mönchwald      | Raunheim Mönchhof (Abzw) Strecke von Raunheim Mönchwald      |
| | |                                                              |                                                              |
| Tunnel | 167,1 | Kelsterbach-Tunnel (994 m)                                   | Kelsterbach-Tunnel (994 m)                                   |
| Strecke von links · Kreuzung geradeaus oben · Strecke nach rechts und von halblinks | | Flughafenschleife Frankfurt (von Mainbahn, s. o.)            | Flughafenschleife Frankfurt (von Mainbahn, s. o.)            |
| Tunnelanfang · Abzweig geradeaus und nach links · Strecke von rechts | 0,0 168,8 | (Beginn Zweigstrecke nach Zeppelinheim)                      | (Beginn Zweigstrecke nach Zeppelinheim)                      |
| Strecke (im Tunnel) · Bahnhof · Bahnhof | 0,5 169,3 | Frankfurt am Main Flughafen Fernbf                           | Frankfurt am Main Flughafen Fernbf                           |
| Bahnhof mit S-Bahn-Halt (im Tunnel) · Strecke · Strecke | | Frankfurt (Main) Flughafen Regionalbf                        | Frankfurt (Main) Flughafen Regionalbf                        |
| Strecke nach links (im Tunnel) · Kreuzung mit Tunnelstrecke · Kreuzung mit Tunnelstrecke | | Flughafenschleife Frankfurt (zur Mainbahn)                   | Flughafenschleife Frankfurt (zur Mainbahn)                   |
| Tunnelanfang · Tunnelanfang | 1,5 170,3 | Frankfurter-Kreuz-Tunnel (1.559 bzw. 1.883 m)                | Frankfurter-Kreuz-Tunnel (1.559 bzw. 1.883 m)                |
| Strecke (im Tunnel) · Überleitstelle / Spurwechsel (im Tunnel) | 171,4 | Frankfurter Kreuz (Üst), (A 3 und A 5)                       | Frankfurter Kreuz (Üst), (A 3 und A 5)                       |
| Strecke nach halbrechts (im Tunnel) · Tunnelende | |                                                              |                                                              |
| Abzweig quer · Strecke quer und von halbrechts · Abzweig quer und nach links | 4,8 173,6 | Riedbahn Zeppelinheim–Frankfurt Stadion                      | Riedbahn Zeppelinheim–Frankfurt Stadion                      |
| | |                                                              |                                                              |
| Quellen: | |                                                              |                                                              |

Die Schnellfahrstrecke Köln–Rhein/Main ist eine 180 Kilometer lange deutsche Eisenbahn-Hochgeschwindigkeitsstrecke für den Personenfernverkehr. Sie führt von Köln über Siegburg, Montabaur, Limburg und den Frankfurter Flughafen nach Frankfurt am Main. Die Bahnstrecke Breckenheim–Wiesbaden bindet Wiesbaden an und durch die Kölner Flughafenschleife kann der Flughafen Köln/Bonn angefahren werden.
Die zwischen Siegburg und dem Frankfurter Flughafen mit 300 km/h befahrbare Strecke verbindet die mit insgesamt rund 15 Millionen Einwohnern beiden größten deutschen Metropolregionen Rhein-Ruhr und Frankfurt/Rhein-Main. Sie verkürzt die Reisezeit auf zahlreichen nationalen und internationalen Relationen gegenüber der linken Rheinstrecke um etwa eine Stunde. Die kürzesten planmäßigen Fahrzeiten zwischen dem Hauptbahnhof Köln und Flughafen Frankfurt liegen im Fahrplanjahr 2025 bei 49 Minuten, nach Frankfurt Hauptbahnhof bei 63 Minuten.
Als erste deutsche Neubaustrecke wurde sie ausschließlich für den (Personen-)Hochgeschwindigkeitsverkehr vorgesehen. Großzügigere Trassierungsparameter (Längsneigungen bis zu 40 Promille und engere Kurven mit entsprechend stärkerer Überhöhung) verhindern den Einsatz schwerer lokbespannter Reise- und Güterzüge.
Erstmals wurde die seinerzeit neuartige Feste Fahrbahn auf nahezu der gesamten Länge verbaut sowie die Strecke für den uneingeschränkten Einsatz von Wirbelstrombremsen ertüchtigt. Als weitere Besonderheit gilt die enge Verkehrswegebündelung mit der A 3. Einmalig war weiterhin, dass der Großteil der Strecke bis 2018 im regulären Betrieb ausschließlich von einem einzigen Fahrzeugtyp, dem ICE 3 (BR 403, BR 406, BR 407, BR 408) sowie für Messfahrten vom ICE S befahren wurde.
Die Strecke wurde in den Jahren 1995 bis 2002 errichtet, der Streckenanfang (Knoten) Köln–Abzweigstelle Köln Steinstraße wurde jedoch bislang nicht gebaut. Die bisherigen Gesamtkosten werden von der Deutschen Bahn AG mit 6,0 Milliarden Euro angegeben. In den ersten 15 Betriebsjahren wurden rund 220 Millionen Reisende befördert. Die Strecke wird täglich von rund 120 ICE-Zügen befahren.
Sie ist Teil des Kernnetzes der Transeuropäischen Verkehrsnetze. Sie ging aus den in den 1970er und 1980er Jahren geplanten Neubaustrecken Köln–Groß-Gerau und Köln–Koblenz hervor.

## Verlauf

Verlauf in Köln

Die Schnellfahrstrecke beginnt bis heute am provisorischen Streckenbeginn an der Abzweigstelle Köln Steinstraße bei Streckenkilometer 9,2 im Stadtteil Köln-Porz. Es ist vorgesehen, die Strecke rückwärtig bis zum Bahnhof Köln Messe/Deutz (tief) zu verlängern.
Bis zum derzeitigen Beginn der Strecke verkehren die Züge im Stadtgebiet Köln gegenwärtig auf zwei (ehemals drei) verschiedenen Laufwegen:
- Der direkte Weg (9,0 Kilometer[11]) führt vom Hauptbahnhof Köln in östlicher Richtung über die Hohenzollernbrücke und die Gleise der Siegstrecke zum Beginn der Schnellfahrstrecke.
- Züge der ICE-Linie 41 (Dortmund/Essen–Nürnberg–München) sowie einzelne Züge der ICE-Linie 10 (Berlin–Köln/Bonn Flughafen) umgehen den überlasteten Kölner Hauptbahnhof über den 1,2 Kilometer östlich des Hauptbahnhofs liegenden Bahnhof Köln Messe/Deutz. Die Zufahrt zur Schnellfahrstrecke verkürzt sich dadurch auf 7,8 Kilometer[12] und vermeidet die teils nur mit 30 km/h befahrbare Hohenzollernbrücke.
- Um die überlastete Hohenzollernbrücke zu umgehen, verkehrte bis 2008 ein Teil der ICE-Züge von Köln Hauptbahnhof über den längeren und langsameren Weg über die Südbrücke. Der 13,8 Kilometer[13] lange Weg führt in westlicher Richtung aus dem Hauptbahnhof heraus.

Bereits vor dem derzeitigen Beginn der Schnellfahrstrecke fädelt die 15,2 Kilometer lange Flughafenschleife zur Anbindung des Bahnhofs Köln/Bonn Flughafen aus dem aus Richtung Köln Hauptbahnhof/Messe/Deutz kommenden Gleis aus.

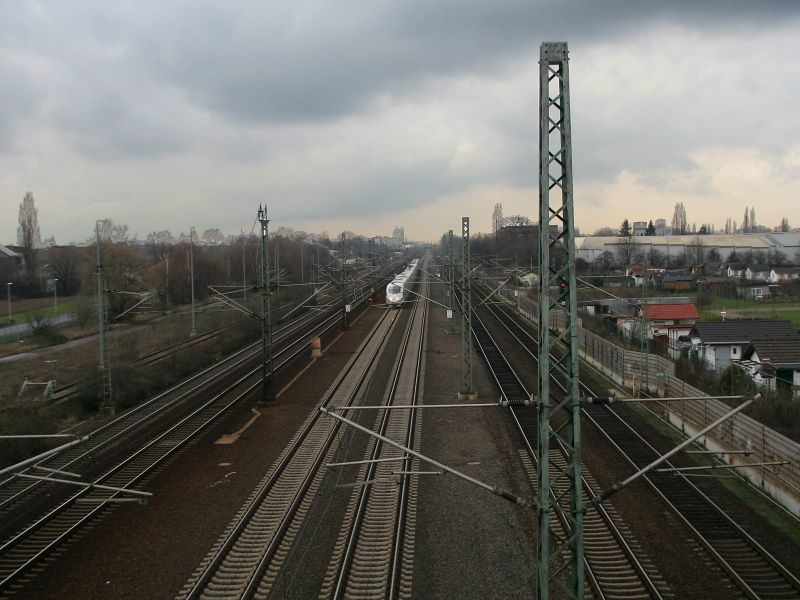
Schnellfahrgleise zwischen den Gleisen der rechten Rheinstrecke (links) und denen der Siegstrecke (rechts), bei Köln-Porz

In Köln-Porz beginnt die mit 200 km/h befahrbare Ausbaustrecke bis Siegburg, die zwischen den Gleisen der Siegstrecke und denen der rechten Rheinstrecke errichtet wurde. Dieser Streckenteil verläuft geradlinig in der breiten Niederung der Kölner Bucht, an deren Ostsaum, Richtung Südosten. In Köln-Porz-Wahn fädelt die Flughafenschleife ein, bevor die Strecke im Tunnel Troisdorf die Verbindungsgleise zwischen den parallel laufenden Rhein- und Siegstrecken unterfährt. Anschließend verlässt die rechte Rheinstrecke den gebündelten Streckenverlauf und führt über Bonn-Beuel nach Koblenz.
Im Zuge der Neubaustrecke wurde die bestehende Trasse zwischen Köln-Porz und Troisdorf von vier auf sechs sowie im anschließenden Abschnitt bis Siegburg von zwei auf vier Gleise ausgebaut.

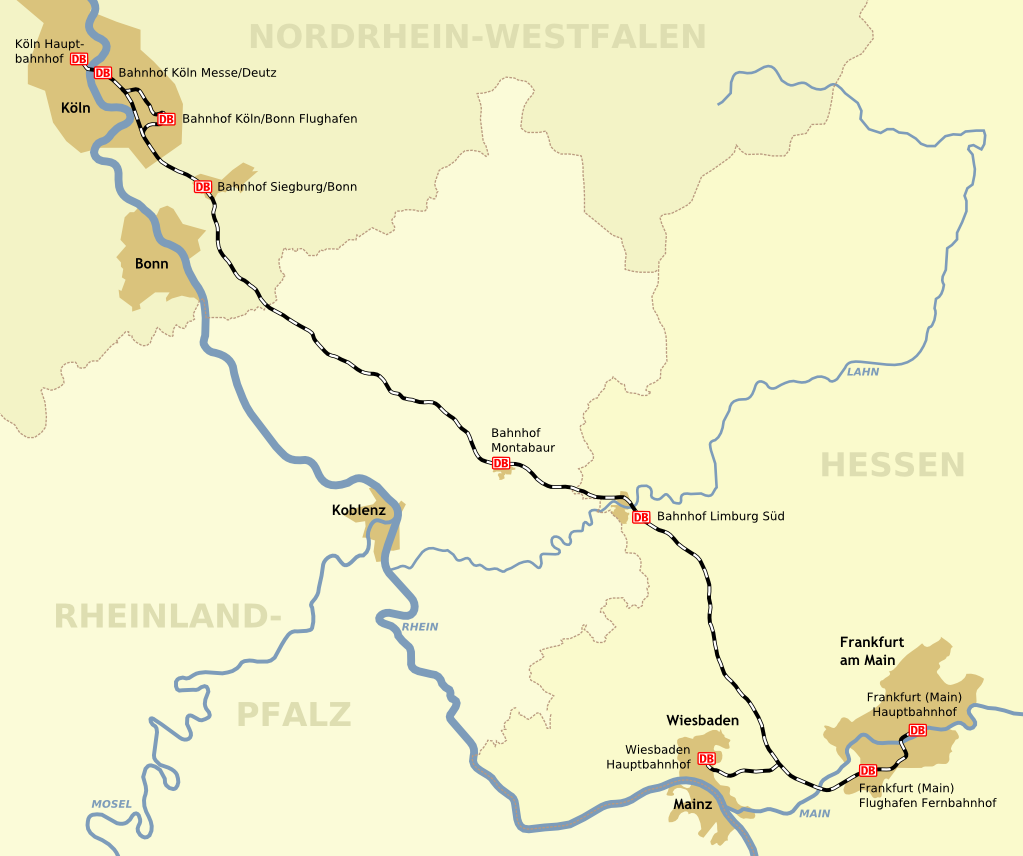
Verlauf der Schnellfahrstrecke

Der Bahnhof Siegburg/Bonn (km 24) markiert den Beginn der Neubaustrecke. Der Bahnhof bindet über die Stadtbahnlinie 66 in 25 Minuten Fahrzeit den Bonner Hauptbahnhof an die Neubaustrecke an. Östlich des Bahnhofs beginnt die 143,3 Kilometer lange Neubaustrecke nach Frankfurt Flughafen. Die Trasse entfernt sich dabei im Siegauentunnel (ca. 50 Meter ü. NN) in südöstlicher Richtung von der Siegstrecke und unterquert die gleichnamige Sieg und ihre Siegaue. Die zulässige Höchstgeschwindigkeit liegt hier zunächst bei 250 km/h, schließlich bei 300 km/h. Südlich des Tunnels erreicht die Strecke die Bundesautobahn 3, der sie bis zum Flughafen-Fernbahnhof in langen Abschnitten in Parallellage folgt.

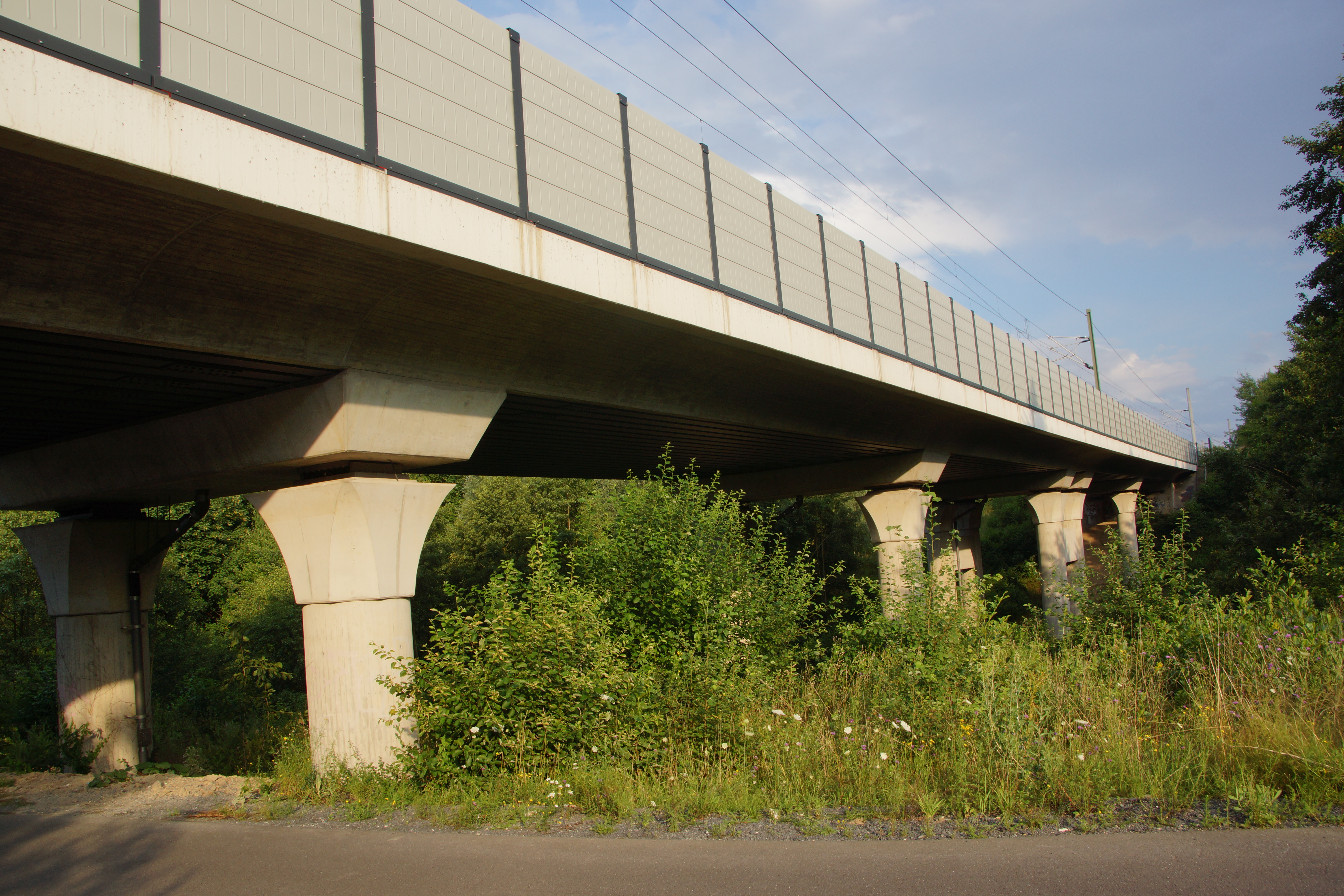
Talbrücke Hasenpohl

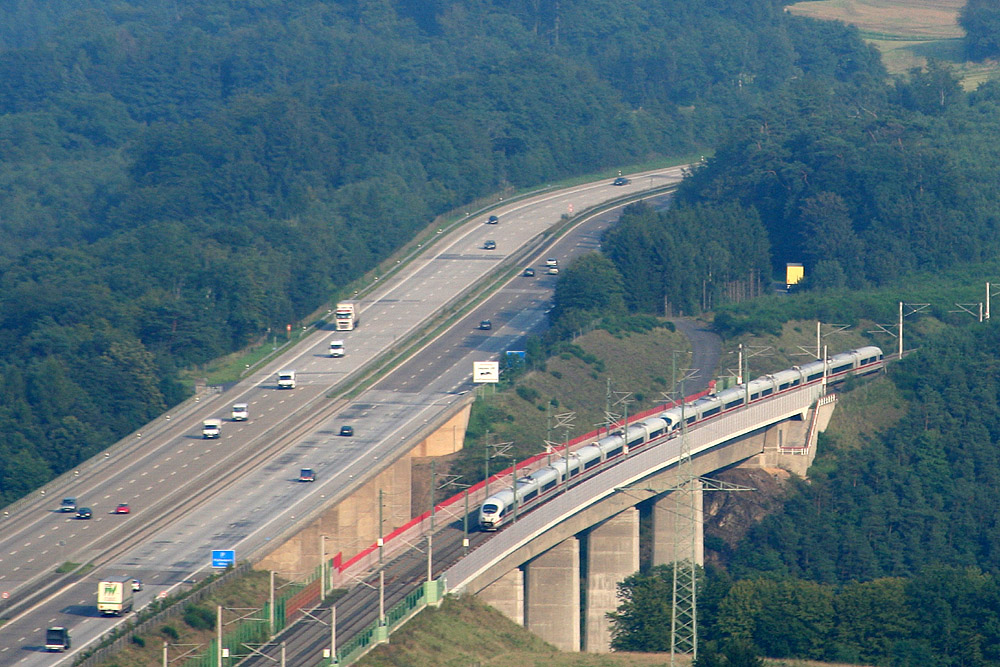
ICE 3 Richtung Frankfurt auf der Wiedtalbrücke

Die Strecke steigt im folgenden Siebengebirge Richtung Westerwald deutlich an und erreicht hier erstmals die maximale Steigung von 40 Promille. Dabei nutzt sie initial den Höhenzug zwischen Lauterbachtal und – östlich – dem Einzugsgebiet des Pleisbachs im „Rücken“ des Siebengebirges. Nach rund 15 Kilometern findet der Anstieg im Rottbitzetunnel auf circa 300 Meter ü. NN ein vorläufiges Ende und kehrt sich anschließend in ein Gefälle um. Auf der Hallerbachtalbrücke, der mit 992 Metern längsten Eisenbahnüberführung der Strecke, fällt die Trasse im Wiedtal weiter Richtung Süden ab bis auf etwa 170 Meter ü. NN. Kurz auf gleicher Höhe mit der östlich parallel verlaufenden Autobahn steigt sie auf der Wiedtalbrücke und im Ammerichtunnel wieder mit 4 % an.

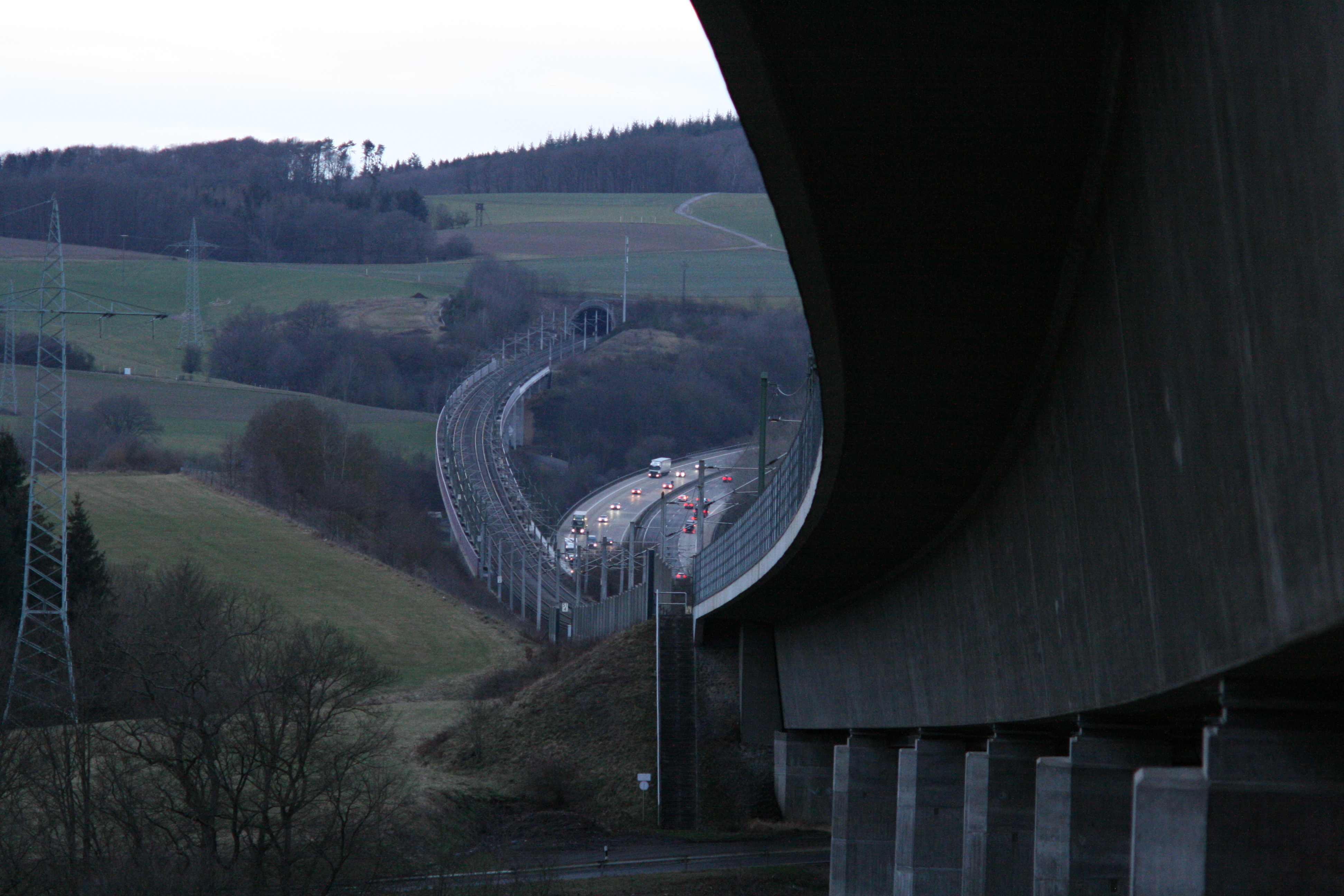
Bogen- und steigungsreicher Verlauf der Strecke im Bereich der Wiedtalbrücke in enger Verkehrswegebündelung mit der BAB 3

Südlich der Dasbachtalbrücke (bei der Autobahn-Anschlussstelle Neuwied) vor der Überleitstelle Willroth wird der höchste Punkt der Strecke mit circa 370 Meter ü. NN erreicht. Es folgt ein weitgehend tunnelfreier Abschnitt, der in weiten Teilen Richtung Süden abfällt. Im Oberhaider-Wald-Tunnel steigt die Strecke wieder an, überquert die Bahnstrecke Engers–Siershahn und fällt im 3285 Meter langen Dernbacher Tunnel wiederum Richtung Süden ab.

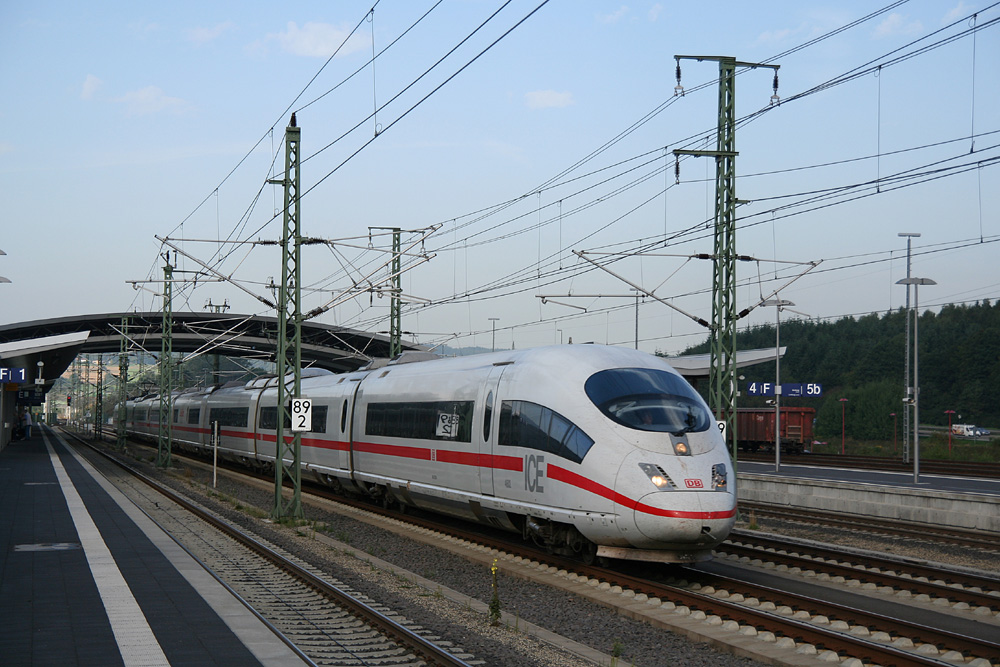
Ein ICE durchfährt den Bahnhof Montabaur ohne Halt. Links und rechts der durchgehenden Hauptgleise liegen die Bahnsteiggleise.

Der folgende Bahnhof Montabaur, am Streckenkilometer 88, liegt in etwa in der Mitte der Schnellfahrstrecke. Eine Umsteigemöglichkeit besteht Richtung Siershahn und Limburg an der Lahn. Wie auch die Bahnhöfe Limburg Süd und Siegburg/Bonn wird die Station nur von einem Teil der Fernzüge bedient. Züge können den Bahnhof ohne Geschwindigkeitsverminderung mit 300 km/h auf den mittig liegenden durchgehenden Hauptgleisen durchfahren.

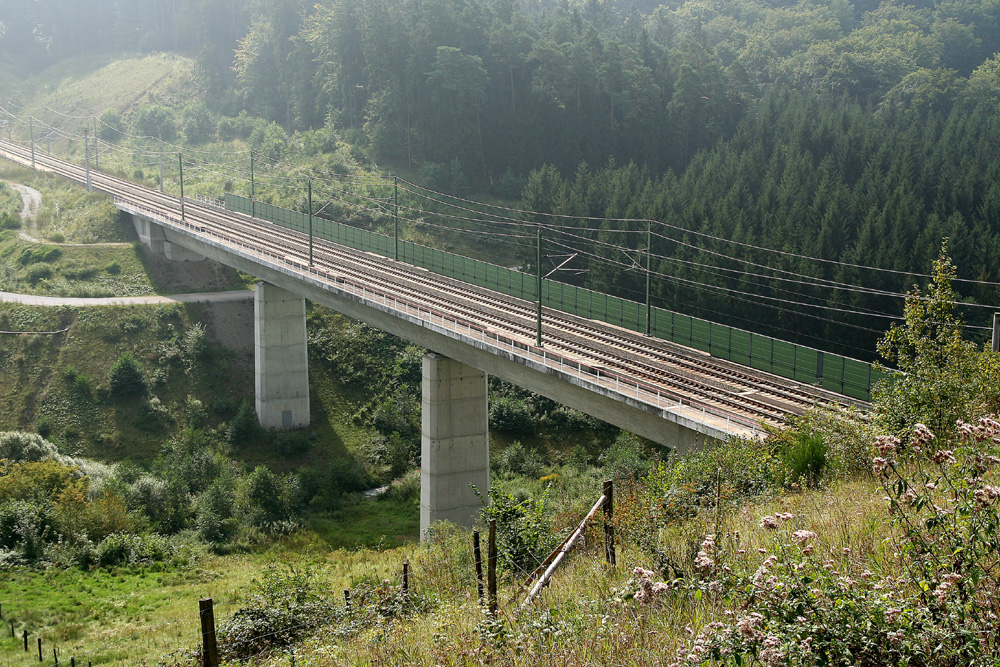
Die Eisenbachtalbrücke zwischen Montabaur und Limburg

Es folgen zahlreiche Kunstbauwerke, in denen sich die Strecke von der weitläufiger trassierten Autobahn löst. Kurz vor dem Elzer-Berg-Tunnel (km 100) wird die Landesgrenze zwischen Rheinland-Pfalz und Hessen überschritten. Die Strecke fällt nun erneut ab, während die Trasse von der Fernstraße abschwenkt. Bei Elz erreicht die Strecke wiederum die Parallellage und verläuft auf annähernd gleicher Höhe zur Autobahn. Im Limburger Tunnel steigt die Strecke erneut an, unterquert die A 3 und verlässt vorübergehend die Verkehrswegebündelung. Nach Überquerung der Lahntalbrücke wird mit dem Bahnhof Limburg Süd (Streckenkilometer 110) der einzige deutsche Bahnhof erreicht, an dem nur ICE-Züge halten.
Die Strecke steigt im weiteren Verlauf an, schmiegt sich bei Lindenholzhausen in westlicher Richtung wieder der A 3 an und verläuft im beginnenden Taunus zeitweilig recht eben. Im weiteren Verlauf rückt die Strecke erneut von der Autobahn ab, erreicht auf Höhe des Lieblichen Bergs schließlich wieder den Mindestabstand zur Autobahn und verläuft bei Bad Camberg in einem Einschnitt, um die Kurstadt vor Lärm abzuschirmen. Nach der 534 Meter langen Wallbachtalbrücke folgt der Idsteintunnel, der Niedernhausener Tunnel und die Theißtalbrücke. Im Hellenberg- und im Schulwaldtunnel, der mit 4.500 Metern längsten Röhre der Strecke, fällt die Strecke ab. Nach Passage des Tunnels Breckenheim (1150 Meter) fädelt am Abzweig Breckenheim (Kilometer 152,5) eine 13,0 Kilometer lange und mit bis zu 160 km/h befahrbare Verbindung zur Anbindung des Wiesbadener Hauptbahnhofs aus. Der Abzweig ist baulich so angelegt, dass die Züge den Wiesbadener Kopfbahnhof passieren müssen, um in Richtung Mainz/Mannheim weiterzufahren; eine ursprünglich geplante direkte Verbindung unter Umgehung des Wiesbadener Hauptbahnhofes wurde nicht ausgeführt.

Schematischer Lageplan der Bahnanlagen am Flughafen Frankfurt: Die Schnellfahrstrecke ist rot eingezeichnet.

Nach Überquerung des Autobahnkreuzes Wiesbaden rückt die Trasse um bis zu 400 Meter von der A 3 ab und erreicht wenig später Geländeniveau. Nach Passage der Mainbrücke Eddersheim und der Ticonabrücke fädelt eine Verbindungskurve nach Kelsterbach aus, die bei Sperrung des Flughafen-Fernbahnhofs von Fernzügen von und nach Frankfurt genutzt werden kann. Während die zulässige Höchstgeschwindigkeit in der folgenden Kurve (Kilometer 160) auf 220 km/h und später auf 160 km/h beschränkt wird, fädelt von Nordwesten die Bahnstrecke Raunheim Mönchwald–Raunheim Mönchhof in die Strecke ein, die Mainz und die linke Rheinstrecke an den Flughafen-Fernbahnhof anbindet, der beim Streckenkilometer 169 erreicht wird. Über den folgenden Frankfurter-Kreuz-Tunnel fädelt die Strecke in die Riedbahn, Richtung Norden (Frankfurt Hbf, Frankfurt Süd) und Süden (Richtung Mannheim), ein.
Von 219 Streckenkilometern (einschließlich Abzweigungen und der Flughafenschleife Köln/Bonn) verlaufen 42,1 Kilometer ebenerdig, 72,8 Kilometer im Einschnitt, 51,4 Kilometer in Dammlage, 46,7 Kilometer in 30 Tunneln und 6,0 Kilometer auf 18 Talbrücken. Darüber hinaus wurden sechs tunnelähnliche Trog- und Kreuzungsbauwerke (von 200 bis 525 Meter Länge) errichtet. Die große Zahl der Röhren entlang der Strecke ist der Verkehrswegebündelung, aber auch der Ökologie und dem Emissionsschutz sowie Kompromisslösungen mit Anrainern und Gebietskörperschaften geschuldet.

## Geschichte

### Hintergrund
Bereits um 1850 wurde eine Bahnstrecke durch Westerwald und Taunus, über Deutz, Siegburg, Hachenburg, Limburg und Wiesbaden erwogen. Vor allem aus strategischen Gründen entschied man sich für einen Verlauf am linken Rheinufer, der heutigen Linken Rheinstrecke.
Im Jahr 1963 legte Franz Kruckenberg ein Konzept für eine Schnellbahn Frankfurt–Köln vor, die rechtsrheinisch und weitgehend angelehnt an Autobahn sowie Flughäfen einbeziehend verlaufen sollte.
In einer 1964 dem Vorstand der Deutschen Bundesbahn vorgelegten Studie wurden verschiedene Varianten von Neubaustrecken zur Umgehung der Linken Rheinstrecke, der damals im F-Zug-Netz stärkstbelastetsten Strecke, untersucht:
- eine 63 Kilometer lange Neubaustrecke sollte nördlich von Koblenz aus der Linken Rheinstrecke (bei Streckenkilometer 83) ausfädeln, den Rhein bei Niederwerth queren und über Bad Ems und Niedernhausen nach Frankfurt am Main führen. Die Kosten wurden überschlägig auf 23 Millionen DM pro Kilometer geschätzt.[25]
- eine 140 Kilometer lange Neubaustrecken-Variante hätte am Fuße des Venusbergs begonnen, den Rhein zwischen Bonn und Bad Godesberg überquert und sollte etwa entlang der Bundesautobahn 3 über Limburg und Camberg nach Frankfurt führen. Die Kilometerkosten wurden auf 20 Millionen DM pro Kilometer geschätzt.[25]
- eine ebenfalls 140 Kilometer lange Neubaustrecke wurde zwischen Bonn und Dillenburg geplant, um die Siegstrecke zu umgehen. Die Kilometerkosten dieser Variante wurden auf etwa 20 Millionen DM pro Kilometer geschätzt.[25]
- Schließlich wurde auch eine rund 230 Kilometer lange Neubaustrecke von Dortmund/Hamm über Dillenburg nach Frankfurt ausgearbeitet. Die Kosten dieses Vorhabens wurden auf rund 2 Milliarden DM geschätzt.[25]

Diese Varianten wurden aufgrund eines zu geringen Nutzens im Verhältnis zu den damit verbundenen Kosten verworfen.
Im Zuge des Ausbauprogramms für das Netz der Deutschen Bundesbahn legte die DB 1970 das Projekt Ergänzungsstrecke Köln–Groß-Gerau vor. Ein wesentlicher Plangrund für das Vorhaben war die Überlastung der beiden bestehenden Rheinstrecken. Die Trasse entsprach dabei nur auf den ersten Kilometern ab dem Hauptbahnhof Köln der rund 30 Jahre später realisierten Strecke. Als einziger Zwischenhalt für Personenzüge war der auszubauende Bahnhof von Bonn-Beuel vorgesehen; die Städte Frankfurt am Main, Wiesbaden und Mainz sollten über zwei Verbindungskurven zur Taunus-Eisenbahn angebunden werden. In Groß-Gerau (bei Darmstadt) sollte die Strecke in die für 200 km/h auszubauende Riedbahn einmünden.
Die Neubaustrecke wurde in den Bundesverkehrswegeplan 1973 aufgenommen, fiel aber aufgrund regionaler Widerstände und Streitigkeiten über den Trassenverlauf schließlich hinter die ab 1973 bzw. 1976 in Bau gegangenen Schnellfahrstrecken Hannover–Würzburg und Mannheim–Stuttgart zurück. Das Vorhaben wurde schließlich aus der Bundesverkehrswegeplanung gestrichen.
In den Bundesverkehrswegeplan 1980 wurde eine Neubaustrecke Köln–Koblenz als neues Projekt aufgenommen, deren konkrete Planung jedoch zunächst zugunsten der Neubaustrecke Hannover–Würzburg zurückgestellt wurde. Über die Fortführung der Planung sollte im Rahmen der Fortschreibung zum nächsten Bundesverkehrswegeplan entschieden werden. 1985 war eine Neubaustrecke zwischen Köln und Frankfurt mit einem rund 20 Kilometer langen Taunustunnel geplant und vom Bundeskabinett beschlossen worden.
Vorstudien über verschiedene Trassierungsvarianten führten schließlich Mitte der 1980er Jahre zur Anmeldung einer Neubaustrecke Köln–Siegburg–Limburg–Frankfurt durch die damalige Bundesbahn für den Bundesverkehrswegeplan 1985. Sehr unterschiedliche Stellungnahmen der drei durchfahrenen Bundesländer führten zwar zu einer Aufnahme in den Plan, aber mit einem offenen, genauer zu untersuchenden Trassenverlauf mit einem Planungskorridor möglicher Trassenverläufe. Der Realisierung der Neubaustrecke wurde dabei höchste Priorität zugesprochen. Das Nutzen-Kosten-Verhältnis lag bei 4,0. Die etwa 140 Kilometer lange Strecke galt als wichtigstes neues Schienenverkehrsprojekt im Bundesverkehrswegeplan 1985. Aufgrund hoher Kosten einer für Personen- und Güterzüge gleichermaßen geeigneten Strecke verwarf die Bundesbahn derartige Pläne im Jahr 1986 und plädierte seither für eine reine Personenverkehrsstrecke rechts des Rheins.
In der Planungsphase bezeichnete die Bundesbahn die Relation Köln–Rhein/Main als „die Verbindung der wichtigsten Ballungsräume Deutschlands und (…) den stärksten Verkehrsstrom in Europa.“ Im Rhein/Main-Gebiet lebten Ende der 1980er Jahre fast drei, im Rhein/Ruhr-Gebiet rund zehn Millionen Menschen. Die Fahrzeit zwischen den Hauptbahnhöfen von Köln und Frankfurt lag bei rund 135 Minuten. Die Notwendigkeit einer neuen Strecke begründete die Behörde auch mit der hohen Belastung der bestehenden Strecken: Auf linker und rechter Rheinstrecke verkehrten Ende der 1980er Jahre täglich insgesamt bis zu 600 Züge, bei Berücksichtigung der Betriebsqualität sei damit die Leistungsgrenze überschritten gewesen. Von der Neubaustrecke erhoffte sich die Bahn eine Steigerung der Reisendenzahlen um 50 bis 100 Prozent, bei einer Entlastung von Straßen- und Luftverkehr um etwa 15.000 bis 30.000 Reisende pro Tag.
In den 1980er Jahren entwickelte sich die Linke Rheinstrecke indes zunehmend zum Nadelöhr im deutschen Eisenbahnnetz. Bereits im Jahr 1970 verkehrten an 252 Werktagen mit vollem Güterverkehr durchschnittlich 121 Züge pro Tag und Richtung auf der linken Rheinstrecke zwischen Bonn und Bad Godesberg; auf der rechten Rheinstrecke (zwischen Troisdorf und Unkel) lag die Belastung bei 145 Zügen. Ende der 1980er Jahre verkehrten rund 70 Prozent der Züge zwischen Köln und Frankfurt über die Linke Rheinstrecke, rund ein Drittel – zumeist Güterzüge – über die Rechte Rheinstrecke.
Die dem Bundesverkehrswegeplan 1992 zu Grunde liegenden Prognosen gingen von einer Steigerung des Schienenpersonenfernverkehrs zwischen Köln und dem Rhein/Main-Gebiet von 1988 bis 2010 um bis zu 100 Prozent, auf bis zu mehr als 25 Millionen Personenfahrten pro Jahr aus, während für den gesamten deutschen Schienenpersonenfernverkehr eine Steigerung um durchschnittlich 40 Prozent erwartet wurde. Dabei wurde mit 88 Personenfern- und drei Güterzügen pro Tag und Richtung gerechnet. Mitte 1994 rechnete die Deutsche Bahn mit 79 Personenfernzügen, die Güterzüge waren entfallen. Die Entmischung von schnellem und langsamem Verkehr (Netz 21) war dabei noch nicht berücksichtigt. 1995 rechnete die Deutsche Bahn mit einem um bis zu 70 Prozent zunehmenden Fahrgastaufkommen.

### Variantendiskussion
Erste Trassenstudien über eine Neubaustrecke zwischen Köln und Frankfurt schlugen Mitte der 1980er Jahre eine weitgehend entlang der Autobahn geführte Neubaustrecke zwischen Siegburg und dem Rhein-Main-Flughafen vor. Die 5,45 Milliarden D-Mark teure und für artreinen Personenverkehr bestimmte Strecke sollte für eine Höchstgeschwindigkeit von 250 km/h trassiert werden. Dabei war auch eine Anbindung Wiesbadens vorgesehen.
Nachdem das Projekt im Bundesverkehrswegeplan 1985 mit offener Trassierung geführt wurde, wurde zwischen Ende 1985 bis April 1987 eine Untersuchung großräumiger Alternativen der Trassierung durchgeführt. Zeitgleich kam es zu zahlreichen Diskussionen zwischen Bundesbahn, Bundesverkehrsministerium und den beteiligten Bundesländern. Die Diskussion zu großräumigen, länderübergreifenden Varianten sowie die Diskussion über verschiedene Varianten in den Ländern, nahm jeweils rund zwei Jahre in Anspruch.
Über etwa ein Jahr, bis Ende 1987, wurde auch ein Vergleich der Systeme Rad/Schiene und Magnetschwebebahn vorgenommen. Nach einer anderen Quelle sei bereits in den Bundesverkehrswegeplan 1985 eine reine Eisenbahnstrecke eingebracht worden. Die Transrapid-Variante sei dabei aus verkehrspolitischen Gründen ebenso verworfen worden wie ein Ausbau der A 3 zwischen Köln und Frankfurt. Die Magnetbahn wurde dabei in zwei Varianten untersucht. Neben einer kurzen Variante, zwischen Frankfurt und Köln, war auch eine Langvariante zwischen Dortmund und Mannheim untersucht worden, um umsteigefreie Verbindungen für viele Reisende zu schaffen. Der Transrapid-Variante lag dabei auch die Annahme zu Grunde, die Steigungen einer rechtsrheinischen Strecke könnten von konventionellen Rad-Schiene-Fahrzeugen nicht bewältigt werden, während hingegen der Transrapid im Prinzip beliebige Steigungen überwinden kann. Im Verlauf der weiteren Diskussion wurde eine Rad-Schiene-Lösung mit Gradienten bis zu 40 Promille untersucht, verbunden mit der Notwendigkeit, ggf. für derartige Steigungen geeignete Fahrzeuge zu entwickeln. Steigungen von 40 Promille wurden zu dieser Zeit bereits im Netz der S-Bahn Stuttgart bewältigt, wenn auch nur auf kürzeren Abschnitten. Eine vergleichende Studie ergab für die Transrapid-Variante dabei insgesamt 4,5 Kilometer Tunnel, während für eine Rad-Schiene-Lösung 15 Kilometer vorgesehen waren. Die heutige, vergleichsweise bewegte Trassierung geht maßgeblich auf den vertieften Vergleich beider Systeme zurück. Nach Schätzungen der Deutschen Bahn (Stand: 1994) könnten mit 40 statt 12,5 Promille maximaler Neigung etwa 15 bis 20 Prozent der Kosten eingespart werden.
Im Jahr 1988 wurde die Entscheidung über den Trassenverlauf vorbereitet. Dabei wurden 1989 fünf großräumige Varianten erwogen:
- Variante 0: Köln–Bonn/Siegburg–Autobahn 3–Limburg an der Lahn–Rhein/Main (177 Kilometer, so genannte Westerwaldtrasse[45])
- Variante 1: Köln–Bonn Hbf (Tunnelbahnhof), Unterquerung des Rheins, Einschwenken (in südöstlicher Richtung) auf die Trasse der Variante 0 über Limburg in das Rhein-Main-Gebiet (186 Kilometer)
- Variante 2: Köln–Bonn Hbf–Koblenz, Rheinquerung–Wiesbaden–Rhein/Main (185 Kilometer)
- Variante 3: Wie Variante 2, über Koblenz hinaus rechtsrheinischer Verlauf bis Frankfurt Flughafen/Hauptbahnhof (187 Kilometer)
- Variante 4: Durchgehend linksrheinischer Verlauf über Bonn, Koblenz nach Mainz. Rheinquerung in Mainz, direkt (unter Umgehung von Wiesbaden) nach Frankfurt Flughafen/Hauptbahnhof (224 Kilometer)

Zum Vergleich: Die Luftlinienentfernung zwischen den Hauptbahnhöfen Frankfurt und Köln liegt bei 160 Kilometern.
Für einen Hochgeschwindigkeitsverkehr von 250 bis 300 km/h sei das Rheintal nördlich von Koblenz nach Bahnangaben nur abschnittsweise, südlich der Stadt gar nicht geeignet gewesen. Auch das Rheinische Schiefergebirge in der Nähe des Rheingrabens sei, bei Einschnitten von bis zu 100 Meter mit tief eingeschnittenen Quertälern, topografisch nicht geeignet gewesen. Entsprechende Geländeverhältnisse seien dagegen bei einer rechtsrheinischen Trassierung anzutreffen gewesen, die auch beim Bau der Autobahn gewählt worden sei. Durch die Verkehrswegebündelung mit der Autobahn sei auch eine zusätzliche Landschaftszerschneidung zu vermeiden.
Während zahlreiche kleinere Gemeinden dem Projekt ablehnend gegenüberstanden, entwickelten Großstädte wie Bonn, Koblenz und Wiesbaden Vorstellungen zu ihrer Anbindung an die Strecke. So betonte die Stadt Koblenz die Notwendigkeit eines Neubaustrecken-Anschlusses als Knotenpunkt für Verbindungen nach Luxemburg. Aus zahlreichen Bürgerinitiativen gegen die Strecke ging Ende 1989 eine Aktionsgemeinschaft gegen das Projekt hervor, die Gründung eines Bundesverbandes der Schnellbahngegner war beabsichtigt. In zahlreichen Gesprächen zwischen Bundesverkehrsministerium, Bahn und den Ländern wurde neben der Anbindung von Koblenz, Mainz und Wiesbaden (sowie weiteren Halten) weitere Themen diskutiert, beispielsweise die zukünftige Ausgestaltung des SPNV im Rheintal, weitere Verbesserungen auf der linken Rheinseite, die Einrichtung einer Schnellbahn Mannheim–Ludwigshafen–Saarbrücken und der Einsatz von Neigetechnik. Grundsätzlich sollten alle Zwischenhalte als bedarfsabhängige Halte eingerichtet werden.
Es folgten speziellere Untersuchungen zu Trassenführungen sowie Bahnhofsstandorten im Raum Bonn/Siegburg, Montabaur/(Koblenz)/Limburg sowie Mainz/Wiesbaden. Basierend auf technischen, wirtschaftlichen und ökologischen Untersuchungen sprach die damalige Bundesbahn im Januar 1988 ihre Präferenz für die Variante 0, mit einer weitgehenden Streckenführung entlang der Autobahn, aus. Damit war eine Garantie für den Erhalt einer Intercity-Linie im Rheintal verbunden.
Die geplanten Kosten einer rechtsrheinischen Schnellfahrstrecke lagen Ende der 1980er Jahre bei 4,5 Milliarden D-Mark (rund 2,3 Milliarden Euro). Eine Bonn unterquerende Trasse wurde mit 5,5 Milliarden D-Mark (rund 2,8 Milliarden Euro) gehandelt, eine linksrheinische Variante über Koblenz mit 6,5 Milliarden D-Mark (rund 3,3 Milliarden Euro). Ein Kompromissvorschlag mit rechtsrheinischer Führung mit einem neuen Bahnhof in Vilich, am äußersten Rande des Bonner Stadtgebiets, war Anfang 1989 zeitweilig als Kompromissvariante für 5,0 Milliarden D-Mark (rund 2,6 Milliarden Euro) gehandelt worden. Varianten zur Anbindung des Hauptbahnhofs Bonn an die Schnellfahrstrecke sahen einen Halt in 35 Meter Tiefe unter dem Bahnhof vor. Das Land Rheinland-Pfalz hatte darüber hinaus eine Variante 5 im Jahr 1989 kurzfristig vorgeschlagen, die im weiteren Verfahren ebenfalls überprüft wurde. Diese so genannte Westerburg-Trasse, die sich bei Brechen Richtung Süden von der A 3 gelöst hätte, wurde später auch aufgrund politischen Widerstandes verworfen.
Nach Angaben der Bahn wäre bei einer linksrheinischen Trassenführung über Bonn mit zusätzlichen Baukosten in Höhe von etwa einer Milliarde D-Mark gegenüber der Variante 0 zu rechnen gewesen, bei Führung über Bonn und Koblenz von zwei Milliarden D-Mark (Preisstand: 1989). Die Reisezeiten bei linksrheinischer Streckenführung wären darüber hinaus zehn bis 30 Minuten höher gelegen. (Der bloße Ausbau der bestehenden Strecke mit aktiver Neigetechnik hätte zu einem Fahrzeitvorteil von etwa 14 Minuten geführt.) Neben „deutlichen ökologischen Vorzügen“ (auch aufgrund der Verkehrswegebündelung) hätten, im Vergleich zu anderen Varianten, die günstigere Reisezeit und geringere Investitionskosten für die rechtsrheinische Trassenführung gesprochen. 1989 rechnete die Bundesbahn mit einem Zuwachs auf „annähernd 20 Millionen Reisende“ pro Jahr. Die Streckenhöchstgeschwindigkeit sollte zwischen 250 und 300 km/h liegen, ein schneller Güterverkehr war vorgesehen.

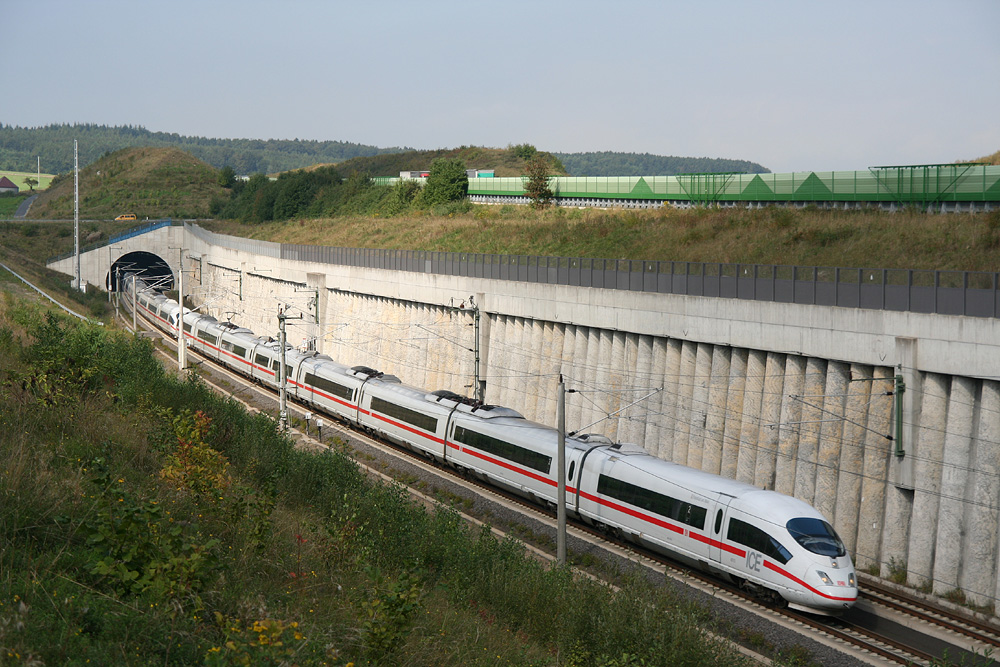
Ein ICE 3 nahe Montabaur

Am 14. Juli 1989 hatte der rheinland-pfälzische Ministerpräsident Carl-Ludwig Wagner als so genannte Variante S kurzfristig noch einen Abzweig auf Höhe des Dernbacher Dreiecks (bei Montabaur) gen Koblenz vorgeschlagen. Untersuchungen der Bundesbahn kamen zu dem Schluss, dass diese Variante sehr aufwendig und ökologisch ungünstig gewesen sei. Die erwarteten Mehrkosten beliefen sich nach Schätzungen auf 1,3 und 2,8 Milliarden D-Mark (etwa 0,7 bis 1,4 Milliarden Euro).
Nach weiteren Diskussionen, insbesondere um die Einbindung der Räume Koblenz und Bonn, entschied der damalige Bundesverkehrsminister Zimmermann am 19. Juli 1989, die Strecke rechtsrheinisch von Köln über Köln/Bonn Flughafen, Bonn-Vilich und Limburg nach Frankfurt am Main zu führen. Für die Streckenführung über Vilich hätten demnach eine gute Anbindung an den Individual- und öffentlichen Nahverkehr, die Nähe zum Stadtzentrum und zum Regierungsviertel sowie positive städtebauliche Auswirkungen in der Achse Bonn–Siegburg gesprochen. Die endgültige Festlegung der Halte im Raum Bonn sowie die Anbindung von Koblenz war dabei noch offengehalten worden.
Das Bundeskabinett beschloss nach weiterer Prüfung auf Vorschlag des Verkehrsministers am 20. Dezember 1989 eine durchgehend rechtsrheinische Trassenführung. Zwischenhalte waren geplant am Flughafen Köln/Bonn, in Bonn-Vilich bzw. Siegburg, im Raum Limburg, in Mainz, in Wiesbaden und am Flughafen Frankfurt. Damit fand eine vierjährige Diskussion über die großräumige Linienführung ein Ende. In den folgenden Vorbereitungen für das Raumordnungsverfahren wurden in den drei beteiligten Bundesländern verschiedene Varianten untersucht.
Bei bestmöglichem Verlauf rechnete die Deutsche Bahn Anfang 1991 mit einer Inbetriebnahme im Jahr 1998.
Zwischen 1990 und 1994 (andere Quelle: 1991 bis 1995) erfolgten die sechs Raumordnungs- bzw. Gebietsentwicklungsplan-Verfahren. Zu intensiven Diskussionen zwischen den Ländern und der Deutschen Bahn kam es dabei auch über den Umfang der Raumordnungsunterlagen, insbesondere den Anforderungen an die Umweltverträglichkeitsuntersuchungen. Aufgrund der länglichen Abstimmungen und der umfangreichen Unterlagen rechnete die Deutsche Bundesbahn 1992 mit einer zügigen Realisierung des Projekts. Die Raumordnung sollte 1993 abgeschlossen werden, die Planfeststellungsverfahren zwischen 1993 und 1995 ihr Ende finden. Mit dem Baubeginn wurde für 1994 gerechnet, mit Inbetriebnahme im Jahr 2000.
Als ein wesentlicher Grund für die Errichtung des Bahnhofs Montabaur gilt dabei die fehlende Anbindung des Limburger Bahnhofs an die Lahntalbahn zur Anbindung der Räume Koblenz/Gießen, die in der realisierten der drei diskutierten Bahnhofvarianten in Limburg nicht umgesetzt werden konnte. Der Bahnhof Montabaur sollte stattdessen eine gute Erreichbarkeit auf der Straße sicherstellen (Autobahnanschlussstelle Montabaur, Dernbacher Dreieck). Im Raumordnungsverfahren wurde ab 1991 die Möglichkeit eines ICE-Haltes in Montabaur weiter untersucht. Mit Abschluss des Verfahrens wurde 1995 der Bau des ICE-Bahnhofes später besiegelt.
Nach Vorlage eines Gutachtens favorisierten 1991 auch Natur- und Umweltschutzverbände die rechtsrheinische Trassenführung. Die Deutsche Bundesbahn stellte am 8. März 1991 die rechtsrheinische Trassenführung offiziell vor. Im Bundesverkehrswegeplan 1992 wurde das Projekt als vordringlich fortzuführende Maßnahme mit 5,725 Milliarden D-Mark (Preisstand: Januar 1991) geführt. Mitte 1992 lagen die geschätzten Kosten bei 6,5 Milliarden DM. 1993 erfolgte die Aufnahme in den vordringlichen Bedarf des Bedarfsplans für die Bundesschienenwege. Das Projekt fand somit Einzug in das Bundesschienenwegeausbaugesetz vom 15. November 1993. Die voraussichtlichen Gesamtinvestitionen wurden darin mit 2,927 Milliarden Euro beziffert. Anfang 1992 wurde mit einem Baubeginn um 1993/1994 und einer Fertigstellung und Inbetriebnahme für Ende der 1990er Jahre gerechnet.

#### Nordrhein-Westfalen
In Nordrhein-Westfalen wurden fünf Varianten vertieft untersucht:
- Köln Hauptbahnhof – Bonn/Siegburg – Landesgrenze
- Köln Hauptbahnhof – Flughafen Köln/Bonn – Bonn/Siegburg – Landesgrenze
- Köln Hauptbahnhof – Flughafen Köln/Bonn – Bonn-Vilich – Landesgrenze
- Köln Hauptbahnhof – Bonn-Beuel – Landesgrenze (Vorschlag von Natur- und Umweltschutzverbänden)
- Köln Hauptbahnhof – Flughafen Köln/Bonn – Bonn oder Köln-Porz – Bonn/Siegburg(–Eitorf) – Altenkirchen – Westerburg – Limburg – Rhein/Main (so genannte Westerburg-Trasse)[28]

ICE-Halte wurden für Köln Hauptbahnhof, Flughafen Köln/Bonn, Bonn/Siegburg, Bonn-Vilich und Bonn-Beuel geprüft. Bei der Variante über Bonn-Beuel wäre die Trasse im Logebachtal bei Aegidienberg, nahe der A 3, in einen 14 Kilometer langen Tunnel eingetaucht. Das Landesverkehrsministerium hielt den Anschluss des Köln-Bonner Flughafens an die Schnellfahrstrecke für unverzichtbar. Für dessen Anbindung wurden drei Varianten mit Untervarianten entwickelt. Während der Rhein-Sieg-Kreis darüber hinaus auf einem ICE-Halt in Siegburg pochte, trat die Stadt Bonn für eine Streckenführung über Bonn Hauptbahnhof ein. Die Bundesbahn untersuchte Ende der 1980er Jahre neben Siegburg und Bonn Hbf auch Varianten über Bonn-Beuel, Bonn-Vilich, Ramersdorf und Bonn Süd.
In insgesamt 15 Fachgesprächen zwischen Bundesbahn- und Landesvertretern wurde zwischen September 1990 und März 1991 die Trassierung erörtert. Ende März 1991 legte der Vorstand der Bundesbahn den heutigen Trassenverlauf vor: Ein Verlauf entlang der Bahnstrecke Köln–Gießen bis Siegburg, dann entlang der Bundesautobahn 3. Ferner wurde die Errichtung einer separaten, zweigleisigen Strecke zur Anbindung des Köln-Bonner Flughafens für den S-Bahn- und ICE-Verkehr vorgeschlagen. Die DB begründete ihren Vorschlag mit vergleichsweise wesentlich niedrigeren Kosten, relativ geringer ökologischer Eingriffe, relativ einfacher technischer Realisierbarkeit und geringen baulichen Risiken. Ein Mitte 1991 von der Landesregierung vorgelegter Vorschlag, die Neubaustrecke komplett über den Flughafen Köln/Bonn zu führen, wurde von der Deutschen Bundesbahn unter anderem aus wirtschaftlichen Gründen abgelehnt. Im Dezember 1991 wurden dem Land die Raumordnungsunterlagen übergeben, einschließlich einer zweigleisigen Spange zur Anbindung des Flughafens. Das Raumordnungsverfahren wurde am 14. Februar 1992 durch den Regierungspräsidenten Köln eröffnet. Es wurde im Juni 1993 mit der Übergabe der Raumordnerischen Beurteilung durch das Regierungspräsidium Köln an die Bundesbahn in Nordrhein-Westfalen in der Sache abgeschlossen, die Variantendiskussion damit beendet. 
Erste Planfeststellungsverfahren wurden im Juli 1993 eingeleitet. In NRW wurden zwölf (mit Flughafenschleife: 16) Planfeststellungsabschnitte gebildet. Zu diesem Zeitpunkt wurde mit Aufnahme erster Bauarbeiten Ende 1994 gerechnet.

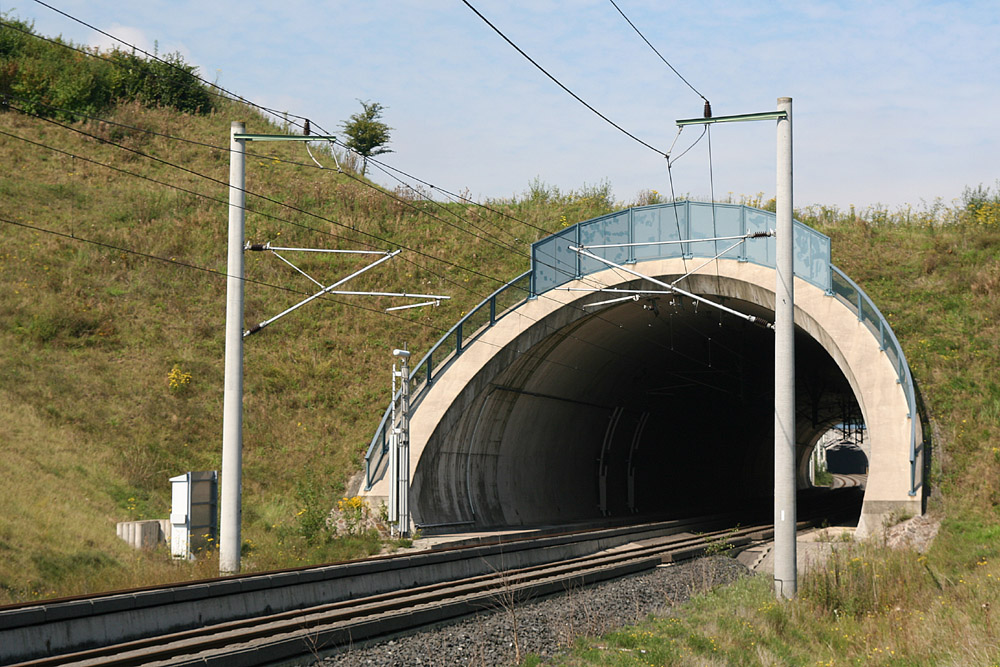
Der im Rahmen der Konsens-Trasse errichtete Tunnel Kluse

Am längsten zog sich die Diskussion über die genaue Trassenführung im Rhein-Sieg-Kreis hin. Am 27. Mai 1997 verständigten sich Bezirksregierung, der Landkreis, die Gemeinden Sankt Augustin, Königswinter und Bad Honnef sowie die DB ProjektBau über den genauen Trassenverlauf. Die 19,34 Kilometer lange Konsenstrasse (auch Rhein-Sieg-Kreis-Trasse [RSK]) sieht die Verlängerung des Siegauen- und Ittenbachtunnels vor, eine verschwenkte und tiefergelegte Trasse bei Hasenpohl und Sonderbusch, die Errichtung eines gedeckelten Trogs von 255 Meter Länge im Naturschutzgebiet Siebengebirge (statt einer Rohrbrücke), des Tunnels Kluse (198 Meter) sowie eine Absenkung der Trasse um sechs Meter zwischen Kochenbachtal und Rottbitzetunnel. Der durch die Maßnahmen zusätzlich entstehende Erdaushub von etwa einer Million Kubikmetern sollte für Maßnahmen des Lärmschutzes und der Landschaftsgestaltung verwendet werden.
Die Baumaßnahmen in NRW begannen (in Siegburg) am 13. Mai 1997. Mitte 1998 wies das Eisenbahn-Bundesamt die Deutsche Bahn darauf hin, dass die Trassenführung im Siebengebirge nicht im Einklang mit der FFH-Richtlinie stehe und damit Umplanungen an der Logebachtalbrücke sowie die Untertunnelung eines Erlenwaldes notwendig seien.

#### Rheinland-Pfalz

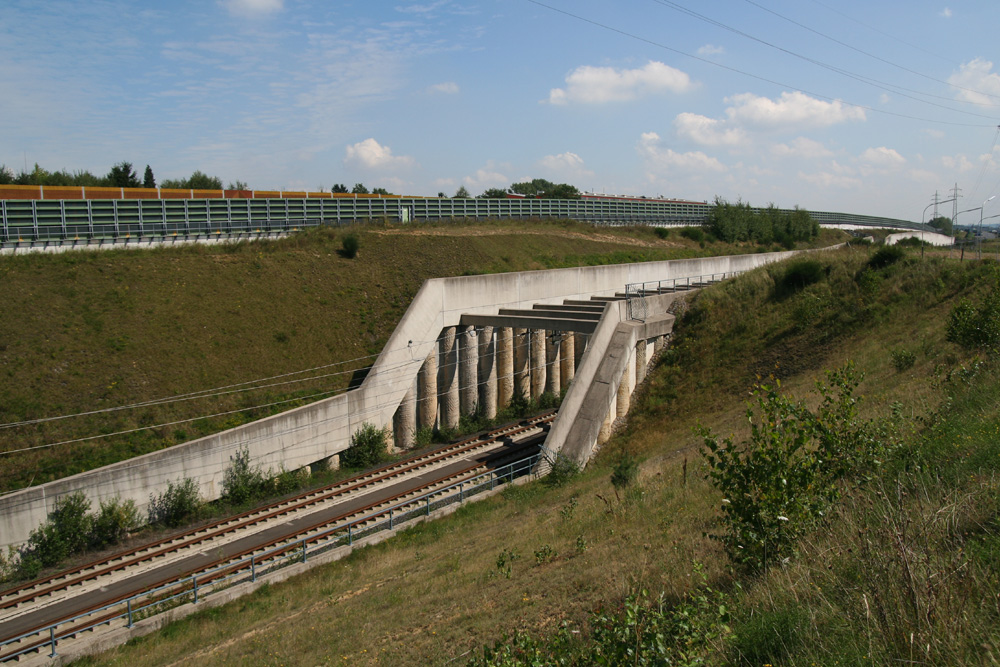
Die ICE-Trasse tangiert im rheinland-pfälzischen Windhagen die A 3 in einem Tunnelbauwerk

Das Land Rheinland-Pfalz setzte sich in den 1980er Jahren für eine Streckenführung über Koblenz ein. In Rheinland-Pfalz wurden zwei Trassierungsvarianten sowie drei Standorte von Bahnhöfen zwischen Limburg und Montabaur untersucht. Im Raum Montabaur wurde dabei, neben der realisierten nördlichen Umfahrung der Stadt, eine südlich verlaufende Trasse mit einem Bahnhof Montabaur Süd geprüft. Am 12. März 1991 wurde das Raumordnungsverfahren in Rheinland-Pfalz eröffnet. Der Raumordnungsbeschluss wurde im März 1994 erlassen.
Bei Windhagen und Dierdorf vorgesehene Überleitstellen bzw. Überholbahnhöfe wurden nicht gebaut, stattdessen wurde bei Willroth eine Überleitstelle errichtet.
Heute verlaufen 55 Streckenkilometer in Rheinland-Pfalz.

#### Hessen

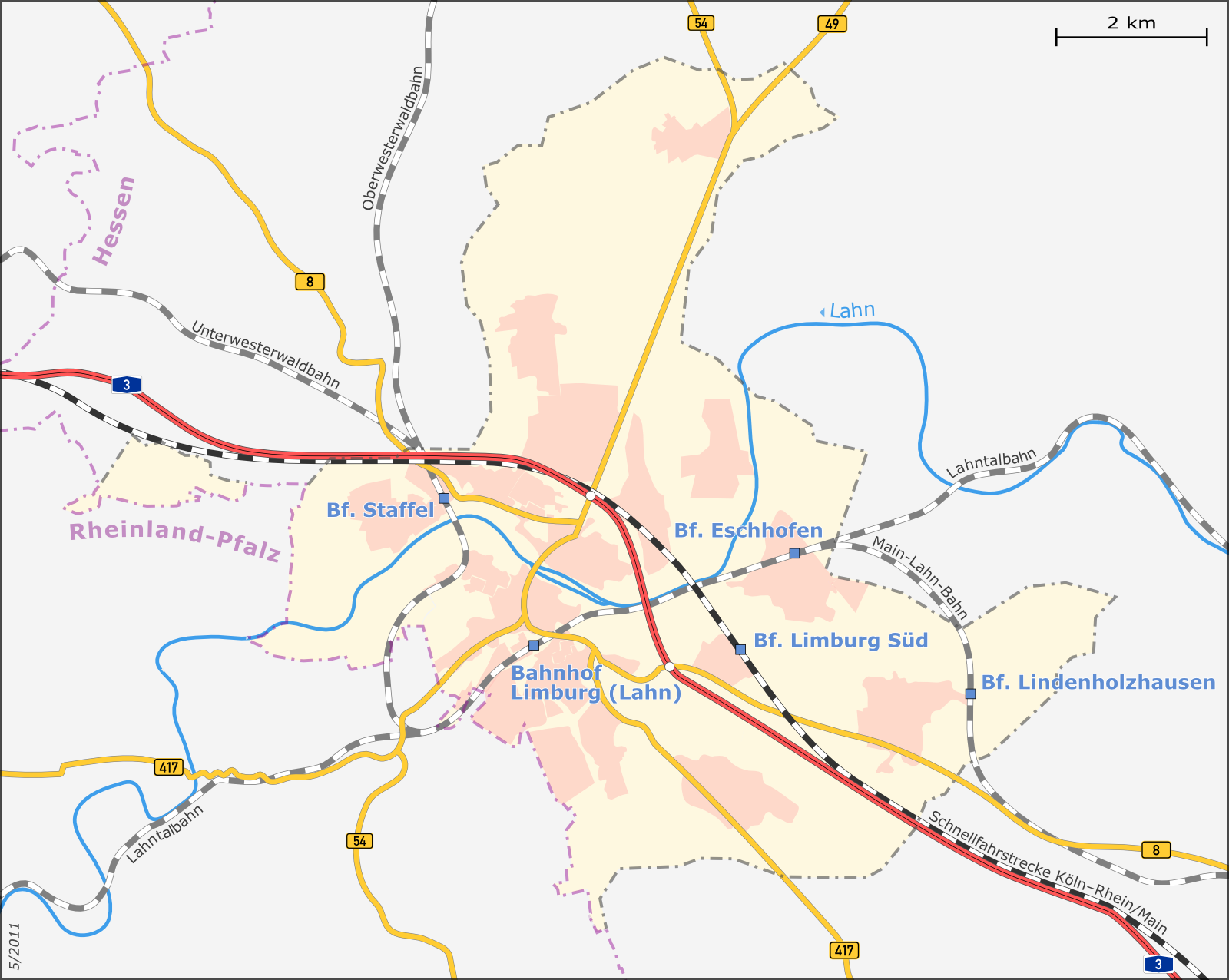
Realisierte Streckenführung nahe der A 3 im Bereich Limburg a.d. Lahn

Das Land Hessen sprach sich bereits in den 1980er Jahren für eine rechtsrheinische Streckenführung über Limburg aus. Neben der realisierten Trassenführung nördlich von Limburg entlang der A 3 wurde eine südliche Umfahrung der Kreisstadt geprüft. Der heutige Bahnhof Limburg Süd stellte dabei den preisgünstigsten der drei diskutierten Bahnhofs-Standorte dar. Die favorisierte Anbindung des Raums Koblenz/Gießen über die Lahntalbahn war bei dieser Variante jedoch nicht möglich. Der heute 21,4 Schienenkilometer nordwestlich gelegene Bahnhof Montabaur, mit direkter Autobahn-Anbindung nahe dem Dernbacher Dreieck, wurde als Ersatz geschaffen.

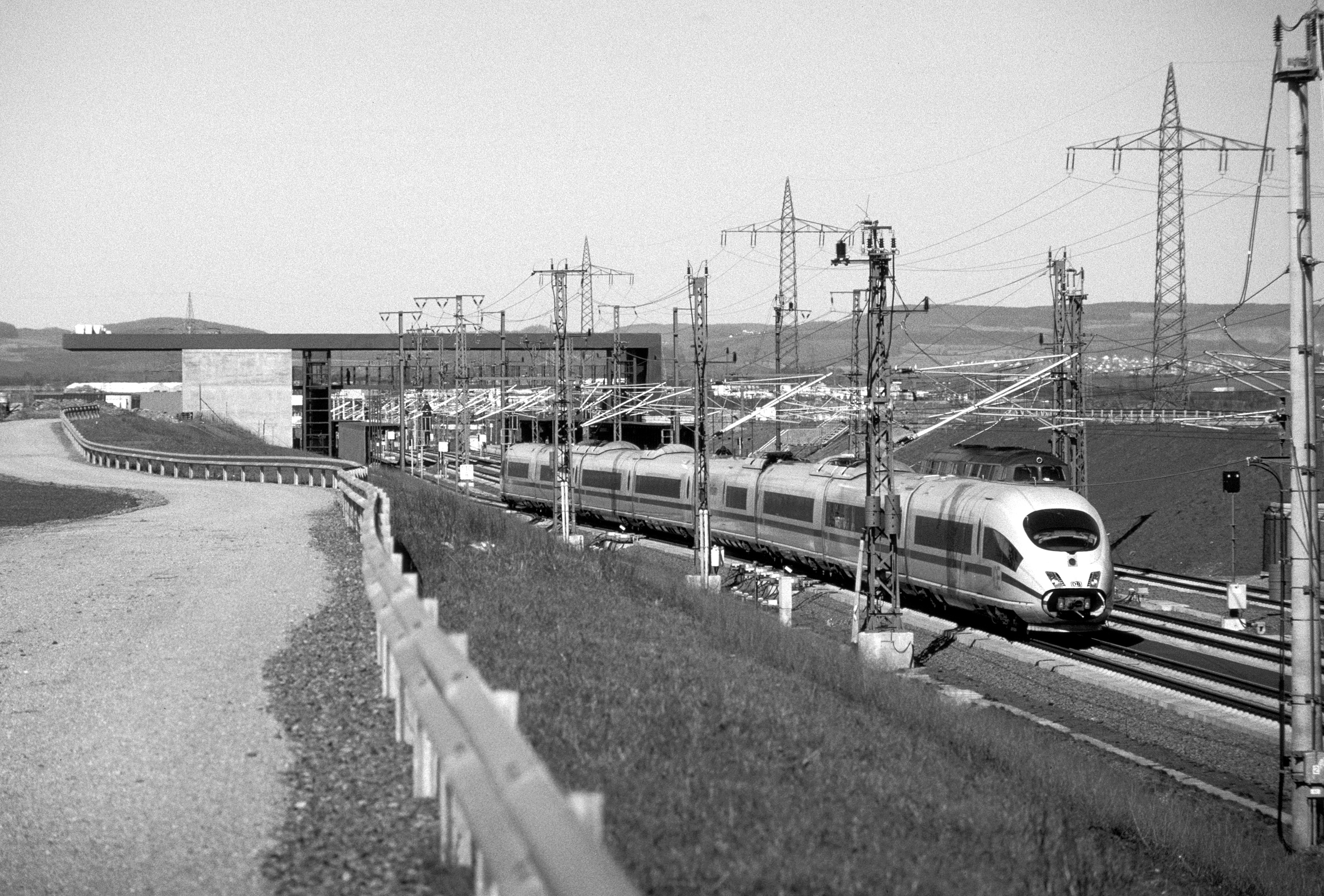
Bahnhof Limburg Süd 2003

Das landesplanerische Abstimmungsverfahren am Regierungspräsidium Gießen wurde am 28. Januar 1991 eingeleitet. Die beiden Raumordnungsverfahren im hessischen Abschnitt (Regierungspräsidium Darmstadt) wurden am 26. Februar 1992 eingeleitet und im November 1994 abgeschlossen.
Die Gemeinden Bad Camberg (östlich der A 3) und Hünfelden (westlich der A 3) verlangten, die Strecke jeweils auf der von ihnen abgewandten Seite zu errichten. Im Raum Idstein wurden Varianten westlich und östlich der Autobahn sowie eine Verknüpfung mit der vorhandenen Main-Lahn-Strecke untersucht. Auch ein über die Vorschriften der Verkehrslärmschutzverordnung hinausgehender Lärmschutz wurde wiederholt verlangt.
Ferner bestimmten in Hessen die Anbindung der Landeshauptstädte Mainz und Wiesbaden wesentlich die Trassenuntersuchung und -diskussion. Diskutiert wurden dabei:
- eine Linienführung der Schnellfahrstrecke über den Wiesbaden Hauptbahnhof. Diese Variante war ursprünglich eine Prämisse der rechtsrheinischen Streckenführung, wurde nach vertieften Untersuchungen jedoch verworfen. Geprüft wurden verschiedene Varianten der Anbindung, einschließlich einer Unterquerung der Landeshauptstadt in einem Tunnel.
- eine Trassierung am östlichen Stadtrand Wiesbadens, mit Untervarianten, von denen einige einen neuen Bahnhof vorsahen.
- die Führung der Strecke entlang der Bundesautobahn 3 westlich von Wiesbaden, mit Anbindung des Hauptbahnhofs über eine Verbindungsstrecke.

Ferner wurden die Anbindung des Flughafens Frankfurt, der Umfang der dort zu errichtenden Bahnanlagen und die Weiterführung zum Frankfurter Hauptbahnhof bzw. zur Riedbahn umfassend geprüft. Im August 1991 einigten sich das Land Hessen, die Landeshauptstadt und die damalige Deutsche Bundesbahn auf eine ebenerdige Anbindung des Wiesbadener Hauptbahnhofs über eine Verbindungsstrecke zur weiter östlich verlaufenden Neubaustrecke.
Auch die Anbindung des Flughafens Frankfurt an die Neubaustrecke sowie an die Riedbahn (Richtung Mannheim) war Gegenstand vertiefter Planungen.
Zwischen Idstein und Niederseelbach war ursprünglich ein Betriebsbahnhof mit Verknüpfung zum bestehenden Netz (Kurvenradius: 800 Meter) vorgesehen. Im Raumordnungsverfahren wurde diese Verknüpfung aufgegeben und der Bahnhof auf ein einzelnes, 420 Meter langes Überholgleis reduziert. Realisiert wurde die Anlage letztlich ebenso wenig wie ein ursprünglich geplanter Abzweig bei Eddersheim, zur Einmündung in die Strecke Richtung Frankfurt-Höchst.

#### Betriebskonzept
Das Betriebskonzept von 1990 sah vor, fünf Linien des Personen-Fernverkehrs über die Neubaustrecke zu führen. Deren nördliche Endpunkte sollten unter anderem in Aachen, Dortmund, Hannover und Hamburg liegen, im Süden in Passau, München, Stuttgart und Basel. Auf der linken Rheinstrecke sollte demnach eine IC-Linie zwischen Norddeutschland und Frankfurt am Main erhalten werden – auch zur Anbindung von Mainz und Koblenz. Zusätzlich war die Einrichtung eines linksrheinischen Interregio-Verkehrs vorgesehen. Die Möglichkeit zur Einrichtung eines schnellen, leichten Güterverkehrs auf der Schnellfahrstrecke wurde offengehalten. Eine Schätzung ging von 10 bis 15 Zügen pro Tag aus, wobei spezielle Fahrzeuge zu beschaffen gewesen wären. Je Triebfahrzeug sollten 500 Tonnen Nutzlast transportiert werden können. Mitte der 1990er Jahre waren auch 60 Fahrplantrassen pro Tag und Richtung zwischen 22 und 6 Uhr dafür vorgehalten worden. Auch im Planfeststellungsverfahren war ein Güterverkehr als Option vorgesehen.
Auf einer speziellen ICE-Sprinter-Linie, deren Züge zwischen Köln Hauptbahnhof und Frankfurt Hauptbahnhof ohne Halt gefahren wären, sollte die Fahrzeit nach Inbetriebnahme auf 58 Minuten sinken. Die reine Fahrzeit (ohne Reserven, ohne Zwischenhalte) sollte dabei, im Endzustand, bei einer Streckenhöchstgeschwindigkeit von 300 km/h, bei 53 Minuten liegen. Bei 250 km/h sollten 63 Minuten, bei 200 km/h 73 Minuten Fahrzeit erreicht werden. (Die bislang kürzeste planmäßige Reisezeit zwischen den Hauptbahnhöfen Köln und Frankfurts wurde im Fahrplanjahr 2010 mit 63 Minuten erreicht.)
Mitte der 1990er Jahre wurde die Einrichtung eines Regio-ICEs erwogen, um Fahrzeitverluste für durchgehende Züge durch Halte auf Unterwegsbahnhöfen zu vermeiden. Das Konzept sah vor, alle Bahnhöfe der Neubaustrecke sowie die Flughafenbahnhöfe von Frankfurt, Düsseldorf und Köln/Bonn miteinander zu verbinden. Eine Studie bescheinigte dem Konzept jedoch keine ausreichende Wirtschaftlichkeit und empfahl stattdessen die alternierende Bedienung der Unterwegsbahnhöfe durch verschiedene Linien.
Im Jahr 2000 war geplant, nach Inbetriebnahme der Neubaustrecke die Zahl der Fernverkehrslinien auf den Bestandsstrecken von vier auf eine zurückzufahren. Gleichzeitig sollte der Regionalverkehr verbessert werden.
Die Strecke liegt in den Regionalbereichen Mitte (Streckenkilometer 61,1 aufwärts) und West (bis Streckenkilometer 61,1) der DB Netz.

### Planung
Die Planung erfolgte durch zwei Projektgruppen der Bundesbahn in Köln (für Nordrhein-Westfalen, Rheinland-Pfalz) und Frankfurt am Main (für Hessen). Ende 1989 war die Inbetriebnahme der Strecke für das Jahr 1998 geplant. Erste Planfeststellungsverfahren wurden Mitte 1990 eingeleitet.

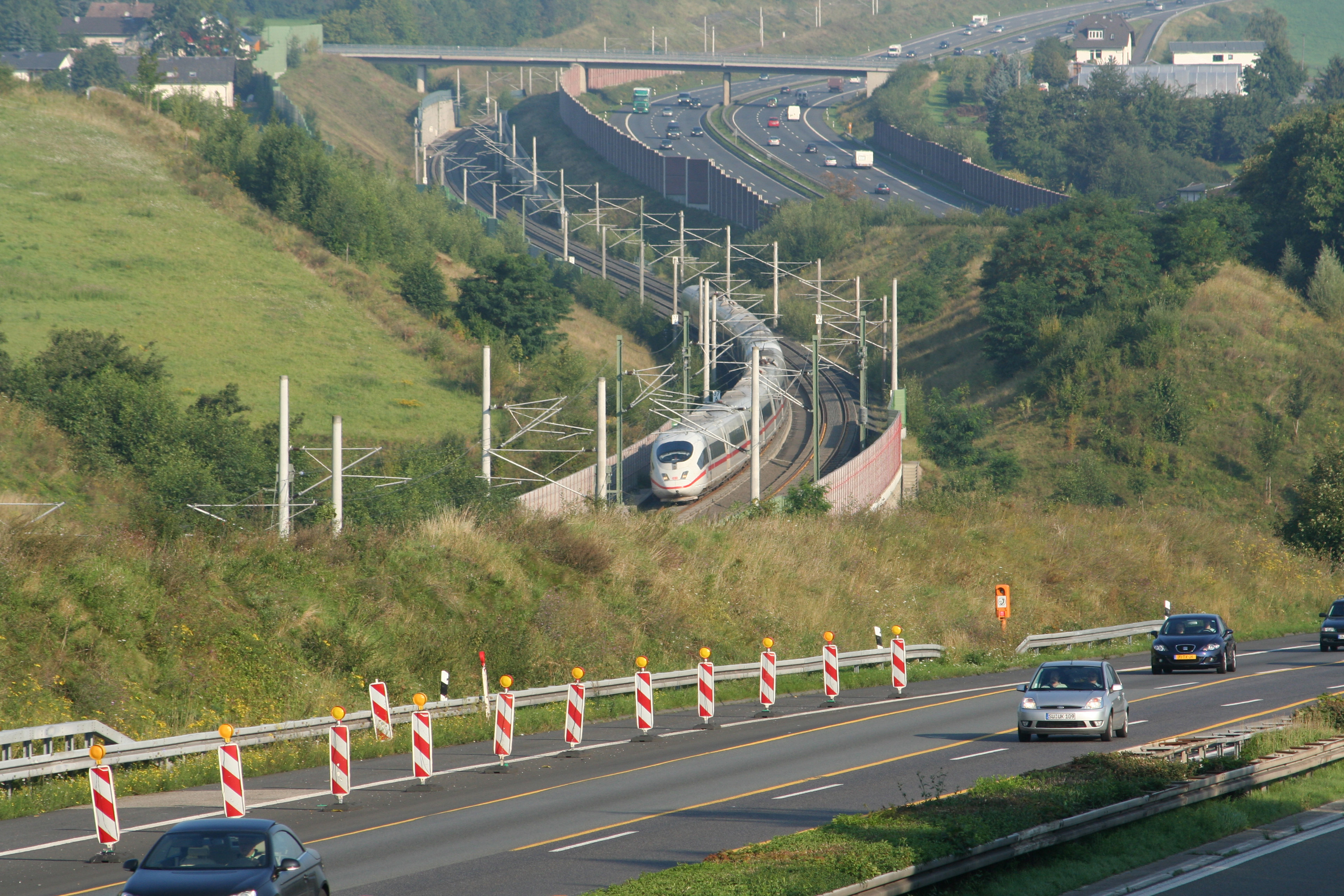
Die Schnellfahrstrecke und die parallel verlaufende A 3 bei Hasenboseroth

Während die zwischen 1986 und 1991 eröffneten und ebenfalls durch Mittelgebirge führenden Neubaustrecken Hannover–Würzburg und Mannheim–Stuttgart für einen Mischverkehr von Personen- und Güterzügen ausgelegt wurden, verkörpert die Schnellfahrstrecke Köln–Rhein/Main das Modell einer artreinen Personenverkehrsstrecke mit vergleichsweise großen Steigungen und engen Kurvenradien. Über die dadurch ermöglichte enge Verkehrswegebündelung mit der Bundesautobahn 3 erhofften sich die Planer, den Landschaftsverbrauch sowie den zusätzlichen Lärm zu minimieren. Um die Trassierung der Bahnstrecke weitgehend der Autobahn anpassen zu können, wurde der Mindest-Bogenradius auf 3320 Meter verkleinert. Der engste realisierte Bogen im Schnellfahrabschnitt misst einen Radius von 3348 Metern, die Überhöhung liegt bei bis zu 170 Millimetern. Der steile Aufstieg von beiden Seiten, starke Taleinschnitte und die Verkehrswegebündelung machten in der ursprünglichen Planung einen Tunnelanteil von nur acht Prozent notwendig. Durch eine weitergehende Verkehrswegebündelung mit der Autobahn (einschließlich daraus resultierender zusätzlicher Unter- und Überführungen) sowie Lärmschutz- und weiteren Maßnahmen stieg der Tunnelanteil im Verlauf des Planfeststellungsverfahrens auf rund 25 Prozent. Zwischenzeitlich, 1995, lag der geplante Anteil der 27 vorgesehenen Tunnel an der Streckenlänge bei 19,1 Prozent.
Die resultierenden Trassierungsparameter aus der Verkehrswegebündelung mit der Autobahn ließen sich dauerhaft nur mit dem Einsatz einer Festen Fahrbahn beherrschen. Gegenüber früheren deutschen Neubaustrecken wurde auch der Gleismittenabstand von 4,70 auf 4,50 Meter gesenkt, die Tunnelquerschnittsfläche hingegen von 82 auf 92 Quadratmeter angehoben (bei einem Ausbruchsquerschnitt von rund 150 Quadratmetern).
Die stärksten Steigungen der Neubaustrecke liegen bei 40 Promille, womit die Neubaustrecke die steilste Hochgeschwindigkeitsstrecke der Welt ist (Stand: 2002). Im Zusammenhang mit diesen Steigungen durfte die Strecke im regulären Reisezugverkehr anfänglich nur vom ICE 3 und später auch vom ICE 4 befahren werden. Dies wird in der Regel damit begründet, dass nur diese Fahrzeuge in der Lage seien, auch mit teilweise ausgefallenem Antrieb in den starken Steigungen noch sicher anzufahren. Die hohen gefahrenen Geschwindigkeiten ebenso wie die starken Neigungen führten zum Einsatz von verteiltem Antrieb (mit einem Antrieb an wenigstens jeder zweiten Achse) und der Wirbelstrombremse als neue Bremstechnologie.
Im April 1994 wurde das erste der rund 50 Planfeststellungsverfahren, für den Abschnitt Frankfurt Flughafen / Frankfurter Kreuz, eingeleitet. Bis 1995 wurde die Mehrzahl der Planfeststellungsverfahren eingeleitet. In deren Rahmen wurden insgesamt 169 Gerichtsverfahren um die Strecke geführt. So hatte die Gemeinde Niedernhausen aus Protest gegen ihrer Meinung nach ungenügende Lärmschutzmaßnahmen ein Sperrgrundstück gekauft, das enteignet werden musste. Auch im Rhein-Sieg-Kreis kam es zu erheblichen Verzögerungen. Der letzte Planfeststellungsbeschluss, für den Abschnitt Königswinter – Bad Honnef, wurde im September 1998 rechtskräftig. Die gegen die Neubaustrecke eingereichten Klagen blieben zum größten Teil erfolglos. Als Verkehrsprojekt des vordringlichen Bedarfs hatten Klagen gegen die Strecke keine aufschiebende Wirkung. Neben Klagen und Vergleichshandlungen führten auch Planungsoptimierungen zu bis zu 15 Planänderungsverfahren je Planfeststellungsabschnitt. Zu den Gründen zählten auch Änderungen am Lärmschutz (unter anderem Verfahren Besonders überwachtes Gleis), die Errichtung von Blendschutz-Einrichtungen an der Autobahn sowie der Bau von Fahrzeug- und Ladungsabwurf-Rückhaltesystemen.
Die Neubaustrecke wurde im Zuge des Verfahrens in drei Bauabschnitte unterteilt:
- Nord (Köln–Stadtgrenze Sankt Augustin/Königswinter, Planfeststellungsabschnitte 1.4 bis 2.4: rund 31 Kilometer Gesamtlänge, davon 6 Kilometer reine Neubaustrecke[76])
- Mitte (Königswinter–Eddersheim/Nordenstadt, 137,5 Kilometer[77])
- Süd (südmainischer Abschnitt Raunheim–Frankfurt, Frankfurter-Kreuz-Tunnel mit Verbindungskurven).

Der Bauabschnitt Mitte war wiederum in drei Lose unterteilt:
- Los A (Königswinter–Dierdorf/Sessenhausen, 42 Kilometer Länge)
- Los B (Sessenhausen–Selters/Brechen, 43 Kilometer Länge)
- Los C (Hünfelden–Eddersheim/Nordenstadt/Mainquerung Raunheim (nordwestliches Ufer des Mains[20]), rund 50 Kilometer Länge)

Die fünf Lose waren wiederum in 48 Planfeststellungsabschnitte unterteilt. Der letzte Planfeststellungsbeschluss der Strecke in Hessen wurde Mitte 1997, in Rheinland-Pfalz im Mai 1998 und in Nordrhein-Westfalen Oktober 1998 erlassen, der letzte Beschluss der Flughafenschleife Köln wurde erst im Februar 2001 rechtskräftig. Durch die späte Baugenehmigung für den Nordabschnitt der Strecke konnten die Bauarbeiten dort erst rund 20 Monate später als zunächst geplant aufgenommen werden.
Der Bau des rund 135 Kilometer langen Hauptabschnitts der Schnellfahrstrecke zwischen Siegburg/Bonn und der Mainquerung bei Frankfurt wurde im Juli 1996 in einem Verhandlungsverfahren an vier Bietergemeinschaften vergeben, die Aufforderung zur Teilnahme war zuvor im Amtsblatt der Europäischen Union ausgeschrieben worden. Die Strecke war das erste mittels funktionalen Leistungsbeschreibungen beauftragte Verkehrswegeprojekt des Bundes. Dabei wurden die zu erbringenden Leistungen weitgehend anhand der durch die Bauwerke zu erfüllenden Funktion definiert und die konkrete Planung und Bauausführung großteils den Auftragnehmern überlassen. Wesentliche Grundlagen waren die Ergebnisse des Planfeststellungsverfahrens, die anerkannten Regeln der Technik sowie der Wille des Bauherrn. Festgelegt wurden unter anderem ein Festpreis, Qualität und Endtermin (Fertigstellung 2000, kommerzielle Inbetriebnahme im Frühjahr 2001). Die auftragnehmenden Generalunternehmer übernahmen auch teilweise die Baurisiken. Sie verpflichteten sich außerdem, ein gemeinsames Konsortium zu bilden und wenigstens 40 Prozent der Auftragssumme diskriminierungsfrei an mittelständische Unternehmen zu vergeben. Das Gesamtvolumen für die drei bau- sowie fünf ausrüstungstechnischen Lose lag zum Zeitpunkt der Auftragsvergabe bei 3,6 Milliarden D-Mark (1,84 Milliarden Euro). Die nördlich und südlich anschließenden Streckenabschnitte wurden in Form einer Leistungsbeschreibung mit Leistungsverzeichnis vergeben. Auch zahlreiche Planungsaufgaben (Planmanagement und -prüfung, Bauüberwachung) wurden in weiten Teilen in funktionaler Leistungsausschreibung an externe Ingenieurbüros vergeben. Einer noch weiter gehenden Vergabe der Planung an Dritte wirkte das Eisenbahn-Bundesamt entgegen. Die zum 1. Januar 1994 im Rahmen der Bahnreform neu geschaffene Behörde hatte die Aufsichts- und Genehmigungsfunktion von der Bundesbahn übernommen. Die neu gegründete Deutsche Bahn war ab diesem Datum nur noch Vorhabenträger.
Ende 1996 vergab die Deutsche Bahn Aufträge zur technischen Ausrüstung der Strecke im Gesamtumfang von 380 Millionen D-Mark. Dabei war die Einrichtung einer Funkzugbeeinflussung auf Basis eines zu entwickelnden digitalen Funksystems (DIBMOF) vorgesehen, ohne ortsfeste Signale.
Im Spätsommer 1999 wurden aufgrund der Haushaltsnot des Bundes Einsparpotentiale an dem Projekt geprüft.
Die Steuerung der Baumaßnahmen erfolgte ab 1. April 1996 an den DB ProjektBau-Standorten Frankfurt, Köln und Montabaur.

### Bau
Die Bauarbeiten der Strecke starteten am 13. Dezember 1995 mit dem Baubeginn am Frankfurter-Kreuz-Tunnel. Ende 1995 liefen im gesamten südmainischen Abschnitt die Erdbauarbeiten. Bei Beginn der Bauarbeiten rechnete Bahnchef Heinz Dürr mit einer Reduzierung der Fahrzeit zwischen Frankfurt und Köln, nach der für Frühjahr 2000 geplanten Fertigstellung der Strecke, von 135 auf 58 Minuten. Die Zahl der Reisenden im Rheinkorridor sollte von damals 11 bis 12 Millionen Fahrgästen bis 2010 auf 20 bis 25 Millionen steigen. Im Oktober 1998 lief der Einbau der Gleise und der Oberleitung im südmainischen Abschnitt an. Einen Monat zuvor hatte der Einbau der Festen Fahrbahn begonnen.
Anfang 1997 begannen die ersten Bauarbeiten im 135 Kilometer langen Mittelabschnitt. Am 13. Mai 1997 setzten Bundesverkehrsminister Matthias Wissmann, der nordrhein-westfälische Wirtschaftsminister Clement und Bahnchef Dürr in Siegburg den ersten Spatenstich in Nordrhein-Westfalen. Ab Herbst 1998 liefen die Bauarbeiten auf voller Länge. Als letztes Teilprojekt wurde am 4. Dezember 2000, nach dem Abschluss von Rechtsstreitigkeiten, mit dem Bau der Flughafenschleife Köln/Bonn begonnen.
Die Bauarbeiten an den Tunneln im Schnellfahrabschnitt begannen im September 1998, die Fertigstellung war für Ende 2000 geplant. Ihre Errichtung an der Oberfläche der Mittelgebirge gestaltete sich wegen der zumeist geringen Überdeckung (oft 10 bis 20 Meter) und des instabilen, bis in Tiefen von bis zu 80 Metern verwitterten Gesteins schwierig. Um in der zumeist schwierigen Umgebung (Vortriebsleistungen von meist etwa ein bis fünf Meter pro Tag) einen nennenswerten Vortrieb zu erreichen, erfolgte dieser rund um die Uhr. Der Großteil der Überschussmassen aus dem Bau von Tunnel und Einschnitten wurde als Seitenablagerungen entlang der Autobahn verwendet. Sie wurden entsprechend der Landschaftsplanung als Lärmschutzwall modelliert und anschließend rekultiviert. Die Lärmschutzwälle reduzierten vielerorts den Schall über die gesetzlichen Forderungen hinaus.

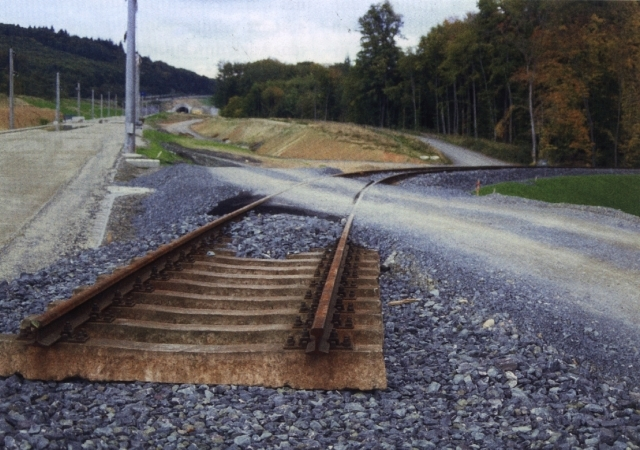
Im Idsteiner Frauwald wurde 2000 eine vorübergehende Verbindung zur Main-Lahn-Bahn angelegt. Dieses Verbindungsgleis wurde vor Fertigstellung der Strecke wieder abgebaut.

Im Mai 2000 begann der Bau der Festen Fahrbahn. Am 8. Juni 2000 begann die Montage der Oberleitung. Im März 2001 begann der Gleisbau, der unter anderem aus den Bahnhöfen Kelsterbach und Niedernhausen vorangetrieben wurde. Als letzter in bergmännischer Bauweise errichteter Tunnel wurde der Siegauentunnel im Frühjahr 2001 fertiggestellt.
Während der Bauphase wurde auch der Verkehr auf der benachbarten A 3 beeinflusst. Bis zu 48 Baustellen (Höchstgeschwindigkeit 100 km/h) waren zeitgleich auf der Autobahn eingerichtet gewesen. Während der Bauphase wurde die Autobahntrasse an zehn Stellen auf einer Gesamtlänge von 14,9 Kilometer für eine Dauer von 8 bis 31 Monaten verlegt. Allein im Baulos A des mittleren Bauabschnitts wurde die Fernstraße auf einer Länge von 8,3 Kilometern neu trassiert. An vier Stellen wurde die Autobahn im Sinne der Verkehrswegebündelung dauerhaft verlegt.
Bis zu 15.000 Menschen waren gleichzeitig mit der Errichtung der Bahnstrecke befasst. Bei den Tunnel-Bauarbeiten wurden insgesamt 7,5 Millionen Kubikmeter Erde ausgehoben und rund drei Millionen Kubikmeter Beton verbaut. 1.400 Mineure waren angeheuert worden. Bei der Errichtung der Tunnel kamen 13 Menschen (nach anderer Quelle 8) bei Unfällen ums Leben. Zahlreiche Ausgleichsmaßnahmen sollten den durch den Bau der Strecke verursachten Eingriff in das Ökosystem kompensieren. Im Rahmen der größten Ersatzaufforstung wurden für ein geplantes Naherholungsgebiet bei Frankfurt rund 50 Hektar aufgeforstet.
Der Flächenbedarf für die 219 Streckenkilometer liegt bei 708 Hektar. Davon entfallen rund 230 Hektar auf den eigentlichen Bahnkörper, der Rest auf Sukzessionsflächen wie Gräben, Böschungen und Brachen. Darüber hinaus sind rund 2.200 Hektar Ausgleichsflächen vorgesehen. Der Großteil der Kompensation erfolgte trassenfern, um landwirtschaftliche Flächen zu schonen oder einen größeren ökologischen Nutzen zu erzielen. Bei den Erdbauarbeiten wurden insgesamt 30 Millionen Kubikmeter Material bewegt, bei den Tunnelbauarbeiten weitere elf Millionen Kubikmeter ausgebrochen. Rund 300.000 Tonnen Stahl und 500.000 Kubikmeter Beton wurden verbaut.
Beim Bau der Strecke kam erstmals ein Verursacherprinzip in der paläontologischen Denkmalpflege zum Tragen. Auf Kosten des Bauherrn wurden entlang der Strecke zahlreiche Grabungen durchgeführt, die eine Vielzahl von Funden zu Tage förderten.
Die Strecke wurde bautechnisch im Dezember 2001 fertiggestellt.

### Inbetriebnahme
1989 war die Eröffnung für 1998 geplant. Später war die Eröffnung der Gesamtstrecke für das Jahr 1999 vorgesehen gewesen; sie verzögerte sich mehrfach. Mitte 1998 wurde mit der kommerziellen Inbetriebnahme im Mai 2001 gerechnet. Nach weiteren Verzögerungen wurde der Fertigstellungstermin am 11. Februar 1999 um ein weiteres Jahr auf Dezember 2001, die kommerzielle Inbetriebnahme auf Mai 2002, verschoben. Als Gründe wurden unter anderem geologische Probleme bei der Errichtung der Tunnel sowie Verzögerungen in den Genehmigungsverfahren angegeben. So hätten die Planfeststellungsverfahren im Baulos C durchschnittlich nur 23 Monate in Anspruch genommen, im Baulos A hingegen 46,5 Monate. Dieser Verzug sei in einigen Bereichen, insbesondere beim Tunnelbau, nicht mehr aufzuholen gewesen. Mit der Bauzeitverlängerung wurden Kostensteigerungen im dreistelligen Millionen-DM-Bereich absehbar. Die Mehrkosten durch die neue FFH-Richtlinie wurden Mitte 1998 ebenfalls auf einen dreistelligen Millionenbetrag beziffert.
Ende November 1998 verkehrte ein erster Zug, ein Arbeitszug mit geladenen Gästen, vom Bahnhof Zeppelinheim über den südmainischen Abschnitt der Strecke zum Frankfurter-Kreuz-Tunnel. Am 30. Mai 1999 wurde der südmainische Abschnitt mit dem Flughafen-Fernbahnhof Frankfurt und dem Frankfurter-Kreuz-Tunnel in Betrieb genommen. Ab diesem Tag verkehrten Züge Richtung Köln auf dem sieben Kilometer langen Abschnitt zwischen dem Frankfurter Flughafen und der Abzweigstelle Mönchhof auf den Gleisen der Neubaustrecke. Über den Abzweig erreichten sie die Bahnstrecke nach Mainz und verkehrten über die Linke Rheinstrecke weiter nach Köln. Der Hochgeschwindigkeitsabschnitt zwischen dem Abzweig und Siegburg/Bonn war zu diesem Zeitpunkt noch im Bau.
Der Vorstand der Deutschen Bahn AG richtete Anfang 2000 zur Koordination und Vorbereitung der Inbetriebnahme eine Unternehmensbereich-übergreifende Arbeitsgruppe unter dem Titel PXN unter Leitung der DB Personenverkehr ein. Darin sollten die etwa 1500 zur Inbetriebnahme notwendigen Schritte koordiniert werden.
Auf der Logebachtalbrücke wurde am 10. Juli 2001 der Lückenschluss, die Verschweißung des letzten Schienenstückes, gefeiert. Im gleichen Monat begannen erste Messfahrten mit Dieselloks. Der erste Zug, der die Neubaustrecke in voller Länge befuhr, war ein Oberbau-Messzug mit zwei Loks und drei Wagen. Am 12. August 2001 verkehrte er mit einer Geschwindigkeit von 40 km/h von Frankfurt nach Siegburg und zurück. Wegen der starken Steigungen verkehrten Messfahrzeuge grundsätzlich in Doppeltraktion. Am 9. September nutzten rund 20.000 Menschen die Möglichkeit einer Baustellenwanderung über die im Rohbau fertiggestellte Trasse.
Ende August wurde die Elektrifizierung im Wesentlichen abgeschlossen. Im Nordabschnitt lief dabei noch die Einrichtung der Energieversorgung sowie die der Leit- und Sicherungstechnik. Im September 2001 wurde die Oberleitung im Südabschnitt unter Spannung gesetzt. Am 8. Oktober begannen Erprobungsfahrten zur Abnahme von Oberbau und Fahrleitung mit dem ICE S bei bis zu 200 km/h. Am 22. Oktober 2001 befuhr erstmals ein ICE 3 die Strecke auf einem 37 Kilometer langen Abschnitt zwischen Frankfurt Flughafen und Idstein. Am 24. Oktober stießen zwei Arbeitsfahrzeuge zusammen, ein Mensch starb, zwei wurden schwer verletzt. Das zu dieser Zeit zweitgrößte Elektronische Stellwerk in Deutschland wurde am 26. November 2001 in Troisdorf in Betrieb genommen. Am 5. Dezember erreichte der ICE S bei Testfahrten zwischen Frankfurt und Montabaur erstmals die für die spätere Zulassung notwendige Geschwindigkeit von 330 km/h. Am 15. Dezember wurde die Oberleitung zwischen Siegburg und Montabaur unter Spannung gesetzt. Am 8. Januar 2002 befuhr der Test-ICE die Strecke erstmals in voller Länge. Im April 2002 wurde schließlich die Oberleitung zwischen Köln Steinstraße und Siegburg unter Spannung gesetzt. Bis Mai 2002 lief die Streckenzulassung (einschließlich der neuen CIR-ELKE-II-Technik), bis zum 1. August 2002 wurde die Zulassung für die Höchstgeschwindigkeit abgeschlossen.
Kurz vor der Inbetriebnahme wurden auf einer Länge von 10,8 Kilometer Windschutzzäune montiert. Nachdem eine dynamische Geschwindigkeitsbegrenzung (mit Windmesseinrichtungen) nicht weiter verfolgt worden war, waren die Zäune im Oktober 2000 im Rahmen einer Planänderung vorgesehen worden. In den Wochen vor Aufnahme des fahrplanmäßigen Betriebs wurde in Probandenfahrten mit DB-Mitarbeitern der Betrieb auf der neuen Strecke sowie ein neues Bordgastronomie-Konzept aus Kundensicht erprobt.
Eine Meldung, wonach sich Zugbegegnungen im Tunnel als kritisch erwiesen hätten und die Höchstgeschwindigkeit im Tunnel daher zunächst auf 250 km/h begrenzt worden sei, wurde von der Deutschen Bahn dementiert.

### Eröffnung

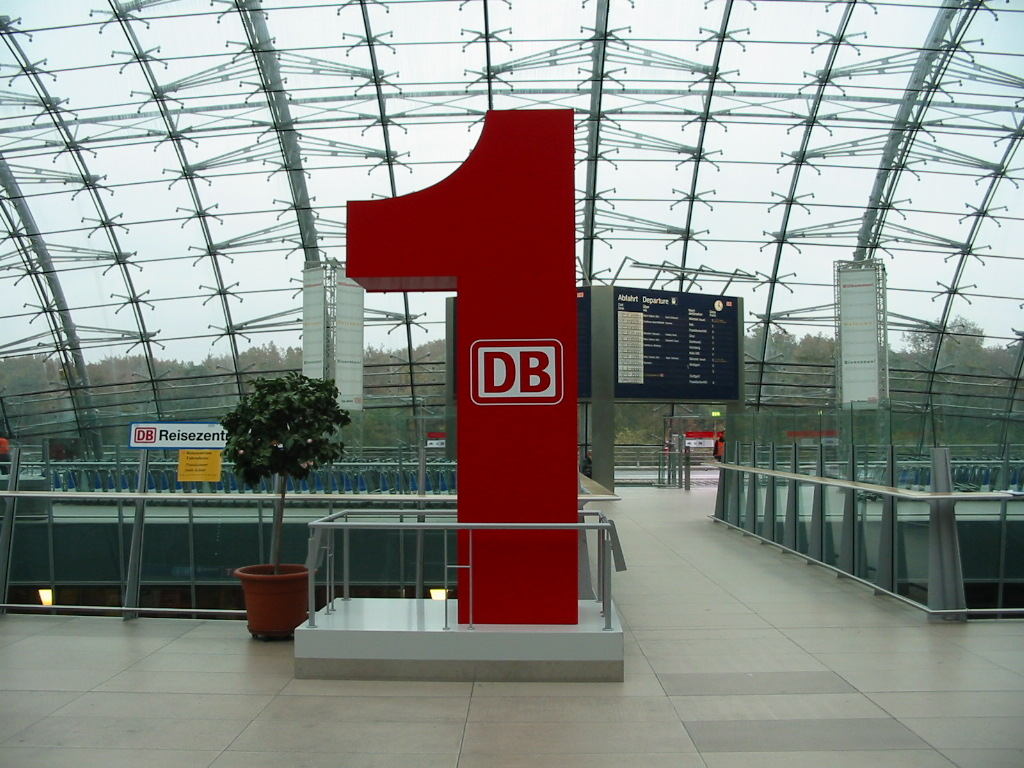
Eine der 34 bis zu 6 Meter hohen roten Einsen. die im Zuge der Werbekampagne entlang der Strecke aufgestellt wurden (Oktober 2002)

Unter dem Motto Die Bahn schenkt Ihnen eine Stunde erfolgte die symbolische Eröffnung der Strecke am 25. Juli 2002. Zwei Sonderzüge in Doppeltraktion befuhren zur Eröffnung die Strecke parallel von Frankfurt Hauptbahnhof nach Köln Hauptbahnhof. An Bord des einen Zuges waren etwa 700 Ehrengäste, darunter Kurt Bodewig, Roland Koch, Wolfgang Clement, Hartmut Mehdorn und Doris Schröder-Köpf. An Bord des anderen Zuges waren 700 Leser einer Boulevardzeitung, die Fahrkarten für den Sonderzug gewonnen hatten. Nach einem Empfang am Frankfurter Hauptbahnhof fuhren die Züge (Zugnummern 18812 und 18814) um 11.30 Uhr ab. Ab dem Flughafenbahnhof ging es, mit ausgeschalteter Linienzugbeeinflussung, parallel nach Köln. Das Zugpaar legte die Strecke zwischen den Hauptbahnhöfen Frankfurt und Köln, mit Halt in Montabaur, in 85 Minuten zurück. Mehrere tausend Menschen verfolgten die Eröffnungsfahrt entlang der Strecke. Um 13.01 Uhr fuhren die Züge in den Kölner Hauptbahnhof ein. Bei einem einstündigen Konzert von Sasha feierten 3800 Gäste am Roncalli-Platz neben dem Kölner Dom. In Köln stieß auch Bundeskanzler Gerhard Schröder, der aufgrund der Vereidigung des neuen Verteidigungsministers Struck seine Mitfahrt kurzfristig abgesagt hatte, zu den Feierlichkeiten. Am folgenden Tag folgte eine weitere Sonder-Parallelfahrt für etwa 2.000 Projektbeteiligte von Frankfurt über Siegburg nach Montabaur.
Auf der Gesamtstrecke wurde am 1. August 2002 der Fahrgastbetrieb aufgenommen. Durch die Eröffnung reduzierte sich die Fahrzeit zwischen den Hauptbahnhöfen von etwa 135 auf 76 Minuten, die Streckenlänge von 222 auf 177 Kilometer. Der Fahrpreis im ICE stieg von 39 auf 53,60 Euro. Bis Dezember 2002 erfolgte ein Vorlaufbetrieb mit zweistündlichen Pendelzügen Frankfurt–Köln zwischen 6 und 20 Uhr. Ab dem 15. September 2002 wurde ein Ein-Stunden-Takt angeboten, mit Abfahrten in Frankfurt und Köln zwischen 6 und 21 Uhr. Die als Shuttle bezeichneten Züge verkehrten nur zwischen Köln und Frankfurt und waren reservierungs- und aufpreispflichtig. Für eine einfache Fahrt in der 2. Klasse wurden 39 Euro erhoben, in der 1. Klasse 58,60 Euro, jeweils zuzüglich 12 Euro Shuttlezuschlag und 2,60 Euro Reservierungsgebühr. Die Bahnhöfe Siegburg/Bonn, Montabaur und Limburg Süd wurden abwechselnd (je einer je Zug) bedient. Eine vollständige Inbetriebnahme vor dem großen Fahrplanwechsel im Dezember 2002 war laut DB-Angaben aufgrund der zahlreichen Abhängigkeiten des deutschen und europäischen Fahrplansystems nicht möglich.
Mit Aufnahme des Shuttlebetriebes wurde ein neues Gastronomiekonzept eingeführt. Ein Service am Platz (per Caddy) ersetzte dabei weitgehend den Speisewagen. Einen Monat nach Betriebsaufnahme teilte die Bahn mit, die Zahl der Gastronomiekunden in der ersten Klasse sei von 14 auf 40 Prozent gestiegen, in der zweiten Klasse von zehn auf 25. Die ursprüngliche Planung, dieses Konzept (unter Abschaffung des Speisewagens) ab 2003 auch auf anderen Strecken einzuführen, setzte das Unternehmen nicht um.
Im ersten Monat nutzten laut Bahnangaben mehr als 80.000 Fahrgäste die neue Strecke, bei unverändertem Verkehrsangebot auf den beiden bestehenden Strecken entlang des Rheins.
Die Aufnahme des Vollbetriebs mit Integration in den europäischen Fahrplan erfolgte im Dezember 2002. Dabei verkehrten sieben ICE-Linien jeweils im Zwei-Stunden-Takt über die Strecke:
- Linie 40: Münster – Köln Messe/Deutz – Frankfurt
- Linie 41: Dortmund – Köln Messe/Deutz – Frankfurt
- Linie 42: Dortmund – Stuttgart – München
- Linie 43: Dortmund – Basel
- Linie 45: Köln – Mainz – Stuttgart
- Linie 78 (ICE International): Amsterdam – Köln – Frankfurt
- Linie 79 (ICE International): Bruxelles-Midi/Brussel-Zuid – Köln – Frankfurt

Laut Bahnangaben liefen etwa 40 Prozent des Fernverkehrs in Deutschland über die Strecke. Das gesamte deutsche Fahrplan- und Liniensystem wurde zur Inbetriebnahme der Strecke daher neu geordnet. Insgesamt seien fast 70 Prozent aller Zugverbindungen des Fernverkehrs direkt oder indirekt von der Inbetriebnahme der Neubaustrecke betroffen gewesen.
Die Einrichtung von zwei ICE-Sprinter-Zugpaaren zwischen Dortmund und Stuttgart war geplant, wurde letztlich aber nicht umgesetzt. ICE-Züge, die bei knapp bemessener Fahrzeit und ohne Zwischenhalte in 59 Minuten zwischen den beiden Hauptbahnhöfen verkehren sollten, wurden ebenfalls nicht realisiert.
Die ersten Monate des Vollbetriebs waren geprägt von zahlreichen technischen Problemen, die zu Verspätungen und Zugausfällen führten. So schalteten sich regelmäßig Wirbelstrombremsen ab, da die Isolation der Spulen nach Aufschlägen auf die Schiene beschädigt worden war. Ohne das Bremssystem durfte der Zug nur 230 km/h schnell fahren. Auch bei der Kupplung zweier Zugteile kam es zu Problemen. Im ersten Betriebsjahr waren in den Fahrplänen zwischen Köln und Frankfurt Fahrzeitreserven in der Größenordnung von zumeist rund zehn Minuten enthalten.

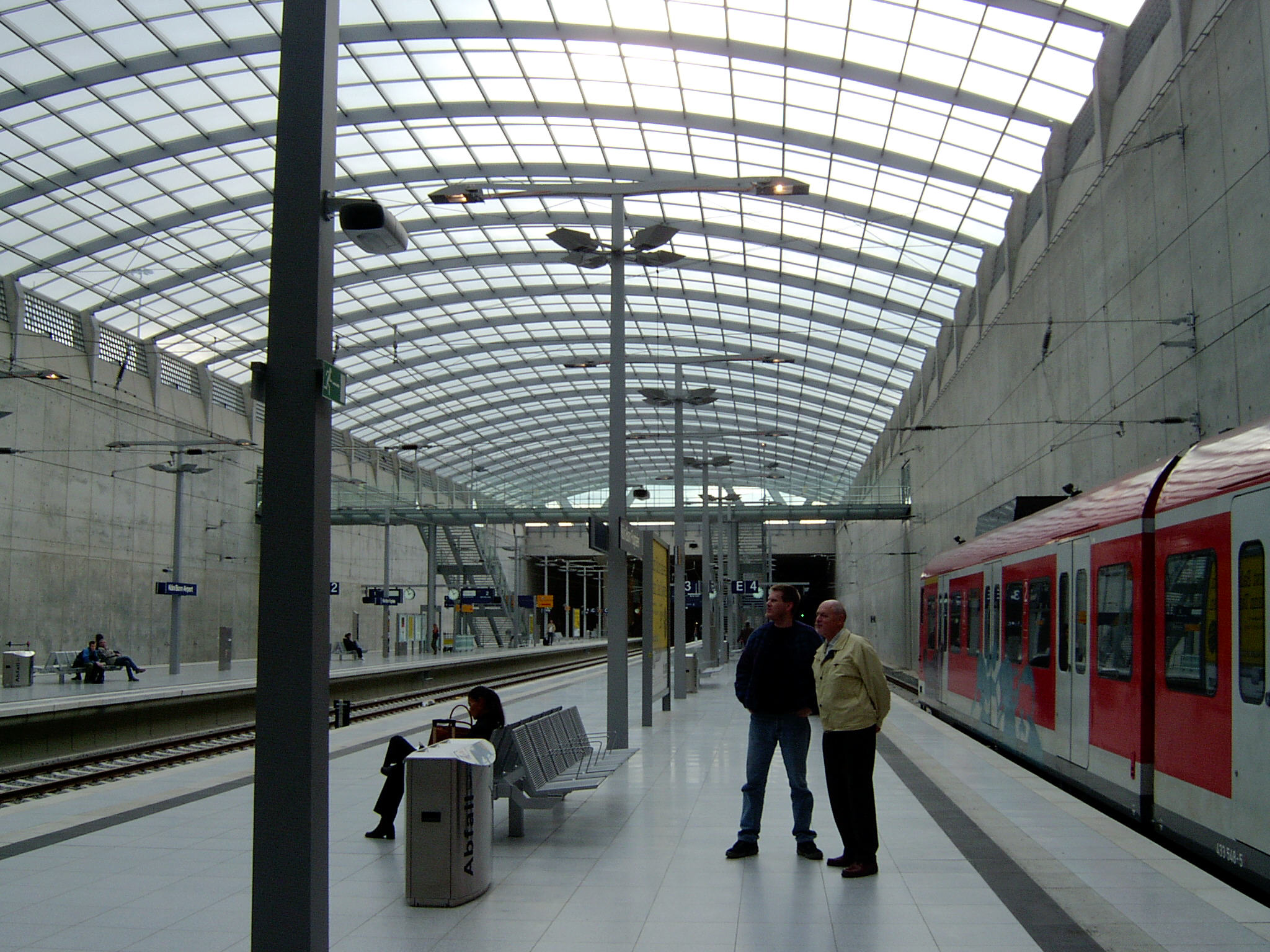
Bahnhof Köln/Bonn Flughafen

Am 13. Juni 2004 ging mit der Flughafenschleife zur Anbindung des Flughafens Köln/Bonn der letzte Bauabschnitt in Betrieb.
Ende September 2004 wurde der Bahnhof Siegburg/Bonn offiziell seiner Bestimmung übergeben.

### Kosten
Im Systemvergleich Rad/Schiene – Magnetbahn wurden 1987 3,3 Milliarden D-Mark (rund 1,7 Milliarden Euro) Kosten für die Schienenvariante (ohne Verzweigungs- und Anbindungsstrecken sowie Elektrifizierung) angenommen. Bei Festlegung der Bundesregierung auf die rechtsrheinische Trassenführung (1989) waren die geplanten Gesamtkosten bei rund fünf Milliarden D-Mark (rund 2,6 Milliarden Euro) gelegen.
Am 21. Dezember 1995 hatten Bund und Bahn eine Finanzierungsvereinbarung zum Bau der Strecke nach Bundesschienenwegeausbaugesetz abgeschlossen. Diese ging von Gesamtkosten in Höhe von 7,75 Milliarden DM (3,96 Milliarden Euro) aus. Die Summe der vom Bund zu tragenden Kosten wurde auf diesen Betrag festgelegt, davon höchstens 130 Millionen DM für den nach Bundesschienenwegeausbaugesetz zuwendungsfähigen Teil der Bahnhöfe. 1,0 Milliarden DM wurden als Baukostenzuschuss gewährt, die restliche Summe als zinsloses Darlehen. In den Gesamtkosten von 7,75 Milliarden DM waren 439 Millionen DM als Aufwendungen für den Umweltschutz (insbesondere Schallschutzmaßnahmen) enthalten. Nicht in diesen 7,75 Mrd. DM enthalten waren dagegen die Kosten für die Anbindung des Flughafens Köln/Bonn in Höhe von geplanten 1,04 Milliarden DM.
Eine Wirtschaftsprüfungsgesellschaft ermittelte im Auftrag der DB Mitte 2000 zu erwartende Kostensteigerungen von bis zu 2,765 Milliarden DM. Im August 2001 teilte das Unternehmen eine Kostensteigerung auf eine geplante Endsumme von 10 Milliarden DM (5,1 Milliarden Euro) mit. Als Hauptgrund gelten Nachforderungen der Bauunternehmen in Milliardenhöhe sowie geologische Probleme.
Am 13. März 2002 informierte die DB ihren Aufsichtsrat über weitere Kostensteigerungen. Bis zum Projektabschluss wurden dabei Kosten von rund sechs Milliarden Euro erwartet. In diese Kostenschätzung flossen auch das Ergebnis von etwa 2000 der bis dahin eingegangenen 2800 Nachtragsanmeldungen mit ein. Das Verhandlungsergebnis der ausstehenden rund 800 Vorgänge wurde geschätzt.
Bei Gesamtkosten von 6,0 Milliarden Euro (Stand: Ende 2002, ohne ausstehende Maßnahmen im Knoten Köln) lag der Bundesanteil bei 4,007 Milliarden. Über den der Leistungsausschreibung zu Grunde liegenden Fixkostenbetrag und vom Bund übernommenen Fixkosten von 7,75 Mrd. DM (3,96 Mrd. Euro) hinausgehende Kosten waren weitgehend durch die Deutsche Bahn AG zu tragen. Der Bund beteiligte sich mit 300 Millionen DM an den Mehrkosten (Stand: 2001). Die DB zahlte für die von Mitgliedern des Kartells „Schienenfreunde“ gelieferten Schienen der Strecke überhöhte Preise.
Das Unternehmen begründete die Mehrausgaben mit höheren Auflagen im Bereich des Umwelt- und Lärmschutzes und der Tunnelsicherheit sowie allgemein gestiegenen Kosten. Als wesentlicher Kostentreiber gilt auch der – im Wesentlichen Kompromissen im Bereich des Umwelt- und Lärmschutz geschuldeten – von 8 auf rund 25 Prozent erhöhte Tunnelanteil. Das Eisenbahn-Bundesamt sieht die Hauptursache für die Mehrkosten in einer nicht zielführenden funktionalen Leistungsausschreibung, in der „der Auftraggeber zum Zeitpunkt der Ausschreibung die aus seiner Sicht notwendigen Einschränkungen der Gestaltungsfreiheit“ noch nicht abschließend festlegen konnte. Nach eigenen Angaben hatte die Behörde bereits während des Vergabeverfahrens vor Kostensteigerungen gewarnt: Neben implausiblen Kostenveranschlagungen, noch nicht abgeschlossenen (zumeist noch nicht beantragten) Planfeststellungsverfahren führte die Behörde höchst unrealistische Vergabegewinne an, die das Unternehmen erwartet hatte.
Obwohl vertraglich festgelegt war, dass Mehrkosten gegenüber den vorgesehenen 3,96 Milliarden Euro von der DB zu tragen sind, bezahlte der Bund nach Schätzungen des Bundesrechnungshofes 890 Millionen Euro mehr als vorgesehen. Der Haushaltsbericht 2008 kritisierte ferner, das Bundesverkehrsministerium habe für die Strecke 44 Millionen Euro für nicht realisierte Baumaßnahmen ohne vorherige Abnahmeprüfung bezahlt und diese erst Jahre später von der Deutschen Bahn AG zurückgefordert.
Der Verkehrswissenschaftler Heiner Monheim kritisiert, dass – bei voller Auslastung – zehnmal so viele Züge die Strecke nutzen müssten oder die Fahrpreise mehr als zehnmal so hoch liegen müssten, um eine wirtschaftliche Betriebsführung zu erreichen.

### Auswirkungen
Die Länge der Schienenverbindung zwischen Frankfurt Hauptbahnhof und Köln Hauptbahnhof reduzierte sich von 223,2 Kilometern über Flughafen-Regionalbahnhof (Regelweg bis 1999) bzw. 221,1 Kilometern (über Flughafen-Fernbahnhof, Regelweg ab 1999) auf 180,0 Kilometer. Die Fahrzeit zwischen den beiden Städten verkürzte sich um rund eine Stunde.
Zwischen Köln und Stuttgart wurde 2002 der Flugverkehr eingestellt. Zwischen Köln/Bonn und Nürnberg ging der Flugverkehr seit Eröffnung der Strecke deutlich zurück.
Mitte 2003 lag die durchschnittliche Auslastung der Züge auf der Strecke bei 37 Prozent. Im Jahr 2007, fünf Jahre nach Betriebsaufnahme, lag die Zahl Reisender auf der Strecke bei durchschnittlich 32.000 pro Tag, was eine Steigerung der Fahrgastzahlen (gegenüber 2003) von 36 Prozent bedeutet. Ebenso erhöhte sich die durchschnittliche Auslastung der Züge von 36 Prozent auf 50 Prozent. Mitte 2012 sprach die Deutsche Bahn von einem stetigen Fahrgastwachstum und inzwischen durchschnittlich rund 33.000 Reisenden pro Tag. Mehr als 100 Millionen Reisende hätten in den ersten zehn Jahren die Strecke genutzt. Nach 15 Betriebsjahren wurde die Zahl der täglichen Reisenden mit mehr als 40.000 und die Gesamtzahl der Reisenden mit rund 220 Millionen beziffert.
Im Rahmen der Vereinbarung AIRail verkehren täglich vierzehn Züge mit Lufthansa-Flugnummer zwischen Frankfurt und Köln. Die Zahl der täglichen Flugverbindungen zwischen den beiden Städten sank von sechs auf vier, darüber hinaus kommen nur noch kleinere Regional-Jets zum Einsatz. Aufgrund der geringen Auslastung strich die Lufthansa die Verbindung zum Winterflugplan 2007/2008 aus ihrem Streckennetz. Zum 5. November 2007 wurde auch der Bahnhof Siegburg in das AIRail-System integriert. Rund 200.000 Menschen nutzten 2011 die Kooperation.
Die Sitzplatzkapazität zwischen Siegburg/Bonn und Frankfurt am Main stieg von 20,9 Millionen im Jahr 2010 auf 24,5 Millionen im Jahr 2019.

### Betrieb
Die Schnellfahrstrecke ist zwischen den Streckenkilometern 10 (Köln) und 26 (Siegburg) für 200 km/h zugelassen, bis km 28 (Siegauentunnel) mit 250 km/h, anschließend bis km 161 (Abzweig Caltex) mit 300 km/h. Anschließend folgt ein für 220 km/h zugelassener Abschnitt, der vor dem Flughafen-Fernbahnhof ab km 166 auf 200 km/h reduziert wird. Im Flughafen-Fernbahnhof sind 100 km/h zugelassen.
Die Strecke wird im Nordabschnitt planmäßig von 62 Zügen pro Tag und Richtung befahren (Kalenderwoche 3/2020, zwischen Siegburg/Bonn und Willroth). Die größte Belastung liegt im Südabschnitt, zwischen Raunheim Mönchhof und Frankfurt Flughafen-Fernbahnhof, mit bis zu 94 Zügen pro Tag und Richtung.
Bis zum Fahrplanwechsel im Dezember 2017 befuhren ausschließlich ICE-3-Triebzüge die Schnellfahrstrecke im planmäßigen Fahrgastbetrieb zwischen Siegburg/Bonn und Raunheim. Dies waren bis dahin die einzigen Personenzüge mit einer Zulassung für diese steigungsreiche Strecke. Hintergrund war eine Vorschrift des Eigentümers DB Netz AG, wonach nur Züge mit aktiver Wirbelstrombremse diese Steilstrecke befahren durften. Eine Pflicht zur Nutzung einer Wirbelstrombremse wurde 2012 aus den Zugangsbedingungen der DB Netz gestrichen. Schon im Jahr 2008 gab es Planungen zur Änderung der Zugangsbedingungen. Aufgrund der Probleme mit den Radsätzen der ICE 3 erwog die DB Fernverkehr AG Pendelzüge mit zwei Loks der Baureihen 101 oder 120 in Sandwich-Traktion zusammen mit bis zu maximal 8 IC-Mittelwagen einzusetzen. Letztendlich wurde dieses Vorhaben nicht realisiert, da nach einigen Tagen der größte Teil der ICE-3-Flotte wieder zur Verfügung stand. ICE-3-Triebzüge der Baureihen 403 und 406 dürfen mit abgeschalteter Wirbelstrombremse nach wie vor, im Gegensatz zu den TGV oder ICE 4, nur mit maximal 230 km/h diese Schnellfahrstrecke befahren, da sie wegen fehlender Magnetschienenbremse und nicht ausreichend dimensionierter elektrischer Bremse über zu wenig Bremskraft verfügen. Bei den ICE-3-Zügen der Baureihe 407 gilt aufgrund der gegenüber den Baureihen 403 und 406 stärkeren elektrodynamischen Bremse ein Limit von 250 km/h bei abgeschalteter Wirbelstrombremse.
Durch den artreinen Betrieb und die damit verbundene Reduktion von Störgrößen wurde die Strecke bereits für Grundlagenforschung zur Gleisgeometrie und zur Rollkontaktermüdung genutzt.
Im Jahr 2011 fanden Test- und Zulassungsfahrten mit einem TGV 2N2 auf der Schnellfahrstrecke Köln–Rhein/Main statt. Hintergrund war eine geplante Linienführung einiger TGV von Paris über Köln und Frankfurt nach München. Eine solche Linie wurde letztendlich nicht eingeführt. Eine Zulassung erhielten die TGV 2N2 dennoch. Es waren die ersten Fahrzeuge ohne Wirbelstrombremse, welche die Schnellfahrstrecke im Fahrgastbetrieb befahren durften.
Für den Austausch von Schienen auf einer Länge von 117 Kilometern war die Strecke an vier Wochenenden von Mitte April bis Mitte Mai 2015 voll gesperrt. Die Kosten der Maßnahme wurden mit rund 15 Millionen Euro beziffert. Für die Erneuerung von 6,6 km Gleis wurde die Strecke im September 2018 an zwei Wochenenden gesperrt.
Im Herbst 2015 fanden Test- und Zulassungsfahrten des neuen ICE 4 (Triebzug 9002) zwischen Siegburg/Bonn und Frankfurt–Flughafen über die Schnellfahrstrecke statt. Eine Zulassung für den Fahrgastbetrieb erfolgte dann im Jahr 2016. Sie befahren die Strecke nur mit maximal 250 km/h. Die erste planmäßige Fahrt eines ICE4 mit Fahrgästen auf der Schnellfahrstrecke zwischen Köln und Frankfurt fand im Dezember 2017 als Zugfahrt Dortmund–Stuttgart statt.
Am 7. August 2018 brach bei Siegburg ein Böschungsbrand aus, bei dem 32 Menschen verletzt wurden und neun Häuser vorerst unbewohnbar wurden.
Am Abend des 14. April 2021 fanden auf der Schnellfahrstrecke Köln–Rhein/Main zwei Testfahrten mit einer Railjet-Garnitur der ÖBB statt. Die Garnitur wurde von 1116 234 geschoben und erreichte 230 km/h zwischen Siegburg und Frankfurt Flughafen.
Zwischen dem 25. November und der Nacht zum 2. Dezember 2023 wurde die Strecke für eine Woche voll gesperrt, um Gleise und Weichen zu erneuern sowie Arbeiten in Tunneln und an Lärmschutzwänden durchzuführen. Die Strecke war vom 16. Juli bis 12. August 2024 gesperrt, um auf einem 70 km langen Streckenabschnitt Gleise und 13 Weichen zu erneuern. Dafür wurden rund 50 Millionen Euro investiert. Die im Jahr 2000 eingebauten Schienen galten als abgefahren.

#### Gefährliche Ereignisse / Unfälle
Am 17. April 2010 kollidierte die verlorene Wagentür eines Zugs im Bereich des Dickheck-Tunnels mit dem Bordbistro eines entgegen kommenden Triebzugs. Sechs Menschen wurden in diesem Triebzug durch Glassplitter verletzt oder standen unter Schock.
Am 6. Mai 2015 kollidierte ein ICE nach Siegburg/Bonn bei etwa 260 km/h mit Bruchstücken der Schallabsorber der Festen Fahrbahn. Es entstand ein Sachschaden an der Strecke und am Zug.
Am Morgen des 12. Oktober 2018 gegen 6:21 Uhr geriet bei Dierdorf der vorletzte Wagen der hinteren Einheit des mit einer ICE-3-Doppelgarnitur gefahrenen ICE 511 von Köln nach München in Brand, nachdem Transformatoröl ausgetreten war und sich entzündet hatte. 510 Menschen mussten aus dem Zug evakuiert werden, fünf wurden leicht verletzt. Der Brand entstand im Unterflurbereich und griff auf den folgenden Endwagen über. Der Wagen, in dem der Brand ausbrach, wurde völlig zerstört, der folgende Endwagen schwer beschädigt, ebenso die Eisenbahninfrastruktur. Insgesamt waren rund 270 Feuerwehrangehörige und Rettungskräfte vor Ort. Die Strecke konnte ab dem 20. Oktober im betroffenen Abschnitt zunächst wieder auf einem Gleis befahren werden. Die Vorbeifahrt an der Unfallstelle erfolgte mit reduzierter Geschwindigkeit, wodurch es zu Haltausfällen kam. Es fuhren zwei Züge pro Stunde und Richtung. Zunächst sollte die Fahrbahn auf dem betroffenen Gleis auf einer Länge von rund 60 m erneuert werden, der Verkehr anschließend hierüber geführt und das andere Gleis dabei auf einer Länge von 14 m repariert werden. Ab dem 18. November 2018 sollte die Strecke wieder zweigleisig befahrbar sein. Bis Anfang Dezember 2018 kam es aufgrund von Restarbeiten noch zu Geschwindigkeitseinschränkungen. Die geschätzte Höhe der Sachschäden beträgt 31,3 Millionen Euro. Aufgrund von Sonderüberprüfungen und eines weiteren Unfalls ist die Verfügbarkeit von ICE-3-Triebzügen infolge des Unfalls angespannt. Die Suche nach der Unfallursache gestaltete sich aufgrund starker Brandschäden schwierig. Der Bruch einer Zugstange des Trafos war laut dem Untersuchungsbericht der Bundesstelle für Eisenbahnunfalluntersuchung wahrscheinlich primär ursächlich für die Ereignisentwicklung.
Ein Lokführer bemerkte am 20. März 2020 beim Überfahren der Theißtalbrücke eine unruhige Fahrt und meldete dies. Daraufhin wurde festgestellt, dass auf einer Länge von rund 80 m durch Unbekannte Schienenschrauben gelöst worden waren. Infolgedessen wurde die Strecke gesperrt und Ermittlungen aufgenommen. Der Täter wurde im März 2021 zu neun Jahren und zehn Monaten Haft verurteilt.
Am Abend des 8. Juni 2025 kollidierte ein aus Köln kommender, mit rund 300 km/h fahrender ICE bei Deesen gegen 20 Uhr mit einem zuvor auf die Gleise gelaufenem Pferd. Die Strecke wurde für dreieinhalb Stunden gesperrt. Der ICE konnte seine Fahrt in ein Betriebswerk bei Frankfurt mit geringen Schäden selbst antreten.

### Ausblick
Die Schnellfahrstrecke soll langfristig (Stand: 2012) vollständig auf eigenen Gleisen in den Eisenbahnknoten Köln eingeführt werden. Dabei ist geplant, das Gleispaar vom derzeitigen provisorischen Anschluss der Schnellfahrstrecke am mit 130 km/h befahrbaren Abzweig Köln-Steinstraße bis zum Bahnhof Köln-Mülheim über Köln Messe/Deutz (tief) zu führen. Die Strecke über den Tiefbahnhof von Deutz, die bereits seit Eröffnung des Bahnhofes besteht, wurde dazu bereits umgebaut.
Der weitere Ausbau ist in drei Baustufen unterteilt: Zunächst ist eine niveaufreie Einbindung der Strecken von Köln Messe/Deutz (tief) und Köln Messe/Deutz (hoch) im Bereich Köln-Kalk geplant. In einer weiteren Baustufe soll die Strecke vom Bahnhof Köln Messe/Deutz zum nördlichen Abzweig der Flughafenschleife verlängert werden. Ein darüber hinausgehender Ausbau zwischen dem Abzweig der Flughafenschleife und dem heutigen Beginn der Schnellfahrstrecke im Bereich Steinstraße sollte bei erheblichem Mehrverkehr im Fernverkehr erfolgen. Noch 2019 sollte eine Leistungsvereinbarung über Grundlagenermittlung und Vorplanung für den Ausbau dieses Abschnitts geschlossen werden.
Nach einjährigem Umbau (unter Vollsperrung) ging bereits im Dezember 2007 der Abschnitt zwischen Köln-Mülheim und Köln Messe/Deutz (tief) zweigleisig und für Geschwindigkeiten von bis zu 100 km/h ausgebaut in Betrieb. Die Anbindung des Bahnhofs an die Zuführung zur Schnellfahrstrecke (Abzweigstelle Gummersbacher Straße) wurde zum Fahrplanwechsel am 13. Dezember 2009 abgeschlossen. Der Ausbau des Bahnhofs Köln Messe/Deutz zum vollwertigen Fernzughalt auf der Hoch- und der Tiefebene (durch Bahnsteigverlängerungen) sowie der Ausbau der Zulaufstrecken nach Deutz unter Herstellung von Überwerfungsbauwerken gehörten zum Gesamtkonzept der Schnellfahrstrecke, wurden aber mit Zustimmung des Eisenbahn-Bundesamtes nicht realisiert, weil die Deutsche Bahn zunächst keinen Bedarf sah. Trotzdem hat die DB für den Bau dieses Streckenabschnitts 153 Millionen Euro erhalten, ohne dass der Bund den Bau der Strecke oder eine Rückzahlung der Gelder verlangt hätte (Stand: 2007).
Für den Ausbau des 5,3 Kilometer langen Streckenabschnitts zwischen dem Abzweig Gummersbacher Straße und dem Abzweig Porz-Steinstraße von vier auf sechs Gleise war 2007 geplant, die Unterlagen für das Planfeststellungsverfahren noch Ende 2012 an das Eisenbahn-Bundesamt zu übergeben. Die fünf- bis sechsjährige Gesamtbauzeit, in der auch 15 Kilometer bestehende Gleise umgebaut werden sollten, sollte demnach nicht vor 2017 beginnen. Für den Ausbau fehlte um 2007 eine Finanzierungszusage. Die Planung wurde im Herbst 2009 aufgenommen. Das inzwischen als „Ausbau südlich Gummersbacher Straße“ (ASG) bezeichnete Projekt umfasst auch den Umbau von ca. 12 Kilometer Bestandsgleisen. Das Vorhaben gliedert sich drei Planfeststellungsabschnitte (11, 12, 13). Während für den Planfeststellungsabschnitt 11 ein grundlegend neues Planfeststellungsverfahren durchgeführt wurde, liegen für die Abschnitte 12 (1997) bzw. 13 (1996) Beschlüsse vor, die abgeändert wurden.:
- Der Planfeststellungsbeschluss für den Abschnitt 11 (Baukilometer 2,3 bis 4,2) erging im Oktober 2019.[191]
- Im Abschnitt 12 (Bau-km 4,2 bis 6,2) wurde im Zuge der 5. Planänderung, die im März 2020 festgestellt wurde, ein Überwerfungsbauwerk in Köln-Kalk in die Planung aufgenommen.[192]
- Für den südlichen Abschnitt 13 wurde im November 1996 der Planfeststellungsbeschluss erlassen und bis 2007 sieben Mal geändert.[193][187] Der Bescheid zur 8. Planänderung im Abschnitt erging im März 2020. Damit wurde gegenüber der ursprünglichen Planung zwei zusätzliche Gleise zwischen den Abzweigstellen Gummersbacher Straße und Flughafen Nordwest ergänzt.[193] Die Entwurfsgeschwindigkeit liegt bei bis zu 160 km/h.[194] Der Baubeginn war um 2022 vorgesehen, die Inbetriebnahme ab 2028.[189] Weitere Planungsleistungen (HOAI-Leistungsphasen 5 bis 7) wurden im April 2022 ausgeschrieben. Der zu vergebende Vertrag soll von August 2022 bis 2035 laufen.[195] Im Mai 2022 folgt ein zweites Planungspaket.[196] Im August 2022 wurde die weitere Planung der Leit- und Sicherungstechnik ausgeschrieben.[197]

Das südliche Ende der Strecke soll zukünftig beidseitig in die Neubaustrecke Rhein/Main–Rhein/Neckar eingefädelt werden.
Im Januar 2016 wurde die Realisierung der Wallauer Spange angekündigt, mit der die Reisezeit von Wiesbaden zum Flughafen Frankfurt von 34 auf 13 Minuten sinken soll. Die Vorplanungen wurden 2019 abgeschlossen, der Baubeginn ist für Anfang 2026 und die Eröffnung für Ende 2028 vorgesehen.
Eine im September 2018 vorgestellte Machbarkeitsstudie zur flächenhaften Einführung von ETCS empfahl, die Strecke bis 2025 mit ETCS auszurüsten. Die Strecke soll im Rahmen des Starterpakets der Digitalen Schiene Deutschland vorrangig mit Digitalen Stellwerken und ETCS ausgerüstet werden. Das Projekt wurde ausgewählt, da „ETCS hier zur Steuerung des Hochgeschwindigkeitsverkehrs zum Einsatz kommt“ und Erfahrungen mit dem Ersatz der LZB durch ETCS gesammelt werden könnten. War die Inbetriebnahme 2019 noch für 2027 geplant, war Anfang 2020 von 2030 vorgesehen, Ende 2020 war schließlich Dezember 2028 vorgesehen sowie eine Finanzierungsvereinbarung in Verhandlung. Laut Angaben von April 2022 sollten Planung und Umbau bis 2027 laufen, die „sukzessiven Inbetriebnahmen“ ab 2028 bis mindestens 2030 folgen. Die Kapazität sollte nach Angaben von 2019 nicht verbessert, jedoch die Pünktlichkeit im Personenverkehr um 1,1 Prozentpunkte erhöht werden. Ende 2020 war geplant, „die betrieblich notwendige Leistungsfähigkeit“ im Zuge der Vorplanung zu untersuchen. Ob lediglich ETCS Level 2 oder eine Hybridvariante ETCS Level 2 / Level 3 zum Einsatz kommt, sollte ebenfalls in der Vorplanung untersucht werden. Im Juni 2022 wurden Planungsleistungen ausgeschrieben, die von Oktober 2022 bis März 2023 laufen sollen. Fünf von sechs Losen wurden laut Mitteilung vom Oktober 2022 nicht vergeben. Im gleichen Monat schlossen Bund und DB eine Finanzierungsvereinbarung über Planungsleistungen (Leistungsphase 1 bis 4) im Umfang von 10,8 Millionen Euro ab. Die gesamte Planung soll mit 38 Millionen Euro zu Buche schlagen. Im Februar 2023 wurden acht Lose zur Planung ausgeschrieben. Für Planung und Realisierung sind im Bundeshaushalt (Stand: 2024) inzwischen 156 Millionen Euro hinterlegt. Eine Finanzierungsvereinbarung über die Realisierung des Vorhabens wurde von der Deutschen Bahn nur vorläufig unter Gremienvorbehalt gezeichnet, als Betriebs- und Geschäftsgeheimnis eingestuft und unter Verschluss gehalten. Der Gremienvorbehalt war auch im März 2025 noch nicht aufgelöst, womit unklar ist, ob und ggf. wann das Vorhaben realisiert werden wird.
Im Bundesverkehrswegeplan 2030 ist eine Blockverdichtung zwischen Zeppelinheim und Flughafen-Fernbahnhof vorgesehen, mit einer Verkürzung des mittleren Blockabstandes auf 2 km. Im Zuge der Generalsanierung der Riedbahn wurden 2024 die bisherigen Vr-Vorsignale von Zeppelinheim durch Ks-Mehrabschnittssignale ersetzt und somit eine Blockverdichtung in Richtung Mannheim vorgenommen, nicht jedoch in der Gegenrichtung.
Die im Oktober 2018 vorgelegte Deutschlandtakt-Konzeption sieht fünf Züge je Stunde und Richtung vor. Die Reisezeit zwischen den Hauptbahnhöfen Köln und Frankfurt soll zwischen 68 Minuten (300 km/h schnelle Züge ohne Zwischenhalte) und 93 Minuten (300 km/h schnelle Züge mit vier Zwischenhalten) liegen. Auch der 2. Gutachterentwurf vom Mai 2019 sah fünf Zugpaare pro Stunde und Richtung vor. Der im Juni 2020 vorgelegte dritte Gutachterentwurf sieht zwischen Frankfurt und Köln sechs stündliche Zugpaare vor, zusätzlich ist ein zweistündliches Zugpaar zwischen Köln und Wiesbaden vorgesehen.
Im dritten Gutachterentwurf des Deutschlandtakts sind zusätzliche Verknüpfungen zwischen Schnellfahrstrecke und Siegstrecke am nördlichen Ende der Flughafenschleife hinterlegt. Dafür sind, zum Preisstand von 2015, Investitionen von 172 Millionen Euro vorgesehen. Ebenfalls soll die Verbindungsstrecke von Mainz zukünftig zweigleisig-höhenfrei in die Schnellfahrstrecke einbinden.

## Betriebskonzept
Das Betriebskonzept sieht eine Belegung mit durchschnittlich fünf Zügen pro Stunde und Richtung vor, für die Bemessung der Blockabstände wurden acht Züge pro Stunde und Richtung zu Grunde gelegt. Zur Aufnahme des Vollbetriebs im Dezember 2002 sollten 70 Prozent des Fernverkehrs zwischen Köln und Frankfurt über die Neubaustrecke geführt werden.
Die Schnellfahrstrecke Köln–Rhein/Main wird im Fahrplanjahr 2017 von folgenden Linien planmäßig befahren:
| Linie                | Laufweg (Stationen an der Schnellfahrstrecke sind fett markiert) |
| -------------------- | --- |
| ICE 41               | (Dortmund –) Essen – Duisburg – Köln Messe/Deutz (tief) – (Köln/Bonn Flughafen – Siegburg/Bonn – Montabaur – Limburg Süd –) Frankfurt Flughafen Fernbf – Frankfurt – Aschaffenburg – Würzburg – Nürnberg – München |
| ICE 42               | Hamburg - Dortmund – Essen – Duisburg – Köln – Siegburg/Bonn – Frankfurt Flughafen Fernbf – Mannheim – Stuttgart – Augsburg – München                                                                              |
| ICE 43               | (Dortmund – Wuppertal –) Köln – Siegburg/Bonn – Frankfurt Flughafen Fernbf – Mannheim – Karlsruhe – Basel |
| ICE 45               | Köln – Köln/Bonn Flughafen – Montabaur – Limburg Süd – Wiesbaden – Mainz – Mannheim – Heidelberg – Vaihingen – Stuttgart                                                                                           |
| ICE 47               | Dortmund – Essen – Duisburg – Köln Messe/Deutz (tief) – (Köln/Bonn Flughafen –) Frankfurt Flughafen Fernbf – Mannheim – Stuttgart                                                                                  |
| ICE 49               | Köln – Siegburg/Bonn – Montabaur – Limburg Süd – Frankfurt Flughafen Fernbf – Frankfurt |
| ICE International 78 | Amsterdam – Duisburg – Köln – Frankfurt Flughafen Fernbf – Frankfurt |
| ICE International 79 | Brüssel – Aachen – Köln – Siegburg/Bonn – Frankfurt Flughafen Fernbf – Frankfurt |

In den Fahrplanjahren 2006 und 2007 nutzte werktäglich ein ICE Sprinter von Köln nach Stuttgart bzw. München die Strecke.
Die Schnellfahrstrecke Köln–Rhein/Main war bei ihrer Eröffnung die erste deutsche Bahnstrecke, die planmäßig (in weiten Teilen) mit 300 km/h befahren und auf der die Wirbelstrombremse des ICE 3 als Betriebsbremse benutzt werden darf. Die Verbindung Frankfurt Flughafen–Siegburg/Bonn war mit einer Reisegeschwindigkeit von 232 km/h (143,3 Kilometer in 37 Minuten) die schnellste ICE-Verbindung zwischen zwei Städten in Deutschland und war (2007) fünftschnellste Zugverbindung weltweit. (Im Fahrplanjahr 2013 liegt die Regelfahrzeit bei der Linie 42/43 bei 38 Minuten (in der Gegenrichtung 39 Minuten), entsprechend 226 km/h bzw. 220 km/h Reisegeschwindigkeit.)
Im Jahresfahrplan 2007 hielten über Frankfurt am Main und Köln hinaus verkehrende ICEs seltener in Limburg und Montabaur. Dafür pendelten zusätzliche Züge zwischen Frankfurt und Köln und banden die kleinen Stationen an. Zum Fahrplanwechsel im Dezember 2007 sind diese Pendelzüge wieder entfallen und wurden durch länger laufende Leistungen ersetzt, die bis ins Ruhrgebiet führen. Zum Fahrplanwechsel am 12. Dezember 2010 wurde ein zusätzlicher morgendlicher ICE eingelegt, der Frankfurt Flughafen um 4.41 Uhr erreicht.
Im Mai 2006 sollte die Strecke für drei Tage gesperrt werden, um zwei beschädigte Abschnitte der Festen Fahrbahn auszutauschen. Diese Pläne wurden später verworfen, die Instandsetzung sollte mit anderen Mitteln erfolgen.
Zum Fahrplanwechsel im Dezember 2006 wurde das Angebotskonzept auf der Strecke neu geordnet. Um die Strecke mit TGV-Duplex-Garnituren befahren zu können, bemüht sich die SNCF, den bislang verpflichtenden Einsatz der Wirbelstrombremse aufzuweichen. In diesem Zusammenhang fanden 2011 Versuchsfahrten mit einem TGV 2N2 statt.
Seit Dezember 2014 wird eine zusätzliche Linie 47 in der Relation Dortmund/Düsseldorf/Köln—Frankfurt/Main—Mannheim—Stuttgart angeboten, um die nachfragestarken Achse Köln—Stuttgart zu entlasten.
Ab Dezember 2018 werden zwölfteilige ICE 4 auf der Strecke eingesetzt, zunächst auf einzelnen Leistungen. Aufgrund der damit einher gehenden nicht trennbaren Zuglänge werden zwei zusätzliche Schlepplokomotiven der Baureihe 245 beschafft. Um die gegenüber dem ICE 3 geringere Höchstgeschwindigkeit zu kompensieren, soll an einzelnen bisherigen Unterwegshalten durchgefahren werden.
Zwischen Siegburg und Abzweig Mönchhof dürfen keine Güterzüge fahren. Reisezüge, die mit mehr als 200 km/h in diesem Abschnitt fahren sollen, müssen über geeignete Bremsen für Längsneigungen von bis zu 40 Promille verfügen. Ferner dürfen nur Reisezüge mit geschlossenem Toilettensystem eingesetzt werden.
In seiner „Langfristplanung 202x“ sieht DB Netz eine weitere Linie von Süddeutschland über Köln Messe/Deutz nach Düsseldorf sowie eine zweistündliche von Süddeutschland zum Hauptbahnhof Köln vor.
Im Zeithorizont des Jahres 2030 und darüber hinaus sieht DB Netz eine weitere zusätzliche Linie von Süddeutschland und Köln Messe/Deutz nach Düsseldorf sowie eine Verdichtung der zweistündlichen Linie Süddeutschland – Köln Hauptbahnhof zu einem Stundentakt vor.

## Technik

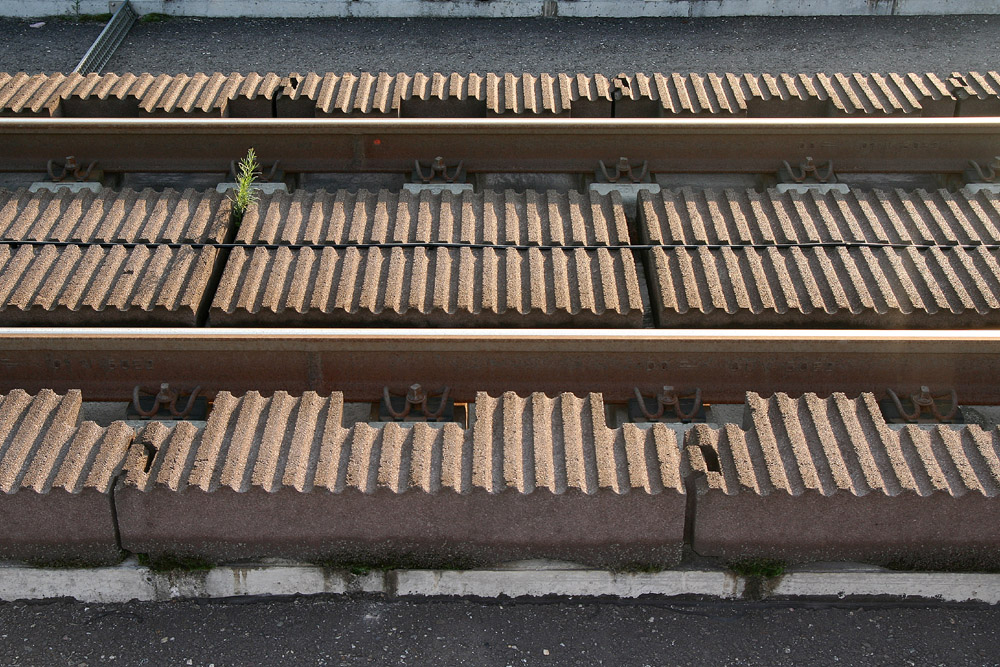
Feste Fahrbahn der Strecke, hier mit schallabsorbierenden Bausteinen

Insgesamt wurden 620.000 laufende Meter Schienen (verschweißt aus 120-m-Langschienen) und 420.887 Schwellen verlegt. Insgesamt wurden 3.300 Kilometer Drähte, Seile und Kabel verlegt und 400.000 Bolzen und Dübel verbaut. Der Schnellfahrabschnitt wurde dabei, erstmals in Deutschland, durchgehend in Fester Fahrbahn ausgeführt (Kilometer 26,1 bis Frankfurter Kreuz, ohne Flughafen-Fernbahnhof), einschließlich großer Brücken. Stellenweise eingebaute Schallabsorber sollen die Schallabstrahlung der Fahrbahn reduzieren. Für die gesamte Feste Fahrbahn wurden 245.000 Kubikmeter HGT, 185.000 Kubikmeter Trog- sowie 120.000 Kubikmeter Füllbeton verwendet. Vier verschiedene Systemvarianten (Heilit, Rheda, Rheda-Berlin und Züblin) wurden in sieben Abschnitten eingebaut.
Infolge der kurzen Bauzeit von etwa zwölf Monaten, die für die Errichtung der Festen Fahrbahn auf der gesamten Strecke zur Verfügung stand, mussten allein im 127 Kilometer langen Abschnitt der Bauart Walter-Heilit (Los A, Teil von Los C) mehr als 30 Spezialgeräte konstruiert werden. Die Kosten der Beton-Fahrbahn lagen bei rund 770.000 Euro pro laufendem Kilometer. Insgesamt 36 Weichen wurden eingerichtet. Die größten, mit einer Länge von je 136 Meter, wurden bei Wallau im Abzweig Richtung Wiesbaden eingesetzt. Weichen, die gerade mit mehr als 200 km/h befahren werden, wurden als Klothoidenweichen ausgelegt. Auf den Überleitstellen sind Gleiswechsel mit 130 km/h möglich, Bahnsteiggleise und Streckengleisverbindungen in den Bahnhöfen können mit 100 km/h befahren werden.
Die Deutsche Bahn dementierte im Oktober 2007 Medienberichte, laut denen aufgrund starker Belastungen die Schienen der Strecke bereits nach etwa sechs bis sieben Betriebsjahren komplett ausgetauscht werden müssten.

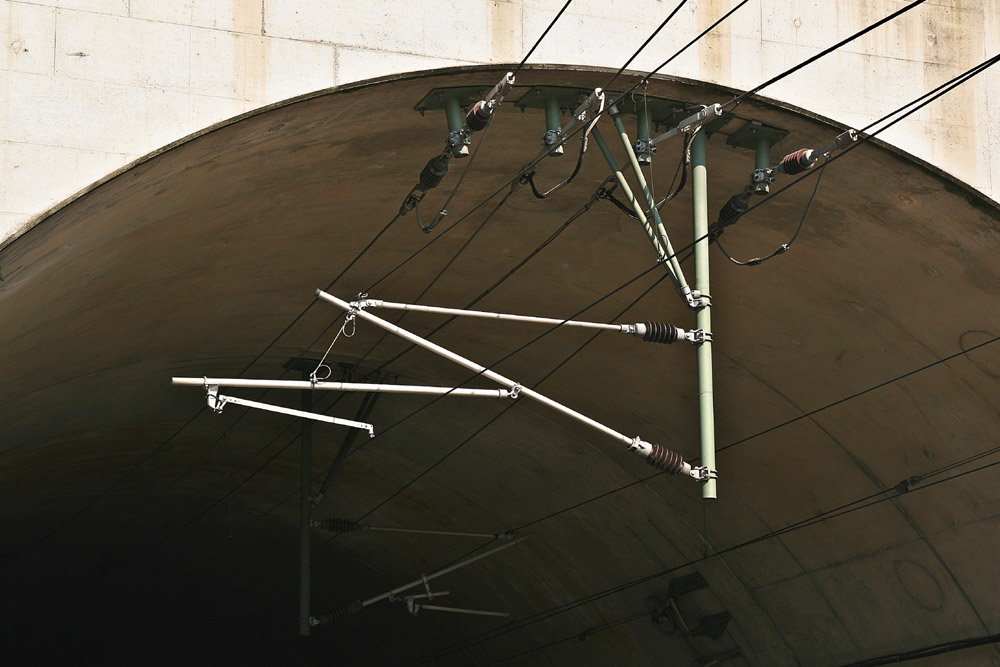
Aufhängung der Oberleitung im Tunnel mit Hängesäulen und fehlendem Y-Beiseil

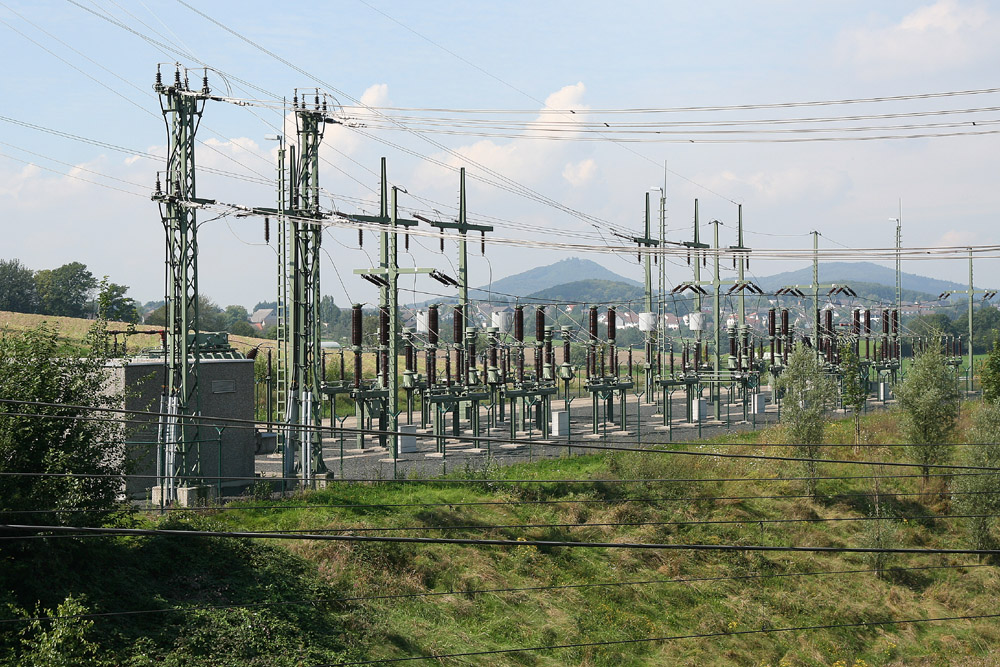
Das Unterwerk Orscheid nahe dem Rottbitzetunnel ist eines von sechs Unterwerken der Strecke

Zur Energieversorgung wurden 4000 Oberleitungsmasten gesetzt, in den Tunneln des Schnellfahrabschnittes tragen 1600 Hängesäulen die Oberleitung. Das für 300 km/h geeignete Fahrleitungssystem wurde für die Schnellfahrstrecke neu entwickelt. In Tunneln konnten die zuvor üblichen Aufweitungen der Tunnelwand für die Nachspannbereiche der Oberleitung aufgrund eines neuen Oberleitungssystems (SICAT H1.0) entfallen. Dabei wurde auf der freien Strecke ein Mastabstand von 70 Meter bei einer Systemhöhe von 1,60 Meter gewählt. Fahrdraht und Tragseil sind getrennt mit 27 Kilonewton (Fahrdraht) bzw. 21 Kilonewton (Tragseil) nachgespannt. Aufgrund des verringerten Bauraums in Tunneln beträgt die Systemhöhe hier nur 1,10 Meter, während der Stützpunktabstand auf 50 Meter reduziert wurde und die Y-Beiseile entfielen. Die Fahrdrahthöhe beträgt überall konstant 5,30 Meter. Ein ICE 3 benötigt auf einer Fahrt von Köln Messe/Deutz nach Frankfurt Flughafen ungefähr 2.500 kWh elektrische Energie.
Neue Unterwerke entstanden, im Abstand von etwa 20 Kilometern, bei Orscheid, Urbach, Montabaur, Limburg, Wörsdorf und Wiesbaden (östlicher Stadtrand). Sie werden aus der Zentralschaltstelle Borken (Hessen) ferngesteuert. Auf einer Länge von rund 110 Kilometern, zwischen dem bestehenden Leistungsnetz bei Orscheid (bei Bad Honnef) und Niedernhausen, wurde eine neue 110-kV-Bahnstromleitung errichtet. Sie verläuft weitgehend parallel zur Neubaustrecke bzw. gebündelt mit bestehenden Überlandleitungen. Wo die Parallellage zur Strecke nicht hergestellt werden konnte, wurde die Bahnstromtrasse mit bestehenden 110-kV-Leitungen des öffentlichen Netzes gebündelt. Die 414 neuen, 20 bis 67 Meter hohen und 4 bis 21 Tonnen schweren Masten stehen in einem Abstand zwischen 100 und 380 Meter. In Einzelfällen (z. B. Lahnquerung in Limburg) werden mehr als 500 Meter erreicht.
Die Schnellfahrstrecke (vom Flughafen Frankfurt bis zum Einfahrsignal Siegburg/Bonn) wird aus der Betriebszentrale Frankfurt über ESTW-Unterzentralen in Montabaur und Frankfurt am Main Flughafen ferngesteuert. Den Zentralen sind vier bzw. fünf ESTW-A sowie insgesamt drei Verstärkerstationen zugeordnet. Der Blockabstand der freien Strecke liegt zwischen drei und fünf Kilometern. Der maximale Blockabstand ohne LZB (also nur durch Lichtsignale gedeckt) liegt bei 36 Kilometern (Siegburg bis Überleitstelle Willroth), der Vorsignalabstand bei 1.300 Metern. In den Knotenbereichen Frankfurt und Köln sowie als Rückfallebene auf der Neubaustrecke dienen überwiegend Ks-, teils auch H/V-Lichtsignale.
Die Strecke sollte zum Betriebsstart als erste deutsche Schnellfahrstrecke ausschließlich mit einem Zugbeeinflussungs-System per Funk (so genannter ETCS Level 2+) ausgerüstet werden, mit einer späteren Nachrüstung auf ETCS Level 3. Auf Lichtsignale sollte auf dem Abschnitt zwischen Siegburg und der Mainquerung komplett verzichtet werden. Als sich bei der Spezifikation und Realisierung von ETCS Verzögerungen abzeichneten, fiel 1998 die endgültige Entscheidung, eine für die speziellen Bedingungen der Strecke weiterentwickelte Linienzugbeeinflussung (LZB L72 CE-II) einzusetzen.
Zur Versorgung der Strecke mit GSM-R-Zugfunk wurden 58 bis zu 60 Meter hohe Funkmasten installiert. Die Neubaustrecke war die erste deutsche Strecke, auf der im Regelbetrieb nur mit GSM-R gefahren wurde. Ferner ist eine durchgehende Versorgung mit öffentlichem GSM-Mobilfunk – inklusive Tunnelfunkanlagen – in handyverstärkten Wagen gewährleistet. Seit März 2007 steht im Rahmen von Railnet ein Internetzugang per Hotspot in vielen Zügen auf der Schnellfahrstrecke zur Verfügung. Über ein Tunnelfunksystem mit 42 Kilometern Hochfrequenz-Schlitzkabel und 70 Antennensystemen werden drei UKW-Rundfunkprogramme sowie drei BOS-Funk-Frequenzen zur Verfügung gestellt. Eine Notstromversorgung sichert einen zwölfstündigen Betrieb bei Volllast.
Von 30 Tunneln wurden 24 (zumindest teilweise) in bergmännischer Bauweise errichtet, sechs vollständig in offener. Die bergmännischen Tunnel wurden in der Regel im Ulmenstollenvortrieb, oftmals ohne Sprengungen vorgetrieben, bei einer Arbeitsleistung von einem bis drei Meter pro Tag. Alle Röhren, mit Ausnahme des Wandersmann-Nord-Tunnels sind zweigleisig und im Spritzbetonverfahren errichtet.

### Lärmschutz

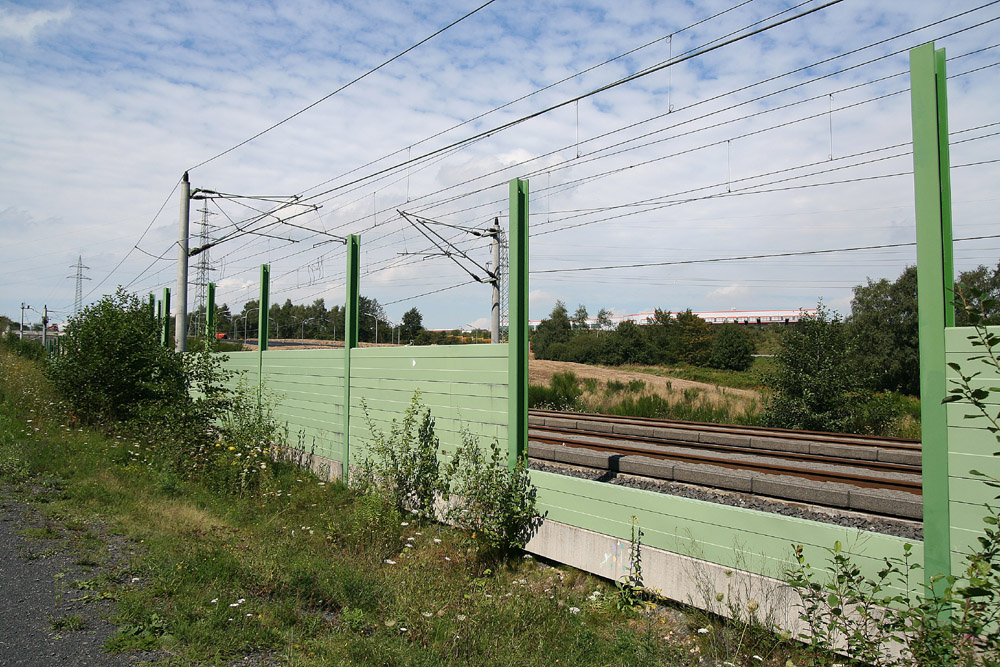
Wegen technischer Mängel teilweise zurückgebaute Lärmschutzwand bei Windhagen (2007)

Bereits im Jahr 2003 erwiesen sich die eingerichteten Lärm-, Sicht- und Windschutzwände an der Strecke als instabil und wurden in der Folge in einigen Abschnitten teilweise zurückgebaut. 2005 erfolgte ein dreimonatiger, erfolgreicher Versuch mit einer 300 Meter langen Betonwand. Die Lärm- und Sichtschutzwände sollen nun entsprechend ersetzt werden. Die nach neuen Untersuchungen nicht mehr notwendigen Windschutzwände sollen ersatzlos zurückgebaut werden (Stand: März 2007). Die Kosten der Maßnahmen belaufen sich auf etwa 1.000 Euro pro laufendem Meter. Zur Mängelbeseitigung einigte sich die DB Netz mit den gewährleistenden Baufirmen außergerichtlich. Die Gesamtkosten für den vollständigen Rückbau der bisherigen sowie den Neubau weiterhin notwendiger Schall-, Wind- und Blendschutzwände auf 25 Kilometern Länge liegen bei rund 105 Millionen Euro, die zu je einem Drittel vom Bund, der Deutschen Bahn und den Firmen getragen werden. Die reinen Kosten für den Umbau der Lärmschutzwände werden mit 73,6 Millionen Euro angegeben. Davon werden je 28,5 Mio. Euro durch die Deutsche Bahn und die bauausführenden Unternehmen getragen, 16,6 Millionen Euro übernimmt der Bund.
Die neuen Lärmschutzwände werden 80 Zentimeter weiter vom Gleis nach außen versetzt werden, um den Druck und den Sog zu reduzieren. Auf Brücken werden verstärkte Aluminiumwände eingebaut. Der gesamte Austausch war im Juni 2010 abgeschlossen.
Um die Standfestigkeit der noch nicht sanierten Wände sicherzustellen, unterliegen die Elemente ständigen Kontrollgängen. Aufgrund der unter der planfestgestellten Auslastung liegenden Belastung der Strecke sind nach DB-Angaben trotz der abgebauten Lärmschutzwände keine Überschreitungen der Immissionsschutzgrenzwerte zu verzeichnen.
Auf 23 Abschnitten der Strecke (Gesamtlänge: 30,4 Kilometer) gilt das Verfahren Besonders überwachtes Gleis.

### Sicherheitskonzept
Das Sicherheitskonzept wurde gegenüber den drei 1991 und 1998 in Betrieb genommenen deutschen Hochgeschwindigkeits-Neubaustrecken weiterentwickelt. Dabei wurden zusätzliche Sicherheitsauflagen auch im Rahmen einer Ausnahmezulassung des Bundesverkehrsministeriums (nach § 3 Abs. 1 Nr. 1 EBO) erforderlich, um von der in § 40 Nr. 2, S. 1 EBO vorgesehenen, allgemeinen Höchstgeschwindigkeit von 250 km/h, abweichen zu können.

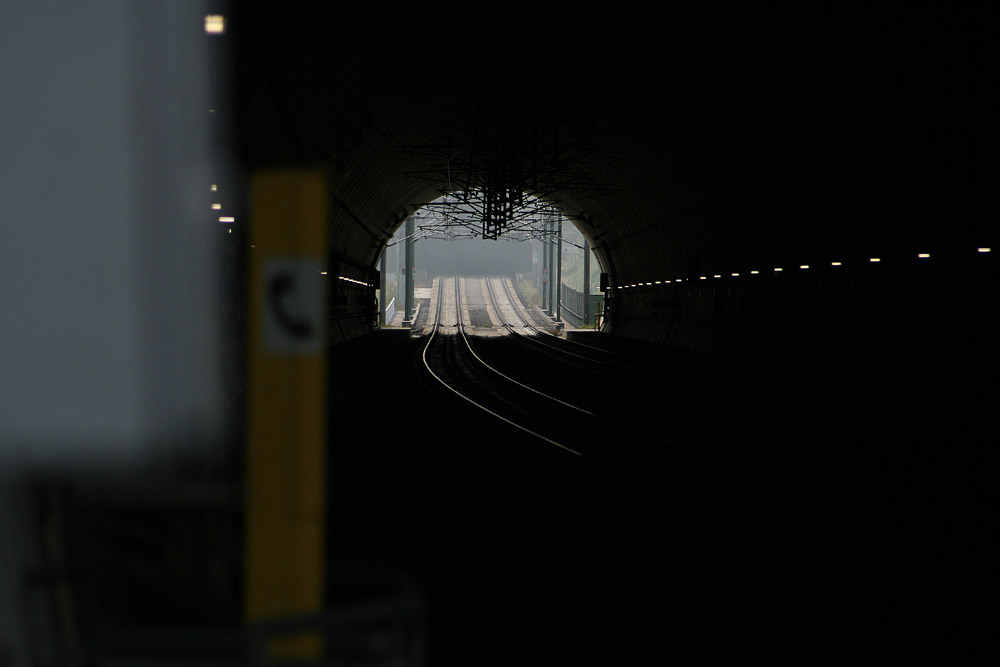
Blick in den Dickheck-Tunnel mit Tunnelbeleuchtung und Notrufsäule (gelb, im Vordergrund links)

Das so genannte Selbstrettungskonzept der Strecke setzt, im Gegensatz zu den auf früheren Strecken verwendeten Tunnelrettungszügen, in erster Linie auf die Eigenrettung von Zugpersonal und Fahrgästen. So wurden 20 Röhren, die als lange Tunnel (über 1000 Meter Länge) im Sinne der Tunnel-Sicherheitsrichtlinie des Eisenbahn-Bundesamtes gelten, mit Notausgängen ausgerüstet. Diese waren so anzulegen, dass ein Notausgang binnen sechs Minuten (500 Meter) zu erreichen ist. Schilder, aber auch Handläufe weisen den Weg zu den Notausgängen. Von dort führen Treppen, stellenweise zusätzlich auch Aufzüge, ins Freie. Auch auf die vormals verwendeten Luftströmungsmeldeanlagen wurde verzichtet. Für die Feuerwehren entlang der Strecke wurden aufgleisbare Rollpaletten beschafft.
Die Tunnel-Sicherheitsbeleuchtung lässt sich aus den Betriebszentralen, aber auch durch Schalter, die in einem Längsabstand von 125 Meter angebracht wurden, aktivieren. An allen Notausgängen, sowie an den Portalen, wurden 96 Kubikmeter Löschwasser hinterlegt, die aus einer Löschwasserleitung in der Röhre angezapft werden können. Das Konzept sieht vor, dass Rettungsdienste binnen 15 Minuten am Unfallort sind. In allen Tunneln verlaufen beidseitig Rettungswege von wenigstens 1,20 Meter Breite.
Züge, die die Strecke befahren, müssen aus nicht brennbaren Materialien bestehen und über eine Notbremsüberbrückung verfügen. Die Radsätze des ICE 3 bleiben unter Vollbrand-Bedingungen wenigstens fünfzehn Minuten lauffähig. Heißläuferortungsanlagen sollen heiß laufende Radsätze und feste Bremsen finden.